# ایران‌شناسی

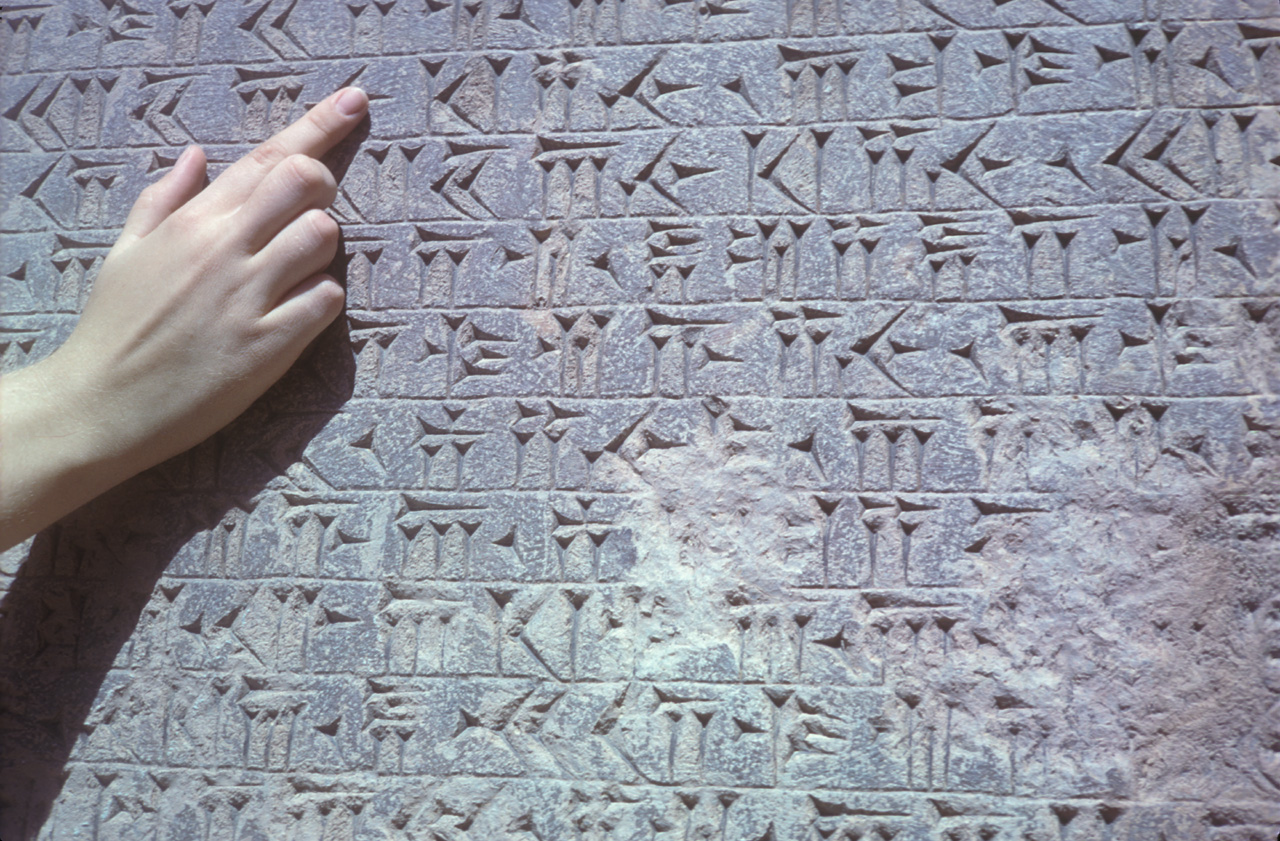
کشف رمز زبان فارسی باستان، زمینه‌ای برای کشف رمز زبان‌های باستان دیگر (اکدی، سومری، ایلامی) شد.

مطالعهٔ فرهنگ و تاریخ ایران‌زمین را ایران‌شناسی گویند. این رشته مشمول شاخه‌های تاریخ‌شناسی (چه ایران باستان، چه ایران قرون وسطی و چه ایران مدرن)، ادیان ها در سرزمین ایران (زرتشتی‌گری، زروان‌گری، مانوی‌گری، بودیسم، یهودیت، مسیحیت، اسلام، بابی‌گری، بهائیت)، زبان‌های ایرانی (شامل زبان نیاهندوایرانی، زبان‌های هندوایرانی، زبان‌های ایرانی باستان، زبان‌های ایرانی میانه، زبان‌های ایرانی نو)، مطالعه ادبیات ایرانی (ادبیات فارسی، کردی، تاجیکی، افغانی، بلوچی، فارسیهود) و مطالعه دانشمندان ایرانی در طول تاریخ می‌پردازد.

## پیشینه باستان‌شناسی

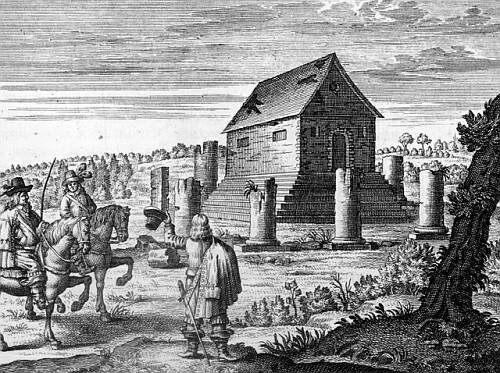
سیاحان آلمانی در قرن هفدهم در برابر مقبره کورش کبیر در پاسارگاد (سفرنامه آلبرشت ماندلسلو، ۱۶۳۸)

کپی برداری کارستن نیبور از تخت جمشید (۱۷۳۳–۱۸۱۵ م)

بازسازی تخت جمشید توسط ی.آ. وان ماندلس‌لو (۱۷۱۹ م، لیدن)

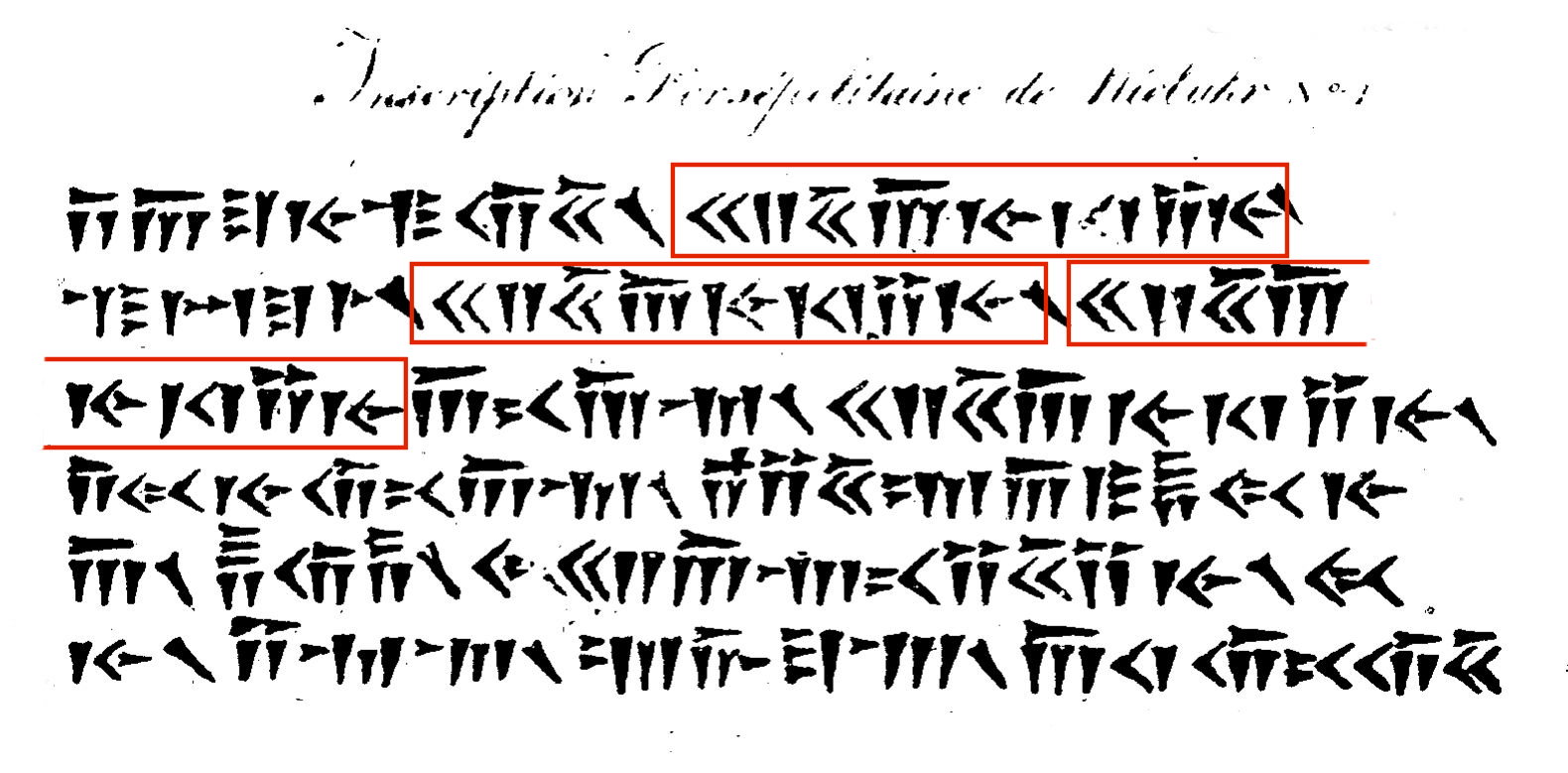
فردریش مونتر توانسته بود به درستی کلمه "𐎧𐏁𐎠𐎹𐎰𐎡𐎹" را که در کتیبه داریوش یکم در تخت جمشید متناوباً تکرار شده بود، رمزگشایی کند و او فهمید این کلمه به معنی «شاه» است. در تصویر دوره کلمه شاه خط قرمز کشیده شده است.

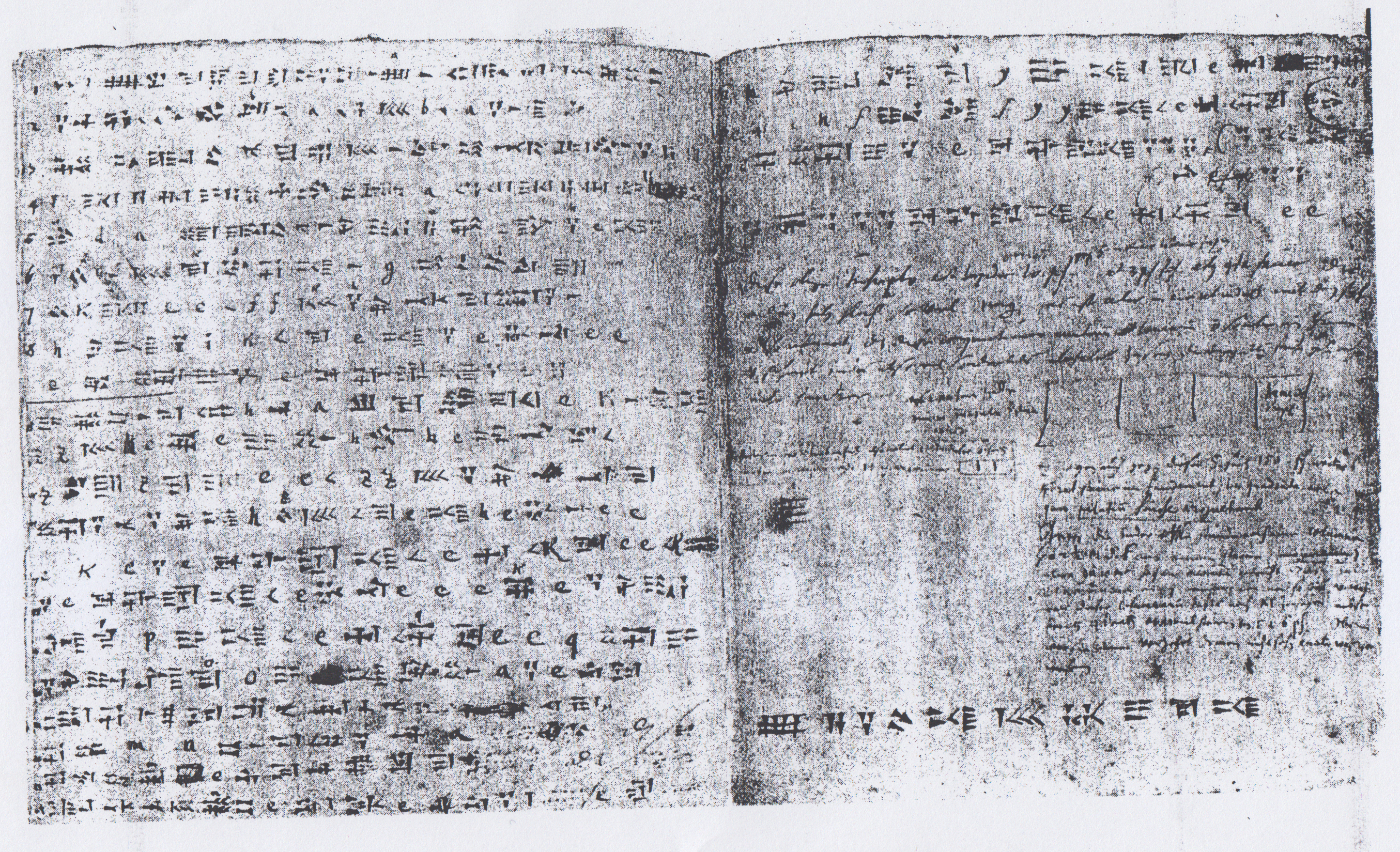
تصویر خطی از کتیبه داریوش در تخت جمشید (DPg) مجموعه اسلون ۵۲۳۲/۶۷–۶۸

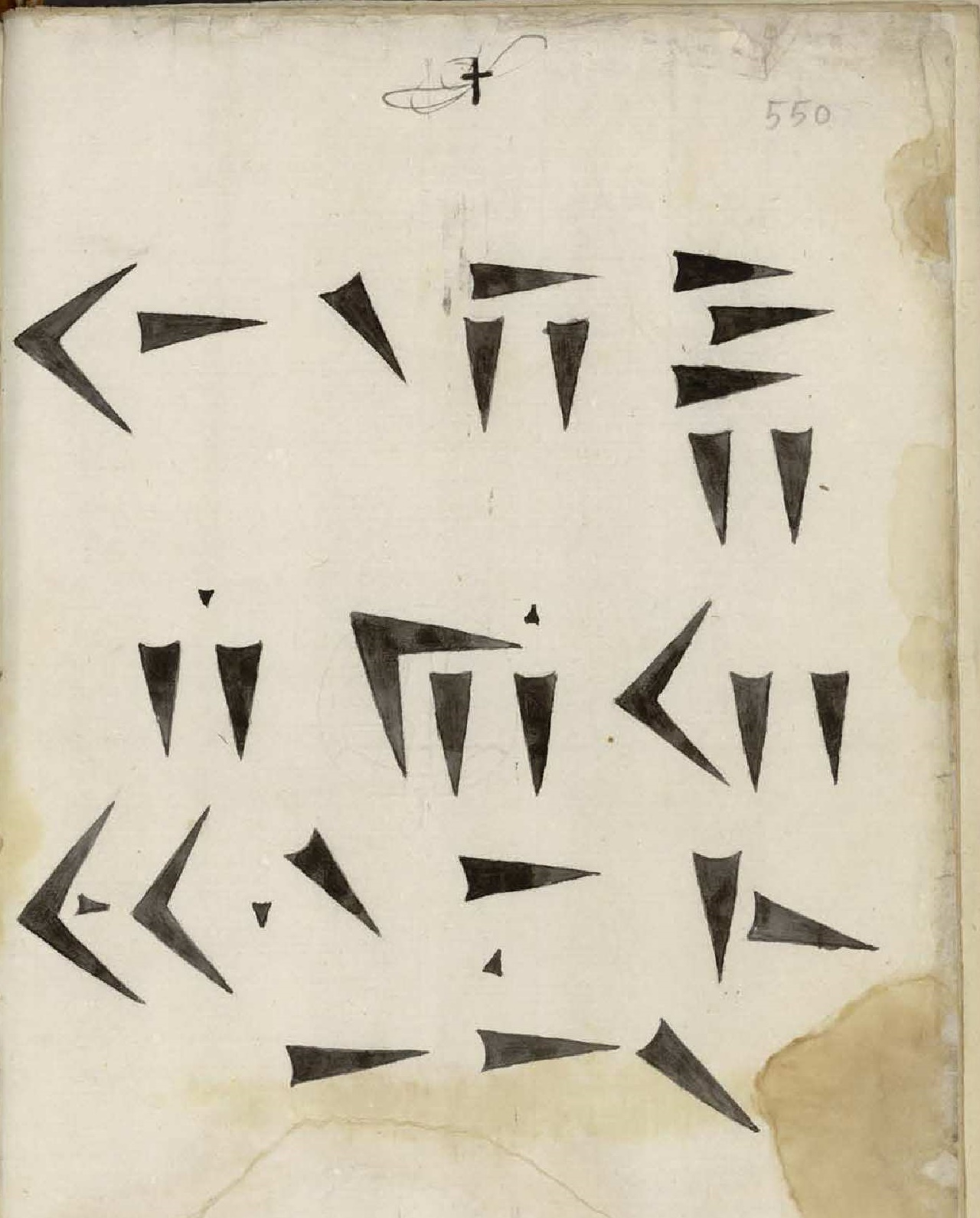
طرح گارسیا د سیلوا از خط میخی یافته شده در تخت جمشید

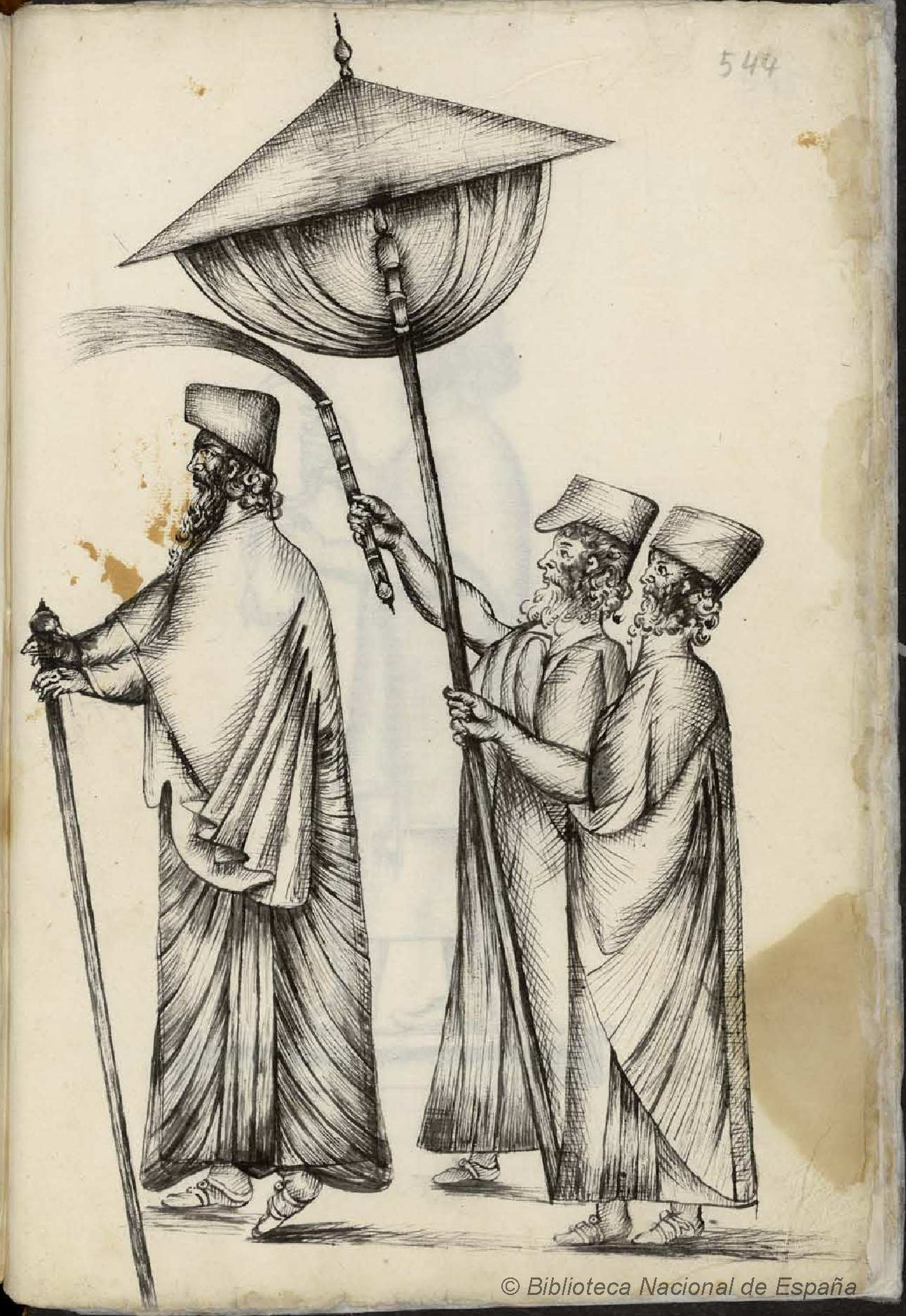
طرح گارسیا د سیلوا از نقش‌برجسته‌های تخت جمشید

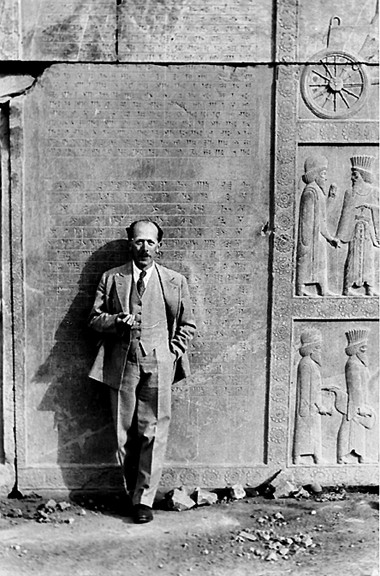
ارنست امیل هرتسفلد، در تخت جمشید

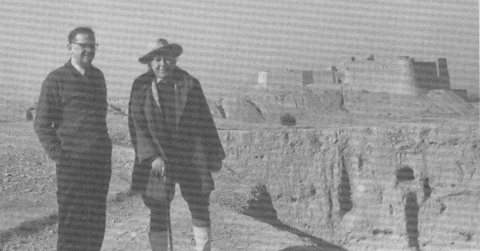
رومن گیرشمن و ریچارد فرای در خرابه‌های باستانی شوش به سال ۱۹۶۶

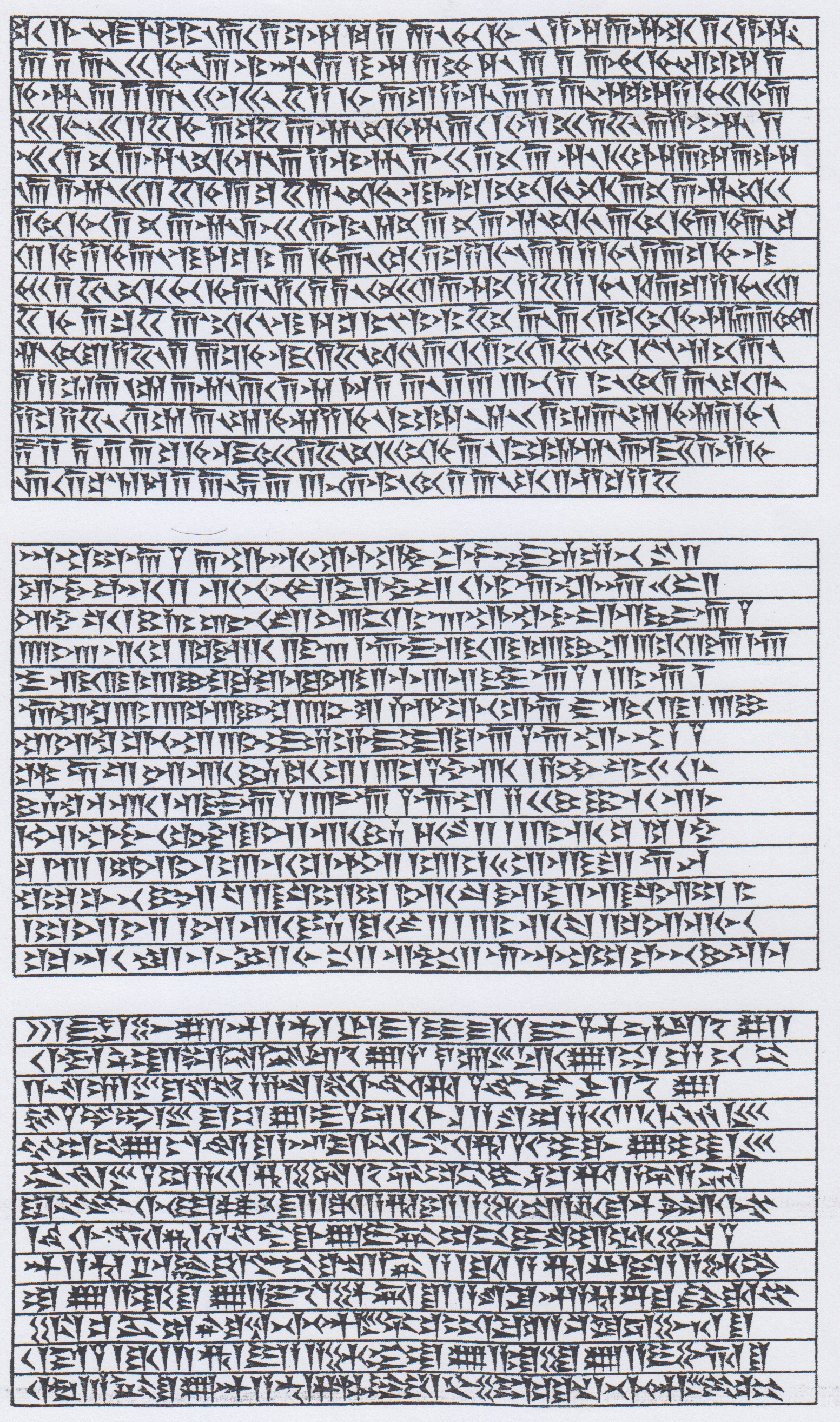
کتیبه میخی در کتاب کرنلیوس دبروین (آمستردام ۱۷۱۱)

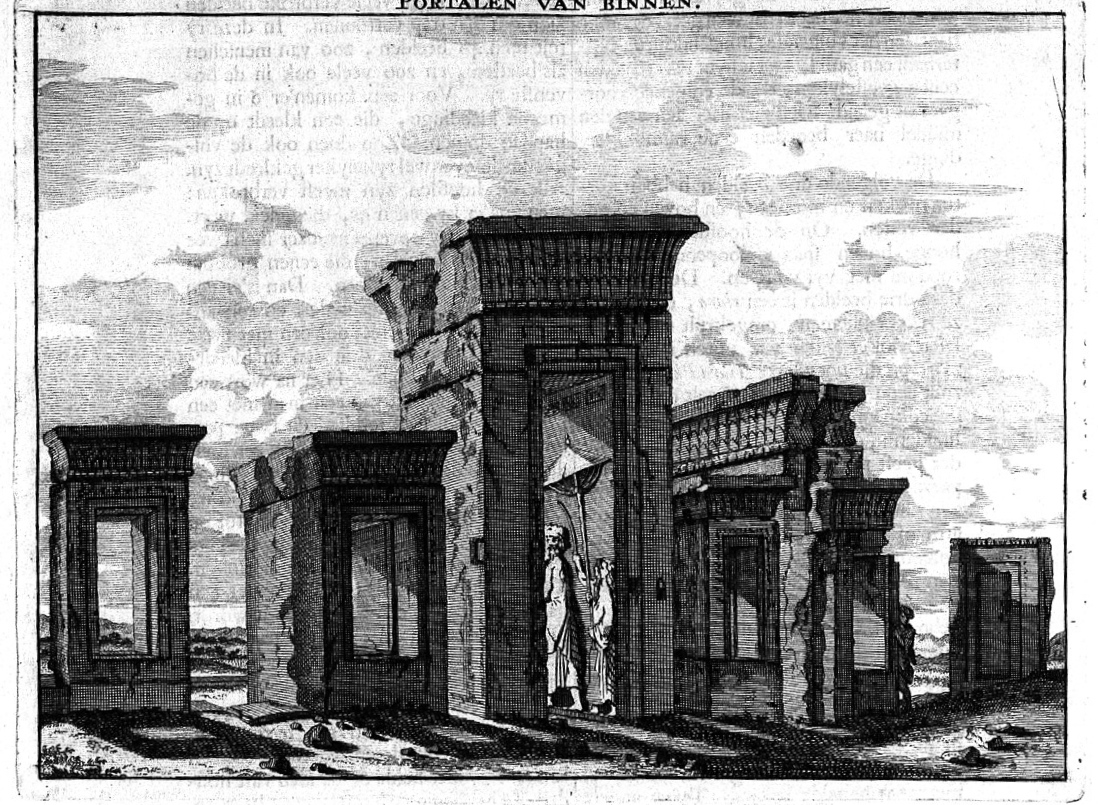
نگاره کرنلیوس دبروین از دروازه‌های تخت جمشید

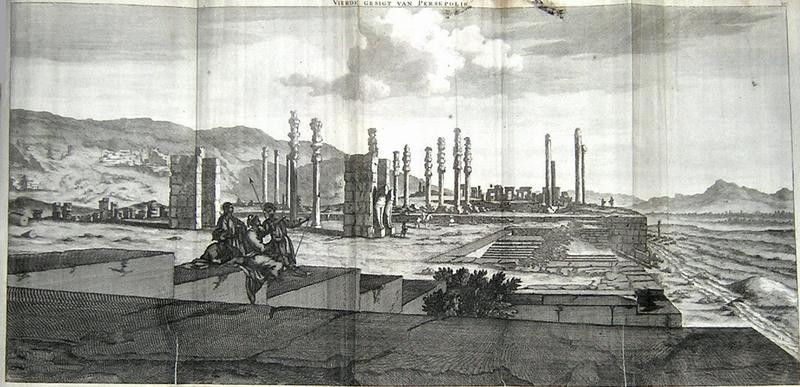
نقاشی کرنلیوس دبروئین از تخت جمشید

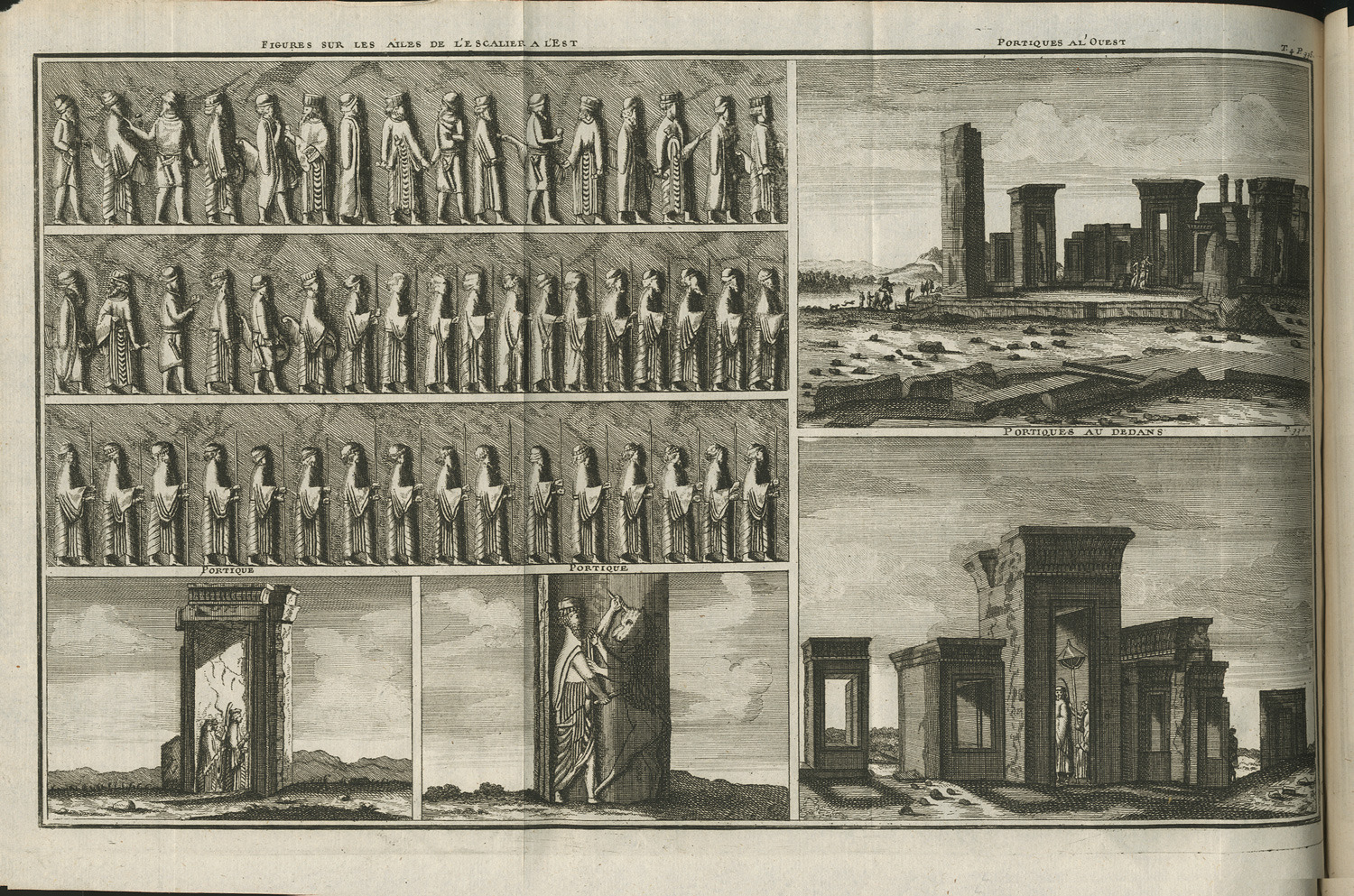
نمایی از تخت جمشید توسط کرنلیوس دبروین

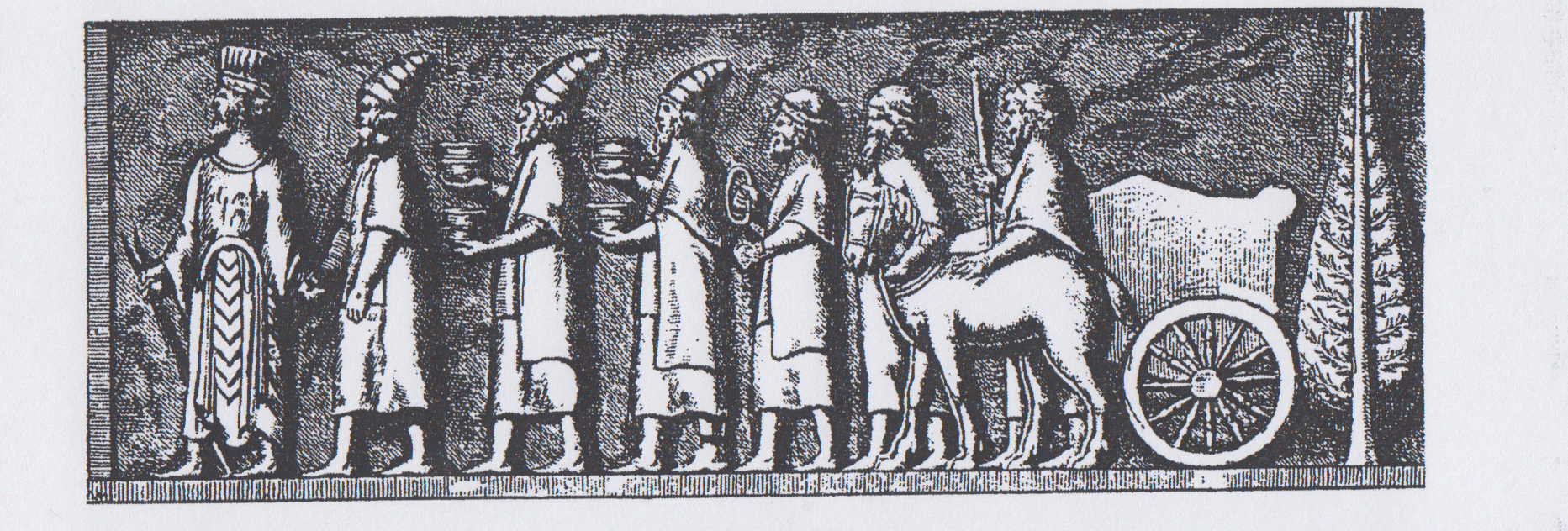
هیئت نمایندگی در آپادانا، از دبروئین (آمستردام ۱۷۱۱)

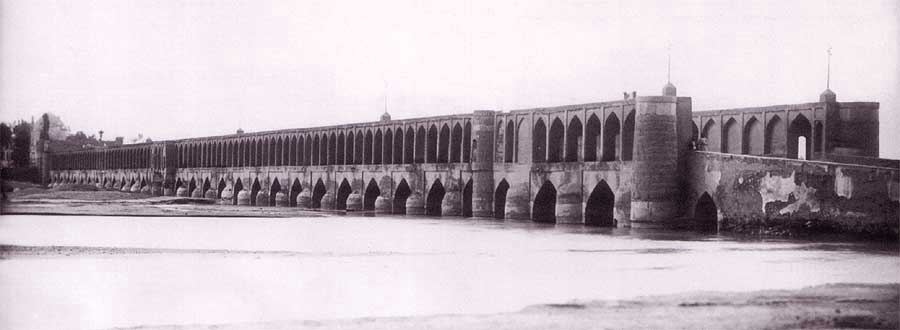
عکسی از سی‌وسه‌پل توسط ارنست هولتسر (۱۸۷۳ م)

در قرن ۱۵ میلادی سیاحان اروپایی به ویرانه‌های کاخ تخت‌جمشید و نقش‌برجسته‌های نقش رستم توجه نمودند و اولین اطلاعاتی که در این‌باره کسب شد به وسیله سفیر ونیز جیوسافات باربارو بود که در سال ۱۴۷۲ میلادی به ایران سفر کرد. گرچه حکایات سیاحان و جهانگردان اروپایی مقرون به صحت و حقیقت نبود، ولی در هر حال علاقه و توجه اروپاییان نسبت به آثار و ابنیهٔ ایران روز به روز شدیدتر می‌شد. جیوسافات باربارو سفیر حکومت ونیز در دربار اوزون حسن آق قویونلو بود که تخت جمشید را با نام «چهل منار» توصیف کرده‌است. قریب به یک سده پس از وی جفری داکت انگلیسی، در ۹۷۷ق/ ۱۵۶۹م به تخت جمشید سفر کرده، و مطلب کوتاه و اغراق‌آمیزی دربارهٔ آن باقی گذاشته‌است.
اولین آشنایی اروپائیان با خطوط میخی در سال ۱۶۱۸ میلادی روی داد، یعنی در زمانی که سفرای پادشاه اسپانیا فیلیپ سوم در دربار شاه عباس اول به نام‌های راهب آنتونیو دو گووه‌آ و دوک دن گارسیا د سیلوا فیگوروا برای اولین بار در اروپا موضوع علائم میخی را که در ویرانه‌های کاخ داریوش بزرگ در تخت‌جمشید پیدا شده بود به اطلاع محققان رساندند. گارسیا یادآور شد که خطوطی را که دیده به‌هیچ‌وجه با خطوط دیگر شباهت نداشته و صور هرمی شکلی است که به طرق مختلف نقش شده‌است.
در سال ۱۶۲۱ پیشاهنگ شرقی‌شناس کشور ایتالیا به نام پیترو دلاواله ویرانه‌های تخت جمشید را توصیف نمود و از پنج علامت خطوط میخی نسخه‌هایی عکس‌برداری، یعنی شبیه‌نویسی کرد. با توجه به سمت و جهت استقرار علائم چنین استنباط نمود که خطوط مزبور باید از چپ به راست خوانده شود. دلاواله علائم میخی را به دقت نسخه‌برداری کرد و جهت خواندن خطوط مزبور را تعیین نمود.
در سال ۱۶۷۴ جهانگرد فرانسوی موسوم به ژان شاردن نسخه‌ای از کتیبه‌های فارسی باستان را به همراه خود به کشور اروپا برد. او به اشتباه تصور می‌کرد که کتیبه‌های مزبور باید مانند هزوارش‌های چینی از بالا به پائین خوانده شود.
کشف رمز خواندن خطوط میخی بعدها به کندی انجام گرفت؛ بدین معنی که برای خواندن کتیبه‌ها لازم بود معنای هر علامت معلوم گردد، در حالی که هنوز زبانی که این خطوط میخی بدان تحریر شده بود و زمان تحریز و ملت منتسب به آن از مسائل مجهول به‌شمار می‌رفت.
در ماه مارس ۱۷۶۵ میلادی، کارستن نیبور مورخ شهیر و نامی، در حین سیر و گردش خویش، چند روزی را هم در تخت‌جمشید گذرانید و از کتیبه‌های معروف و تازه کشف شده نسخه‌برداری دقیق نمود. این اقدام وی گامی بود که به جلو برداشته شد، زیرا تا آن زمان هنوز در اروپا نسخهٔ دقیقی از متون مرتبط به یکدیگر وجود نداشت. کارستن نیبور به این نکته توجه کرد که کلیهٔ کتیبه‌های تخت‌جمشید در سرستون قرار گرفته یا در روی لوحه‌های جداگانه‌ای منقوش است و این لوحه‌ها هم سه‌گانه بوده‌است. در نتیجهٔ این مشاهدات چنین نتیجه گرفت که کتیبه‌های مزبور با سه نوع خط نوشته شده، ولی متن همهٔ آن‌ها یکی است. خط نوع اول ساده‌تر و الفبایی و مشتمل بر ۴۲ علامت می‌باشد. اثر نیبور که در سال ۱۷۷۸ میلادی انتشار یافت در امر آشنایی اروپائیان با خطوط میخی کمک شایانی نمود و مبنا و پایهٔ کشف رمز خواندن خط مزبور قرار گرفت و از اینرو تمام کوشش‌ها در راه مطالعه و تحقیق دربارهٔ خط ساده معطوف و متمرکز گردید.
در سال ۱۷۹۸ م دانشمند آلمانی، اولاف گرهارد تیخسن به این نتیجه رسید که خط کج در کتیبه‌های نوع اول جنبه جداکنندۀ کلمات را دارد. او بعد از دقت زیاد پی برد که تعداد علائم بین اینگونه تقسیم کننده‌ها، هیچ‌گاه از رقم ده تجاوز نمی‌کند. این مشاهدات سبب شد که تیخسن با نظر نیبور مبنی بر اینکه نوع اول خط الفبایی است و گروه علائم واقع در بین خطوط میخی کج، معرف واژه‌ها و کلمات می‌باشد و هر علامتی نماینده یک حرف است، موافقت کرد. به‌علاوه تیخسن، اینطور فکر می‌کرد که هر سه نوع خط جنبه الفبایی دارد و خود کتیبه‌ها مربوط به پادشاهان پارت و اشکانی می‌باشد، گرچه تمام نظرات «تیخسن» کاملاً منطبق با واقعیت نبود، اما بدون تردید نظر وی در مورد مفهوم و معنای خط کج در کشف خواندن خطوط میخی قدمی بسیار مؤثر بود.
در سال ۱۸۰۲ م فردریش مونتر دانمارکی چنین نظر داد که گروه علائمی که زیاد دیده می‌شود، حاوی القاب پادشاهان است و چون این کتیبه‌ها در ایران کشف شده، بنابراین باید چنین حدس زد که به دستور و فرمان پادشاهان ایران نیز حک گردیده‌است. مقارن همین احوال باستان‌شناسان نیز به نوبه خود اعتراف کردند که کاخ‌های پرسپولیس (مجموعاً) از کاخ‌های هخامنشیان بشمار می‌آید و کتیبه‌هایی که روی دیوارهای کاخ را پوشانیده است به دوره‌ای منسوب است که بناهای مزبور ساخته شده‌است. از اینرو مونتر چنین نتیجه گرفت که زبان نوع اول مربوط به زبان ایران باستان و نزدیک به زبان اوستا است. او توجه به قوانین و قواعد زبان اوستایی و مراجعه به خطوط پهلوی و گرجی و ارمنی چهارده علامت از علائم خطوط میخی را خواند، ولی به طوری که بعداً معلوم گردید، از آن چهارده علامت فقط دو حرف a و b را صحیح خوانده بود. مونتر به این مطلب نیز توجه کرد که در نقش رستم نقوش برجسته مصری‌ها و نوبی‌ها و سایر ملل آفریقایی یعنی کسانی که از اتباع دولت ایران بوده و جز خراجگزار پادشاهان ایران باستان محسوب می‌شدند، کنده شده‌است. طبق منابع و مآخذ یونانی معلوم بود که سرزمین امپراتوری عظیم‌الشان ایران تا قاره آفریقا فقط در دوران سلطه و اقتدار هخامنشیان گسترش داشته‌است. پس مونتر اینطور نتیجه گرفت که کتیبه‌های خط میخی مکشوف در ایران به سه زبان عمده حکومت هخامنشیان تنظیم گردیده و موضوع متن‌های تمام انواع خطوط یکی است. مونتر نظر مهم دیگری نیز ابراز کرد و گفت که امکان دارد بعضی از تغییرات در انتهای گروه علائم (کلمات) تغییرات صرفی و دستوری باشد.
بدین ترتیب اقدامات مربوط به کشف رموز خواندن خط میخی به کندی و تحمل رنج زیاد پیش می‌رفت و تمام نتایج مثبتی که به دست می‌آمد از دایره فرضیه و توهم قدم فراتر نمی‌نهاد. بیش از ۱۰۰ سال گذشت تا فقط ۲ علامت، آن هم از روی حدس شناخته شد. جای تعجب نیست که بسیاری از محققان راه تخیل پیمودند به طوری که در سال ۱۸۰۲، شخصی بنام لیختن اشتاین اعتقاد راسخ داشت که علائم خطوط میخی هر سه نوع از انواع الفبای کوفی است و باید از راست به چپ خوانده شود. او معتقد بود که این خطوط به زبان عربی نوشته شده و به سبک و روش آیات قرآن حاوی آیاتی است. یکی دیگر از معاصران تیخسن، بنام س. ویته عقیده داشت که اهرام مصر و ویرانه‌های تخت جمشید در طبیعت به وجود آمده‌اند و نتیجه و ثمره پیدایش آتشفشانی است. قبل از آن بعضی دانشمندان می‌کوشیدند تا خطوط میخی را به زبان یونانی بخوانند.
گروتفند ۲۷ ساله به خواندن کتیبه‌های خطوط میخی تخت جمشید پرداخت. اساس کار او به این منوال بود که بعضی از نظریات و افکار پیشینی‌ها را پذیرفت و با این نظر که خط کج، جداکنندۀ کلمات است موافقت نمود. همچنین تأیید کرد که گروه هفت علامتی که غالباً و مکرراً به چشم می‌خورد به معنای پادشاه است و کتیبه‌های مزبور متعلق به دوره هخامنشیان می‌باشد و برای تعیین نام واقعی پادشاهان ایران باید به زبان اوستایی متوسل شد و علامتی که بیشتر به چشم می‌خورد همان حرف «a» می‌باشد. بدیهی است این نظریات باز هم کلاً جنبه فرضیه را داشت، ولی گروتفند از بین کلیه این فرضیه‌ها و نظریه‌ها روش خود را برگزید.

## پیشینه زبان‌شناسی

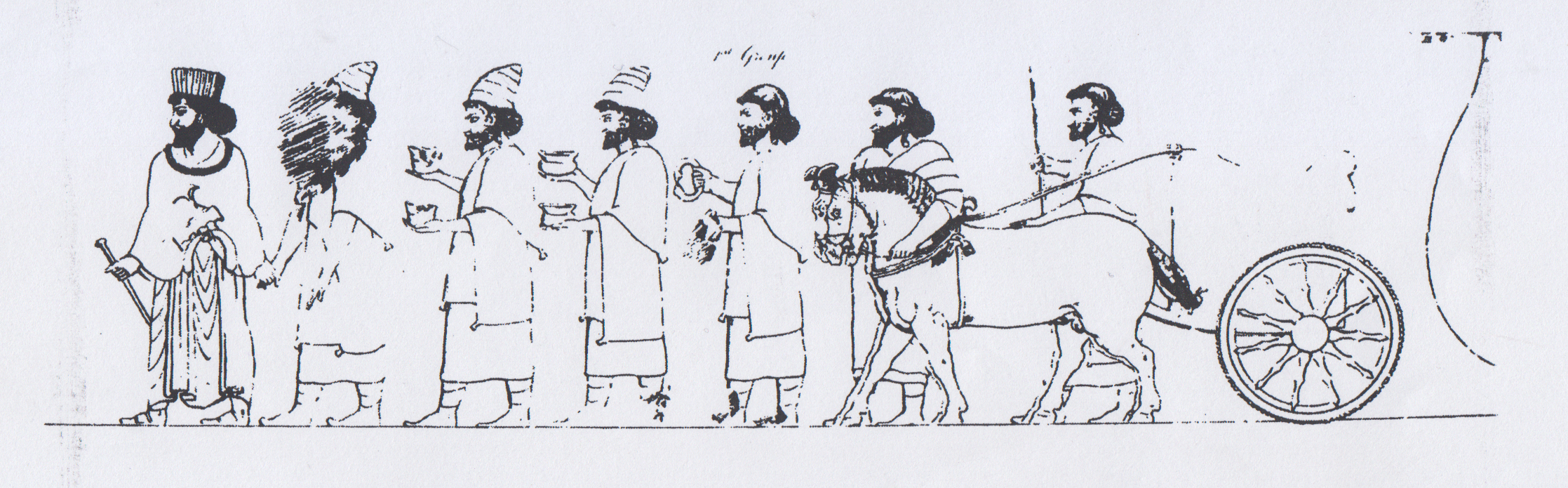
هیئت نمایندگی در آپادانا، از کرپورتر (لندن ۱۸۷۱)

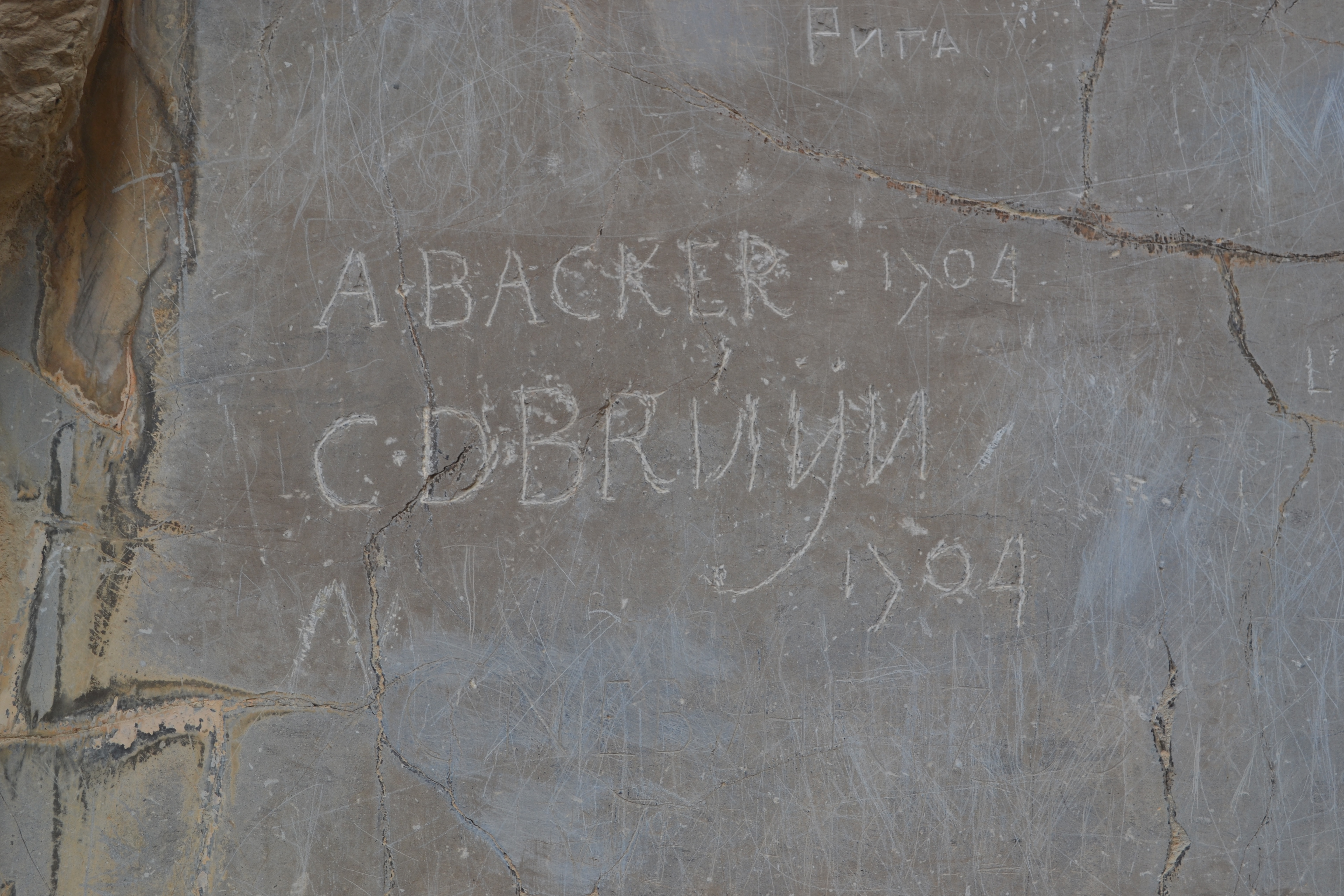
امضای کرنلیوس دبروین و آدریان دو باکر بر دیوار تخت جمشید به سال 1704 میلادی.

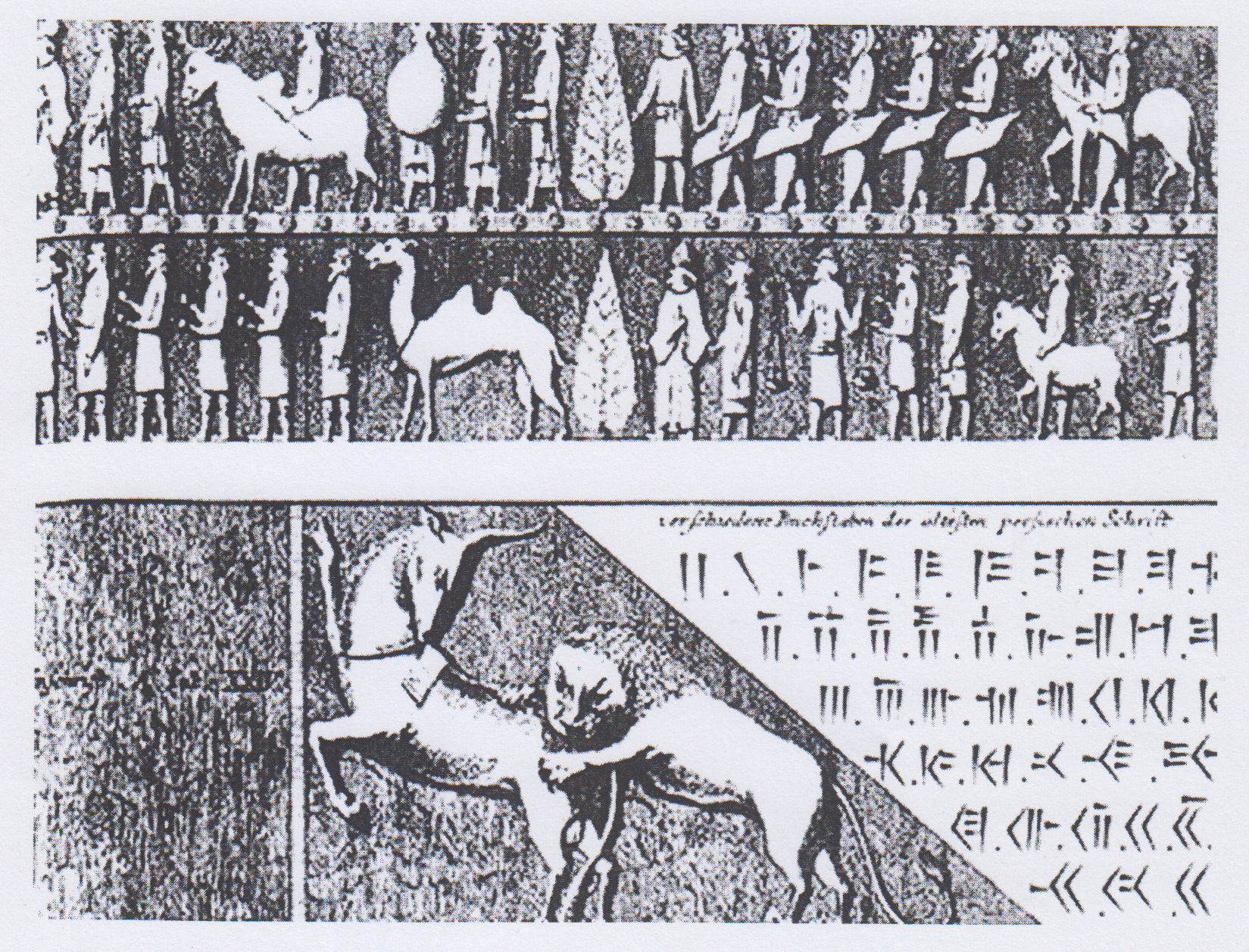
طراحی و کپی برداری کارستن نیبور از کتیبه‌های تخت جمشید (۱۷۳۳–۱۸۱۵ م)

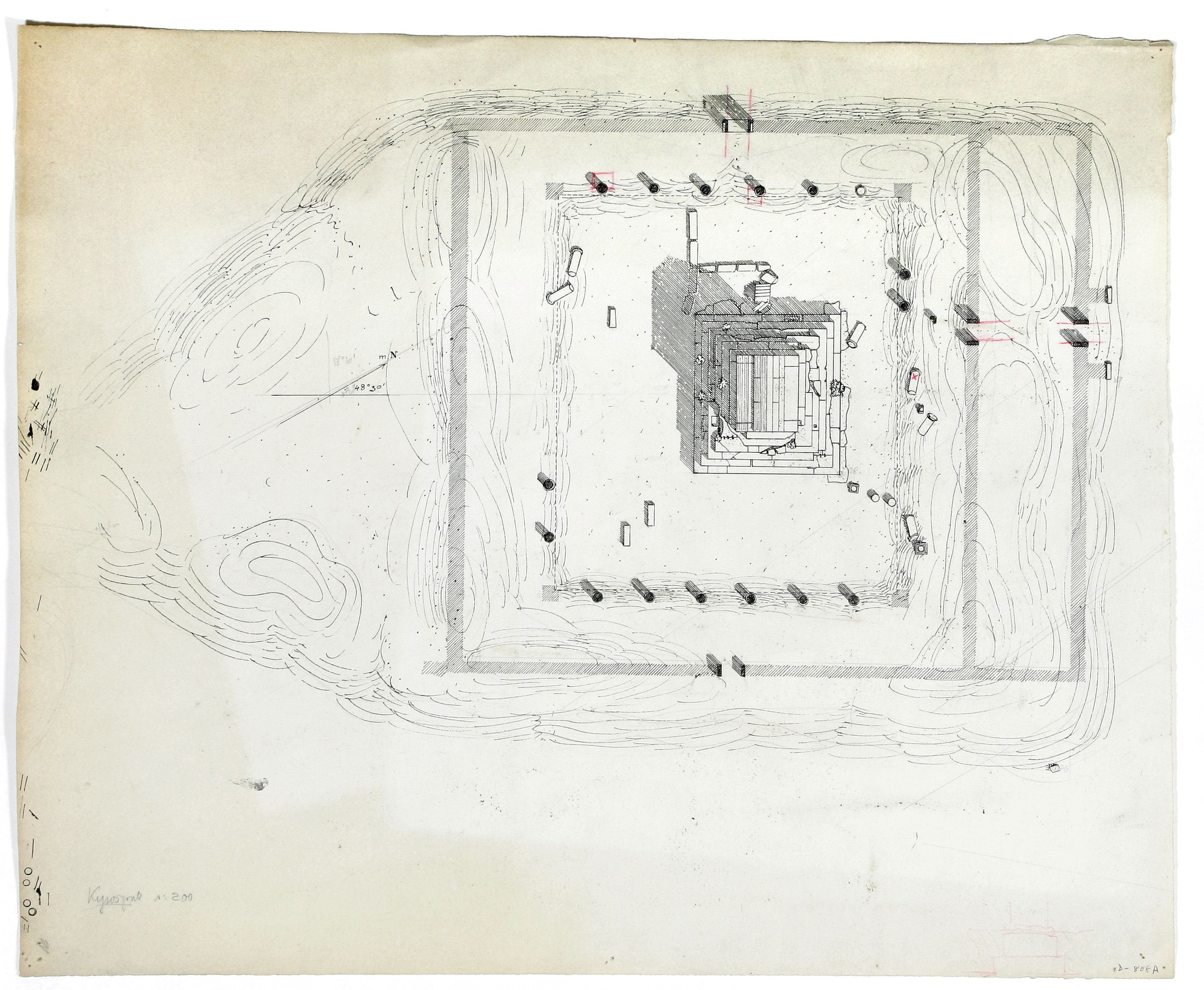
نقشه هوایی مقبره کوروش بزرگ توسط ارنست هرتسفلد

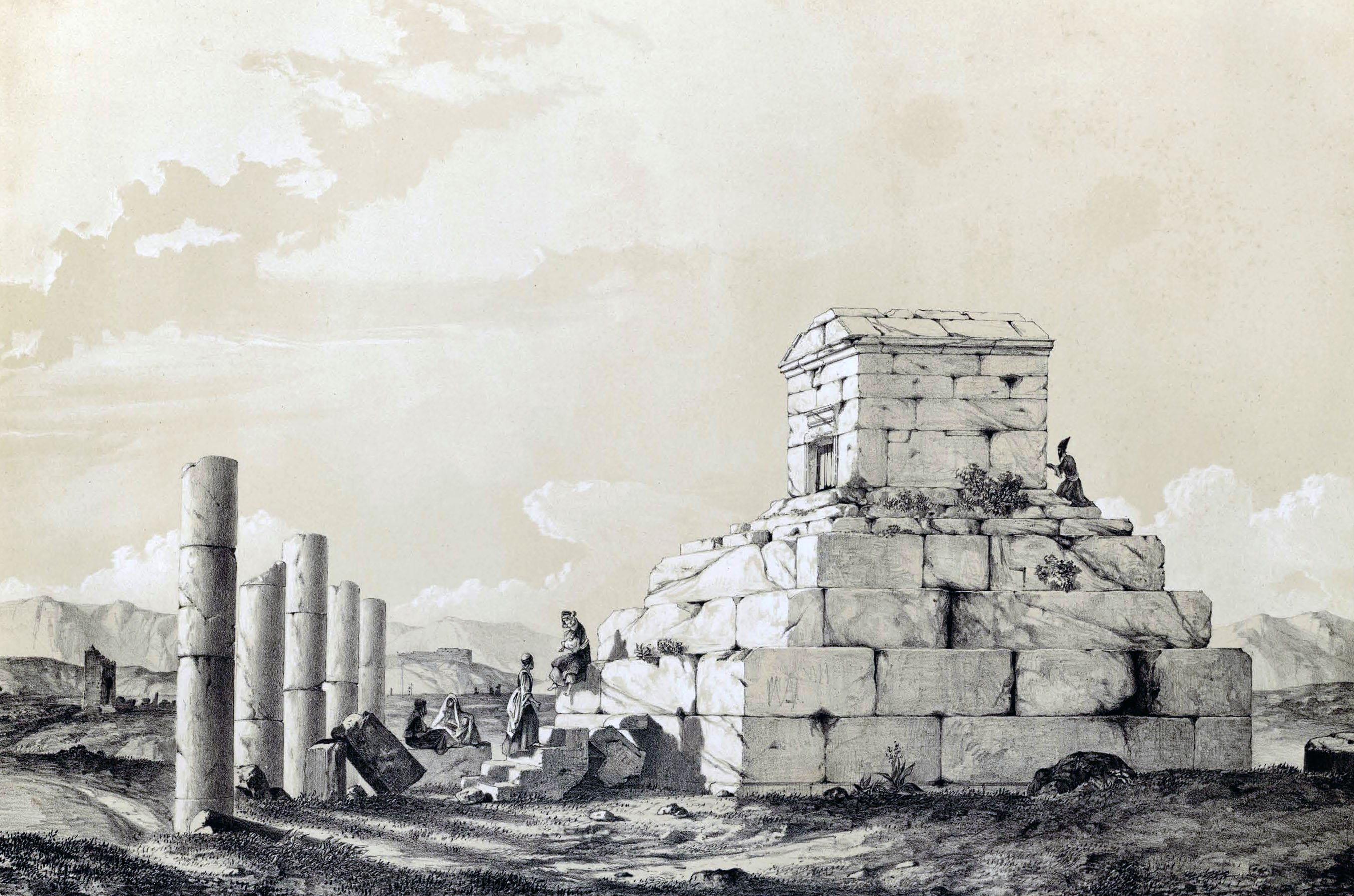
نقاشی مقبره کوروش بزرگ توسط اوژن فلاندن

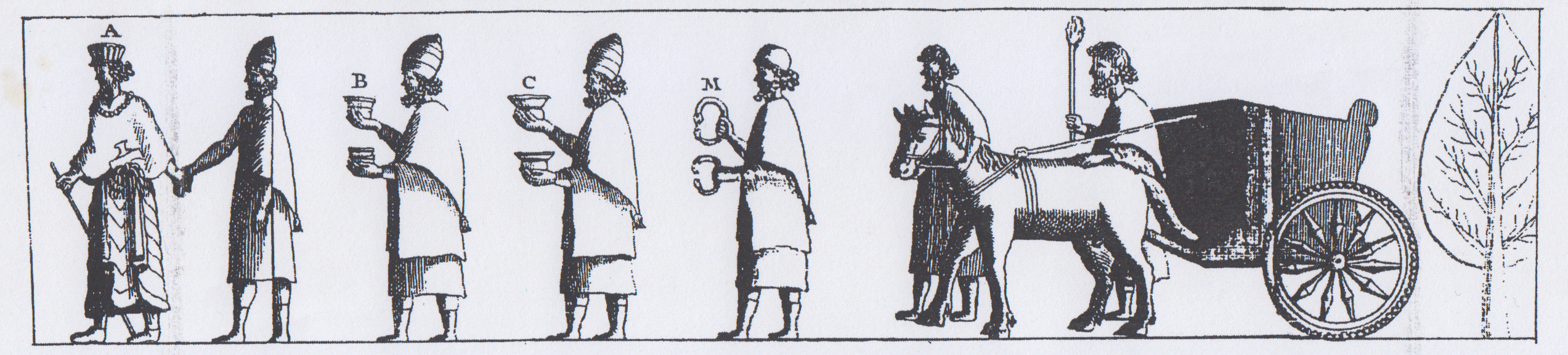
هیئت نمایندگی در آپادانا از ژان شاردن (آمستردام ۱۷۳۵)

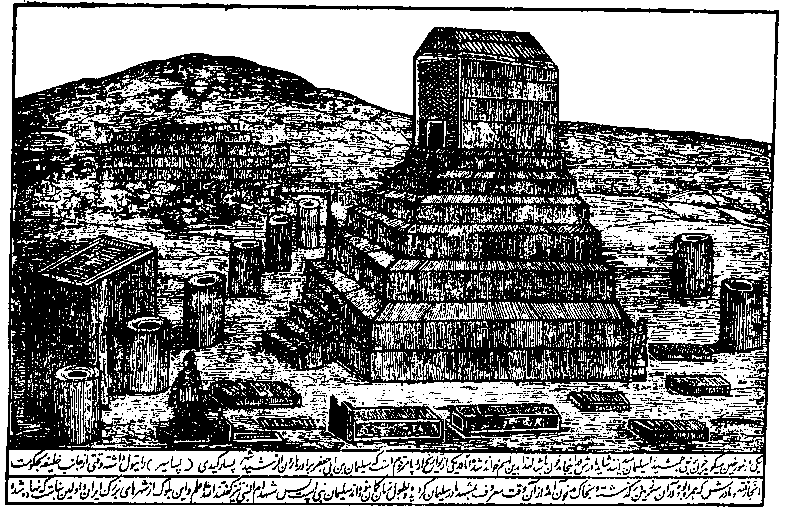
نقاشی‌ای از آرامگاه کوروش بزرگ اثر فرصت شیرازی (۱۲۷۱ – ۱۳۳۹ق)

فرانکسیسکوس راپلنگیوس نخستین کسی بود که در اواخر سده شانزدهم میلادی به وجود رابطه‌ای میان زبان فارسی و آلمانی پی برد. پس از او، کلاودیوس سالماسیوس در سال ۱۶۴۳ م، در کتابی با نام «دربارهٔ یونان‌شناسی» برای نخستین بار «نظریه هندواسکیتی» را مطرح کرد و مدعی شد که زبان‌های ژرمنی (گوتی و آلمانی)، فارسی، لاتینی و یونانی بازماندگان زبان واحدند که دیگر موجود نیست. اندکی بعد گئورک استیرنهیلم سوئدی در مقدمه‌ای که در سال ۱۶۷۱ م بر ترجمه گوتی کتاب مقدس نوشت، فهرست سالماسیوس را کامل‌تر کرد و زبان‌هایی که اکنون اسلاوی، ایتالیک و سلتی می‌نامیم، نیز بدان افزود.
در سال ۱۷۶۷ م، پزشکی انگلیسی به نام جیمز پارسونز کتابی به نام «بازمانده‌های یافث: بررسی‌های تاریخی دربارهٔ خویشاوندی و منشأ زبان‌های اروپایی» منتشر کرد. او در این کتاب با بررسی و مقایسه اعداد پایه در زبان‌های آلمانی، اسپانیایی، انگلیسی کهن، ایتالیایی، ایرلندی، بنگالی، دانمارکی، روسی، سوئدی، فارسی، فرانسوی، لاتینی، لهستانی، هلندی، وِلش و یونانی و سپس مقایسه آنا با برابرهای کاملاً متفاوتشان در زبان‌های ترکی، چینی، عبری و مالزیایی، بدین نتیجه رسید که زبان‌های اروپا، ایران وهند بازماندگان زبانی واحدند که زبان یافث، پسر نوح بوده‌است.
اما افتخار کشف خانواده زبان‌های هندواروپایی نصیب سر ویلیام جونز انگلیسی (۱۷۴۶–۱۷۹۴ م) شد. او پس از فراگیری زبان‌های عربی، فارسی، لاتینی و یونانی، در سال ۱۸۷۳ م به عنوان قاضی به دیوان عالی بنگال در کلکته فرستاده شد. او در سال ۱۷۸۳ م انجمن سلطنتی آسیایی را در کلکته تأسیس کرد و سپس به فراگیری زبان سنکسریت پرداخت. سرانجام در سخنرانی معروفش در آن انجمن در سال ۱۷۸۶ م، خویشاوندی زبان سنکریت را با زبان‌های ژرمنی، لاتینی و یونانی به اثبات رساند.
دانشمند آلمانی، فریدریش فن شلگل (۱۷۷۲–۱۸۲۹ م) در کتابی به نام دربارهٔ زبان و خرد هندیان که در سال ۱۸۰۸ م منتشر کرد، برای نخستین بار دستور تطبیقی را به کار برد.
اصطلاح «هندواروپایی» را نخستین بار توماس یانگ انگلیسی در سال ۱۸۱۳ م برای این خانواده پیشنهاد کرد. پس از مدتی، زبان‌شناس برجسته آلمانی، فرانتس بوپ (۱۷۹۱–۱۸۶۷ م؛ پدر زبانشناسی هندواروپایی و بنیان‌گذار زبان‌شناسی تطبیقی) نخستین کتاب مهم را در زمینه زبان‌شناسی تطبیقی هنداروپایی در سال ۱۸۱۶ م با نام «دربارهٔ نظام صرف فعل سنسکریت» در مقایسه با یونانی، لاتینی، فارسی و آلمانی منتشر کرد. بوپ در این کتاب نشان داد که زبان‌های یونانی و لاتین و فارسی و ژرمنی از یک خانواده‌اند. دیگر کتاب مهم او، که نخستین دستور تطبیقی زبان‌های هنداروپایی است، با نام «دستور تطبیقی سنسکریت، زند (اوستایی)، یونانی، لاتینی، لیتوانیایی، اسلاوی کهن، گوتی و آلمانی» در سال‌های ۱۸۳۳ م تا ۱۸۵۲ م منتشر شد. کنراد مالت-برن، جغرافی‌دان فرانسوی دانمارکی‌تبار در ۱۸۱۰ م اصطلاح «هندوژرمنی» را برای برابری با «هندواروپایی» ساخت که از کناره‌های رود گنگ تا سواحل ایسلند رواج دارد.
زبان‌شناسی هنداروپایی با کوشش‌های دیگر دانشمندان آلمانی، همچون یاکوب گریم (۱۷۸۵–۱۸۶۳ م)، اوگوست اشلایشر (۱۸۲۱–۱۸۶۸ م)، یوهانس اشمیت (۱۸۴۳–۱۹۰۱ م) و فریدریش کارل بروگمان (۱۸۴۹–۱۹۱۹ م) پیشرفت قابل توجهی کرد و به تدریج اعضای خانواده بزرگ هندواروپایی شناسایی شد.

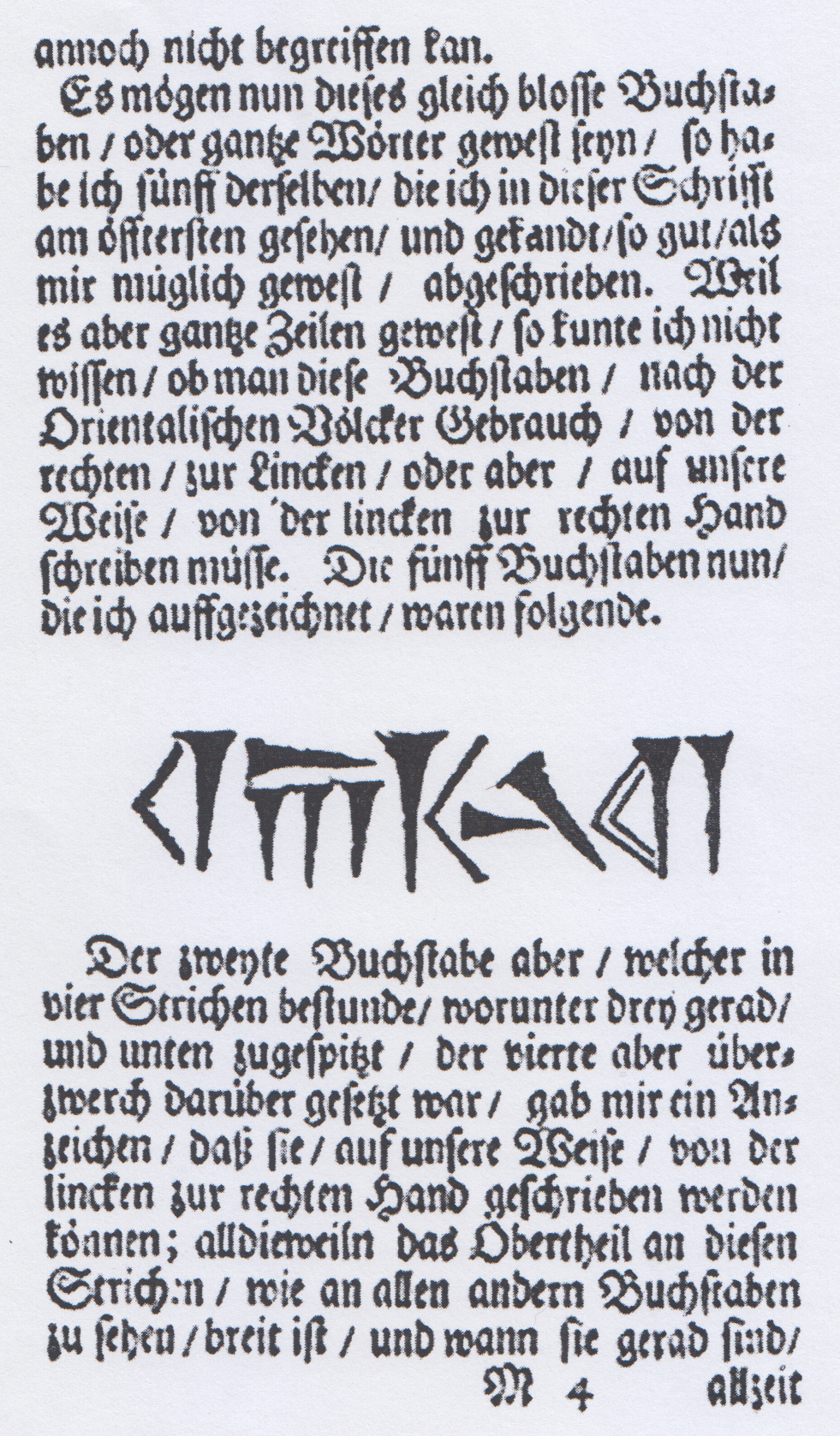
نامه پیترو دلاواله به دوستش ماریو شیپانو (Mario Schipano)، به تاریخ ۲۱ سپتامبر ۱۶۲۱ (۳۱ مهرماه ۱۰۰۰) ساکن ناپل نوشت، این پنج حرف را رونویسی کرده بود. همین پنج حرف سبب آشنایی اروپاییان با خط فارسی باستان شد.

در سال‌های ۱۸۲۲ م یاکوب گریم در ویرایش دوم کتاب دستور زبان آلمانی برای نخستین بار از گردش مصوت‌ها، که از خصایص زبان‌های هنداروپایی است، گفتگو به میان آورد. گریم در همان کتاب معادل‌های صامت‌های انسدادی و انقباضی ژرمنی را در دیگر زبان‌های هندی و اروپایی استخراج و منظم کرد و از این کار او قانونی به وجود آمد که به «قانون گریم» معروف است:
| هندی و اروپایی | هندی و اروپایی     | ژرمنی        | ژرمنی        |
| الفبای لاتین   | معادل الفبای آرامی | الفبای لاتین | الفبای آرامی |
| -------------- | ------------------ | ------------ | ------------ |
| bh             | به                 | b            | ب            |
| dh             | ده                 | d            | د            |
| gh             | گه                 | g            | گ            |
| b              | ب                  | p            | پ            |
| d              | د                  | t            | ت            |
| g              | گ                  | k            | ک            |
| p              | پ                  | f            | ف            |
| t              | ت                  | θ            | ث            |
| k              | ک                  | h            | ه            |

اوگوست اشلایشر در سال ۱۸۵۰ م، هنداروپایی بودن زبان آلبانیایی را به اثبات رساند. دیگر زبان‌شناس آلمانی، هاینریش هوبشمان، در سال ۱۸۷۵ م ثابت کرد که زبان ارمنی، برخلاف نظر رایج، عضوی از شاخه‌های زبان‌های ایرانی نیست و باید آن را شاخه مستقل از خانواده زبان‌های هنداروپایی به‌شمار آورد. سرانجام فریدریش کارل بروگمان همه یافته‌های زبان‌شناسی هنداروپایی را تا پایان سده نوزدهم میلادی در مجموعه بسیار مفصل و ارزشمندی با نام «اساس دستور تطبیقی زبان‌های هندوژرمنی» گردآورد و در فاصله سال‌های ۱۸۸۶ م تا ۱۹۰۰ م منتشر کرد.
در اوایل سده بیستم م، زبانشناسان انگلیسی، اصطلاح «زبان‌های آریایی» را به جای «زبان‌های هندواروپایی» (برای خانواده ایرانی و هندی) به کار می‌بردند. چون تنها ایرانیان و هندوان خود را آریایی نامیده‌اند، اصطلاح آریایی برای «هندی و اروپایی» متروک گشت. امروزه آریایی برای زبان‌های ایرانی و هندی به کار برده می‌شود.
کشف آثاری از بان تُخاری و زبان‌های آناتولیایی (به خصوص هیتی) در آغاز قرن بیستم، بر تعداد شاخه‌های خانواده زبان‌های هنداروپایی افزود. هنداروپایی بودن زبان تُخاری را دانشمندان آلمانی امیل زیک و ویلهلم زیکلینگ در سال‌های ۱۹۰۸ م به اثبات رساندند. یورگن الکساندر کنودتزن، دانشمند نروژی، در سال ۱۹۰۲ م هنداروپایی بودن زبان هیتی را حدس زده بود، اما کسی نظر او را نمی‌پذیرفت، تا آنکه در سال ۱۹۱۵ م بدریخ هرزنی، زبان‌شناس چک تبار، هنداروپایی بودن هیتی را اثبات کرد. پس از آن معلوم شد که زبان لوکیایی نیز، که در قرن نوزدهم میلادی شناخته و تا اندازه‌ای رمزگشایی شده بود، مانند زبان هیتی به شاخه آناتولیایی زبان‌های هنداروپایی تعلق دارد.

## سفر جهانگردان اروپایی به ایران

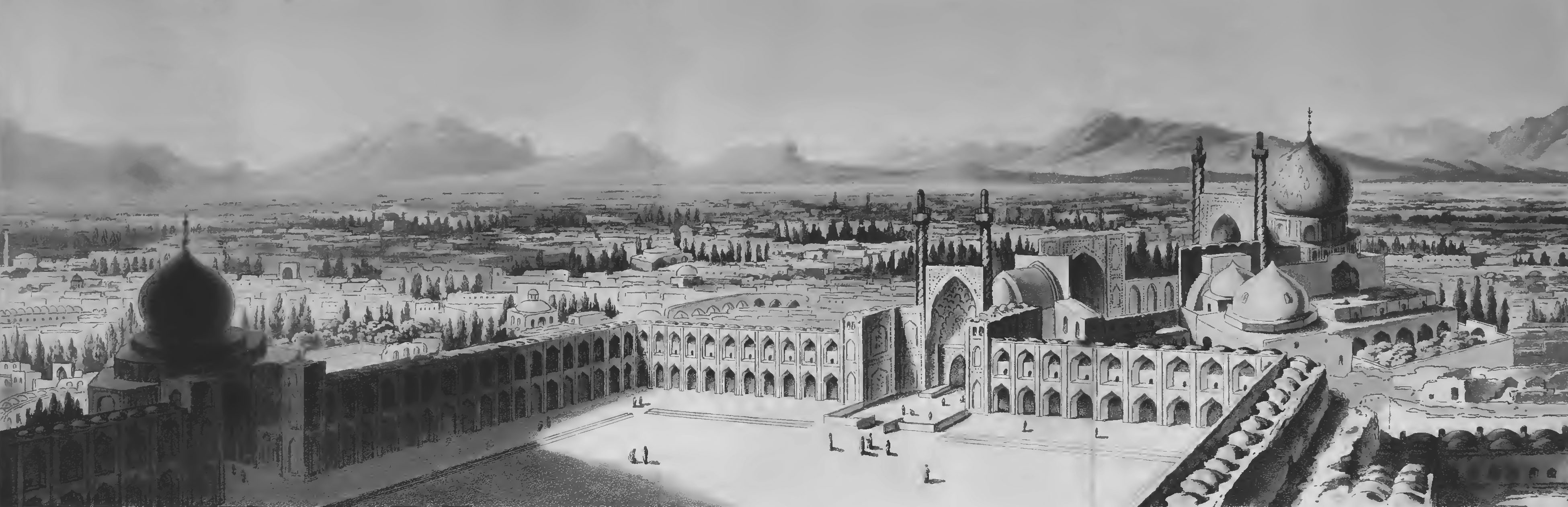
نقاشی میدان نقش جهان توسط رابرت کر پورتر

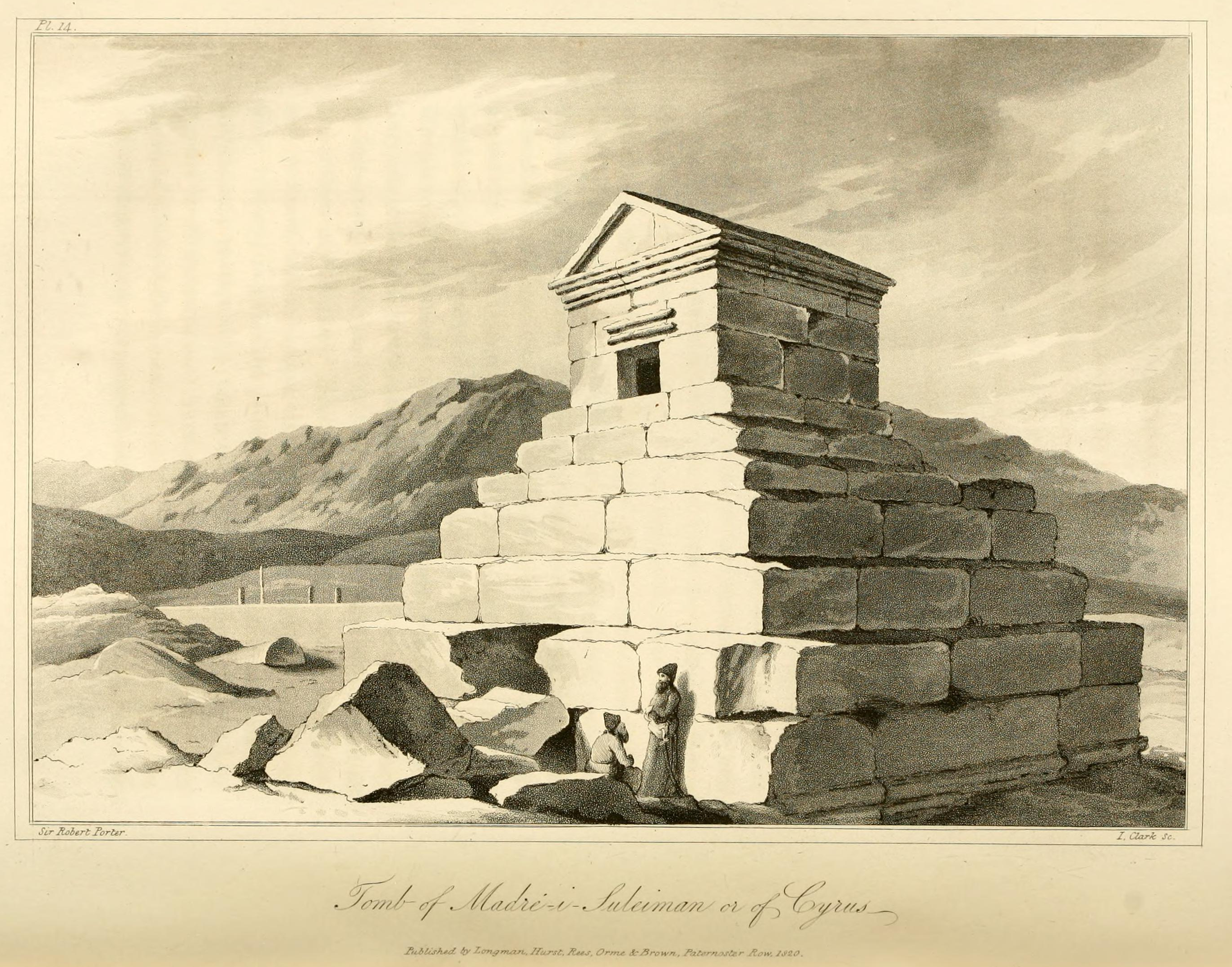
نقاشی مقبره کوروش بزرگ توسط رابرت کر پورتر... او اولین کسی بود که کشف کرد که این مقبره، محل دفن کوروش بزرگ است، نه مادر سلیمان نبی

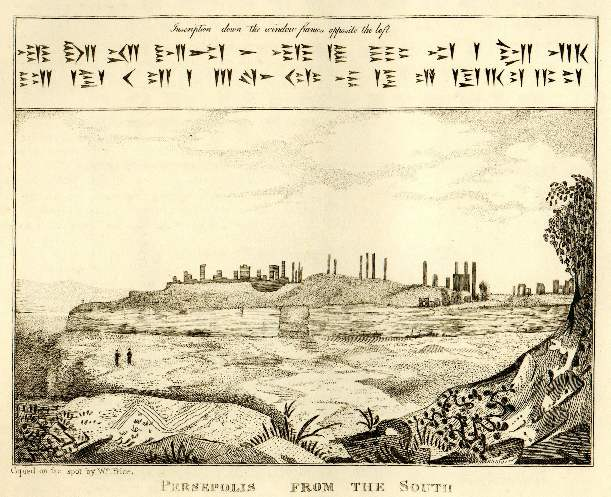
نقاشی کشیده شده از تخت جمشید توسط ژان شاردن

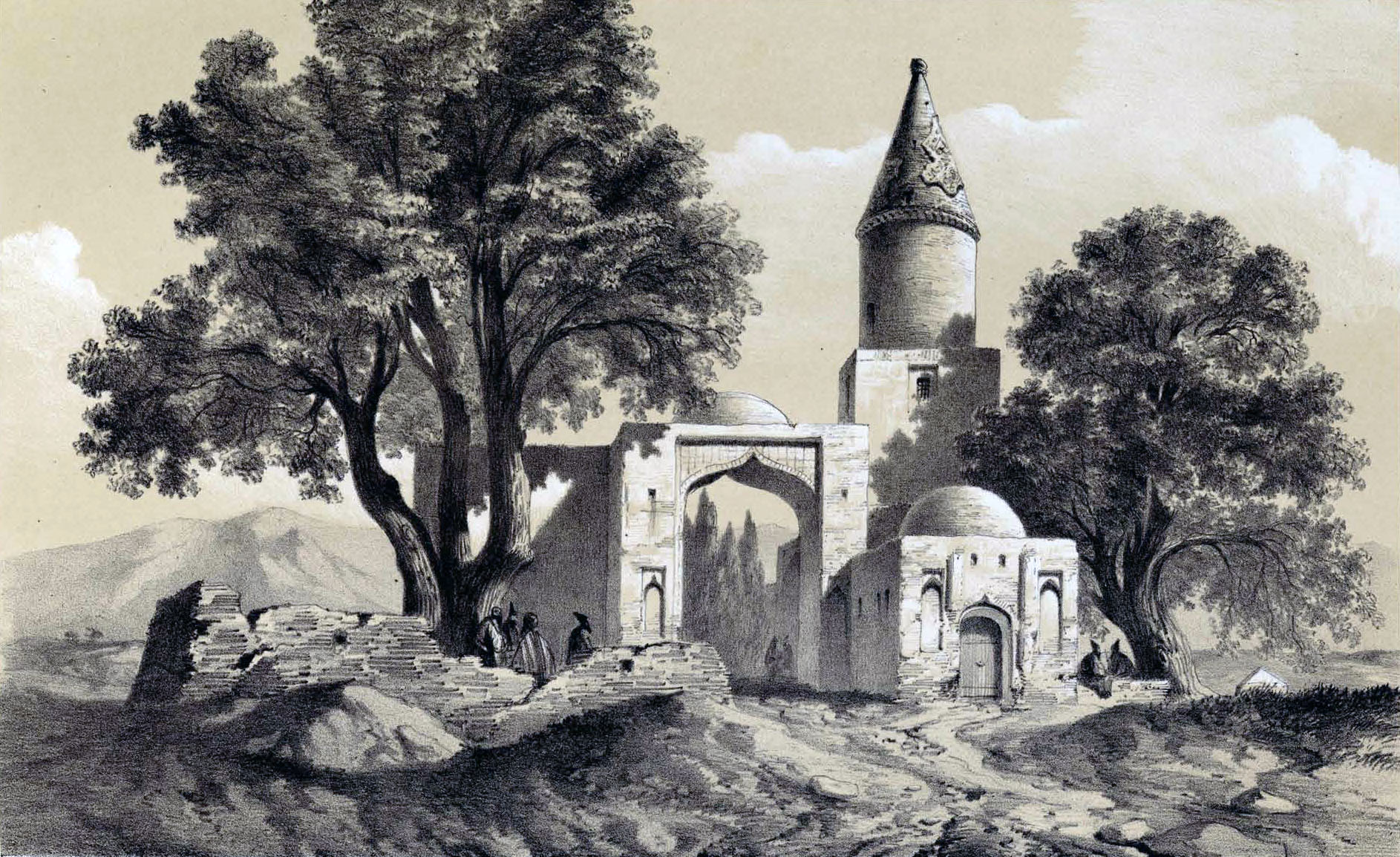
آرامگاه امام زاده ابهر، نقاشی شده توسط اوژن فلاندن

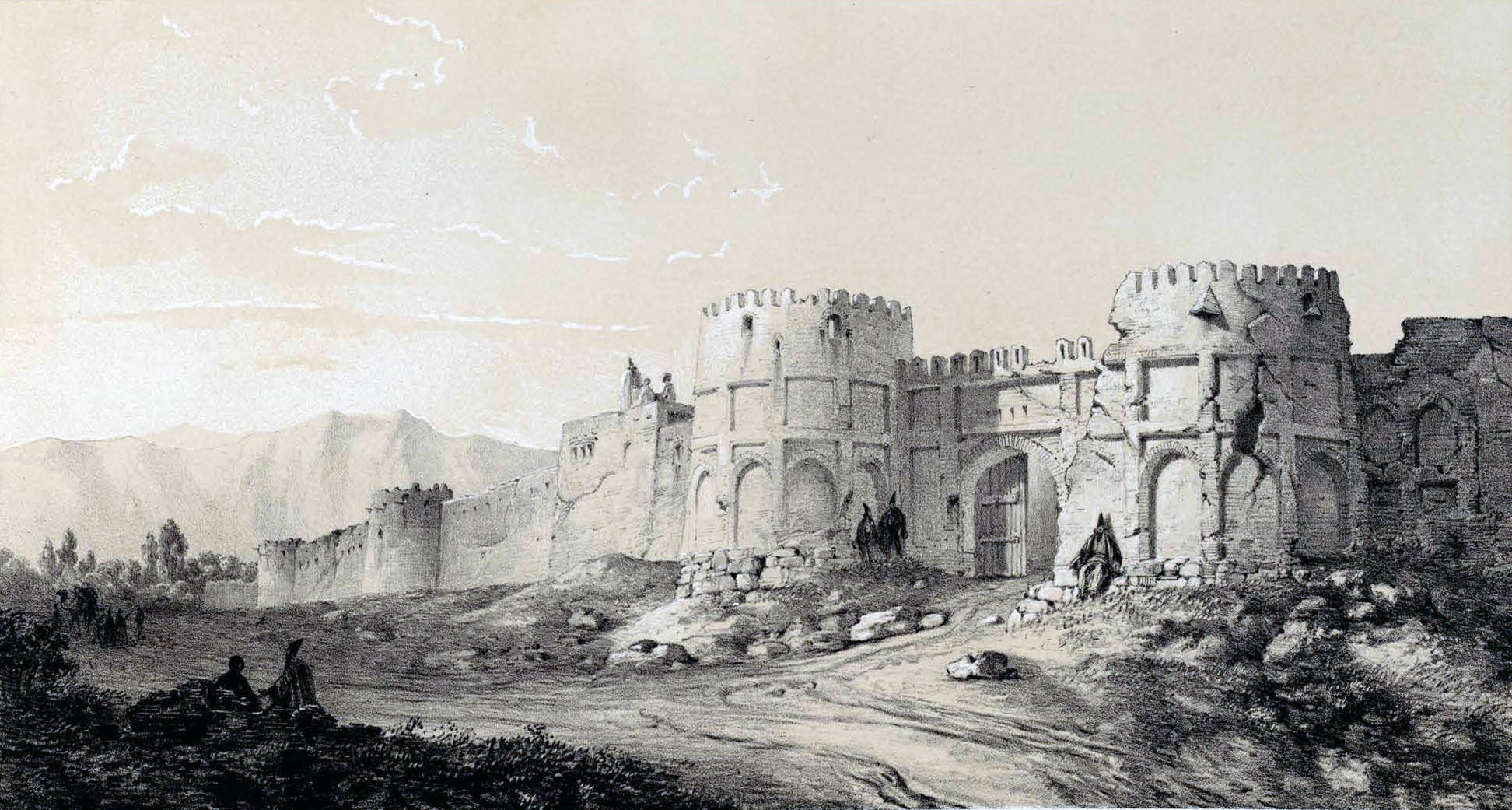
نقاشی دیوار شهر زنجان توسط اوژن فلاندن

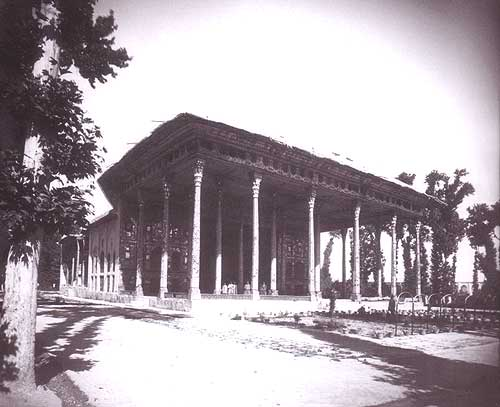
عکسی از چهل‌ستون توسط ارنست هولتسر

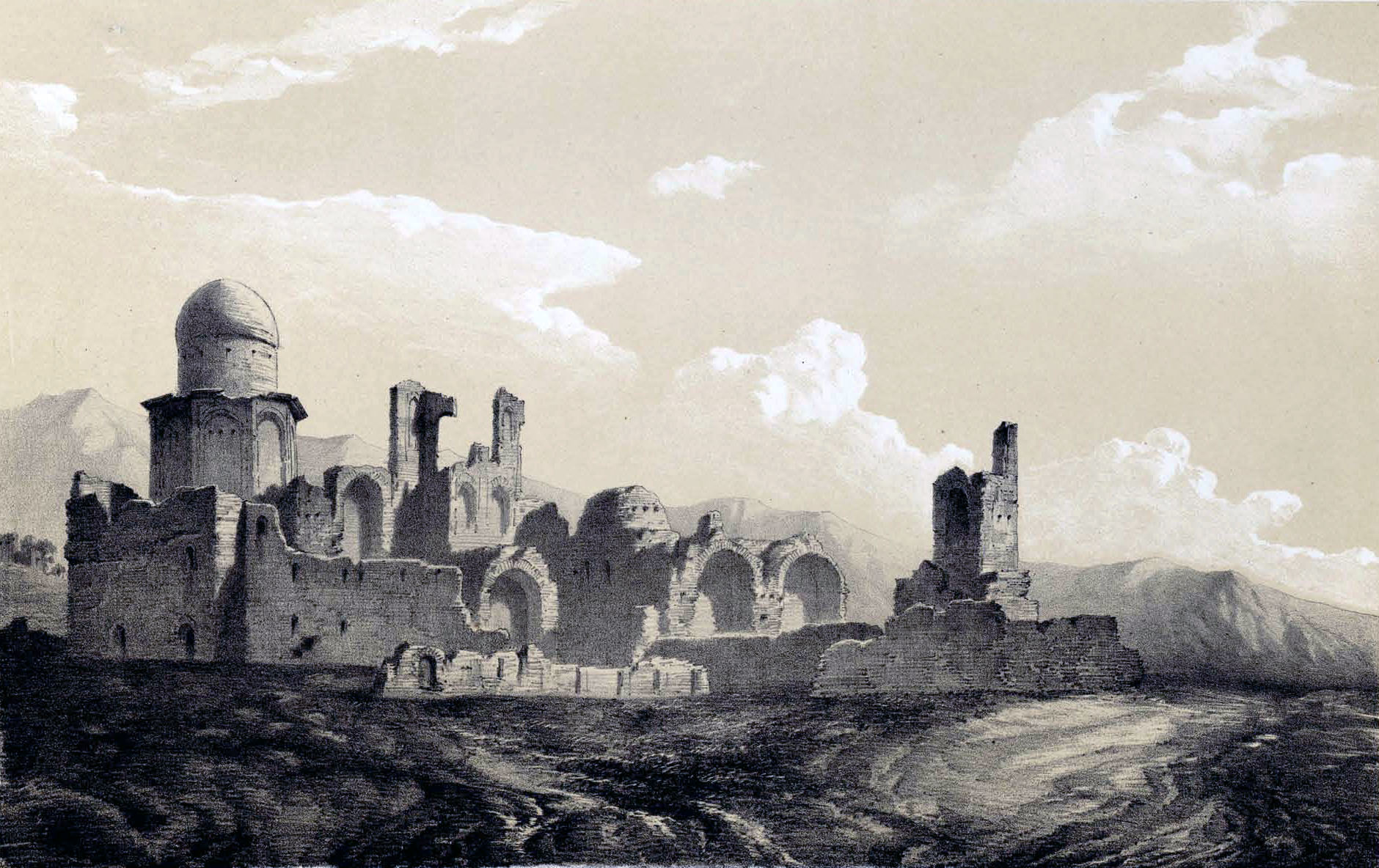
نقاشی ویرانه های یک قصر در سلطانیه توسط اوژن فلاندن (۱۸۴۰ م)

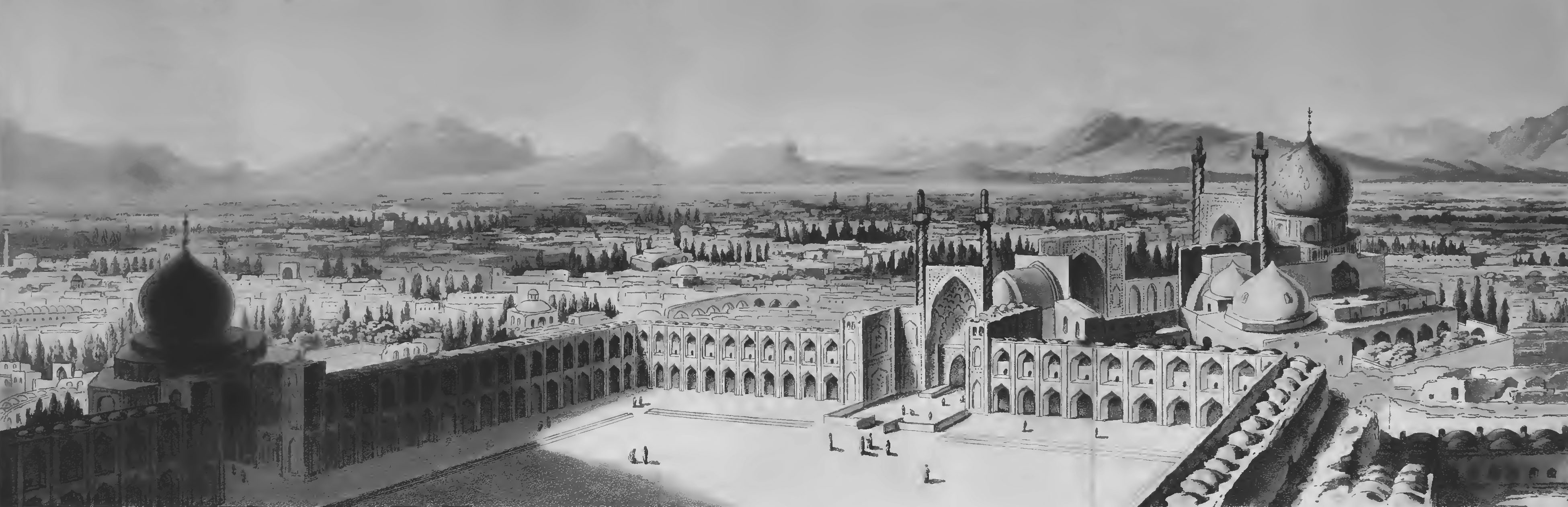
نقاشی میدان نقش‌جهان توسط رابرت کر پورتر

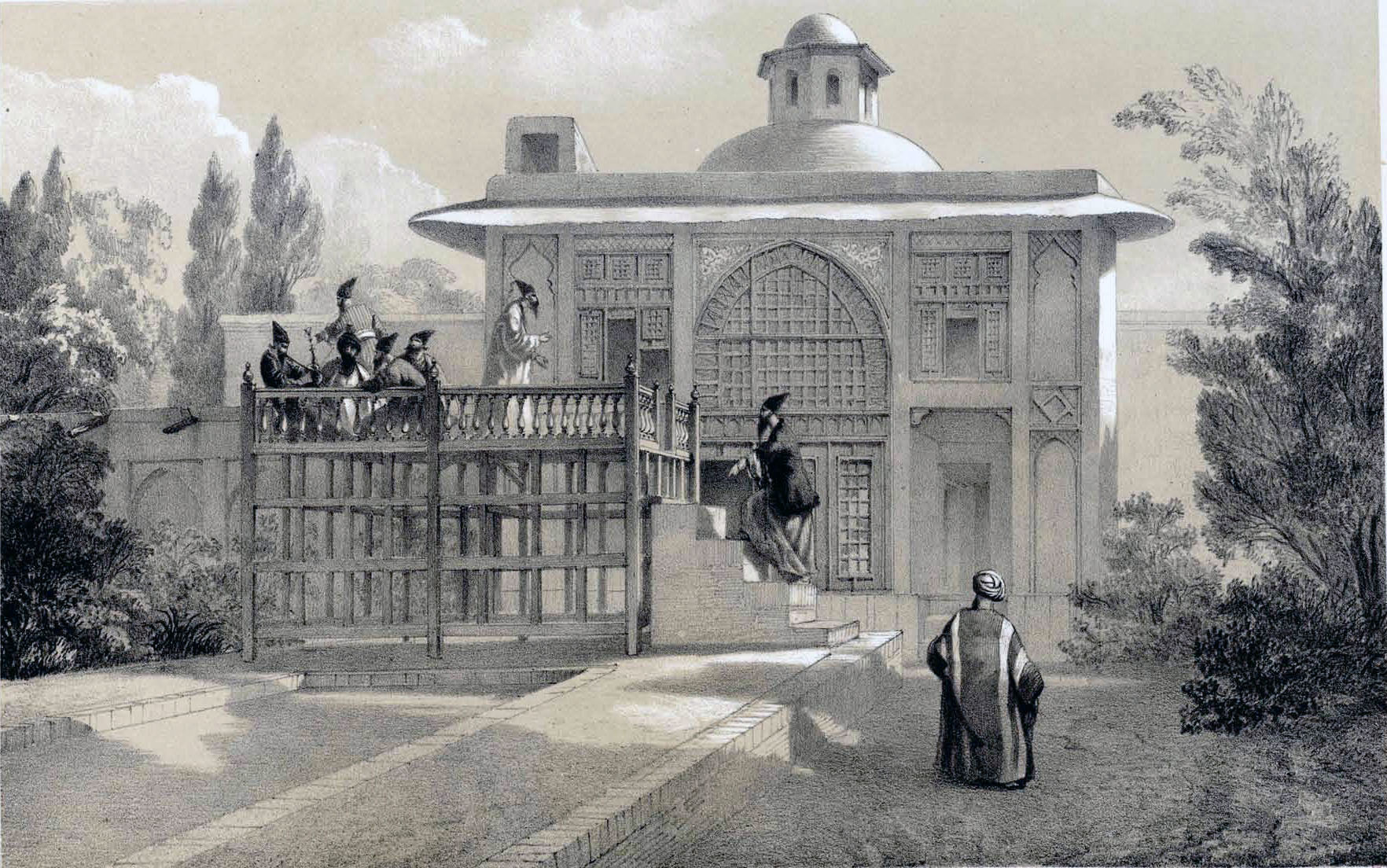
نقاشی مسکن خان (ماکو) توسط اوژن فلاندن (۱۸۴۰ م)

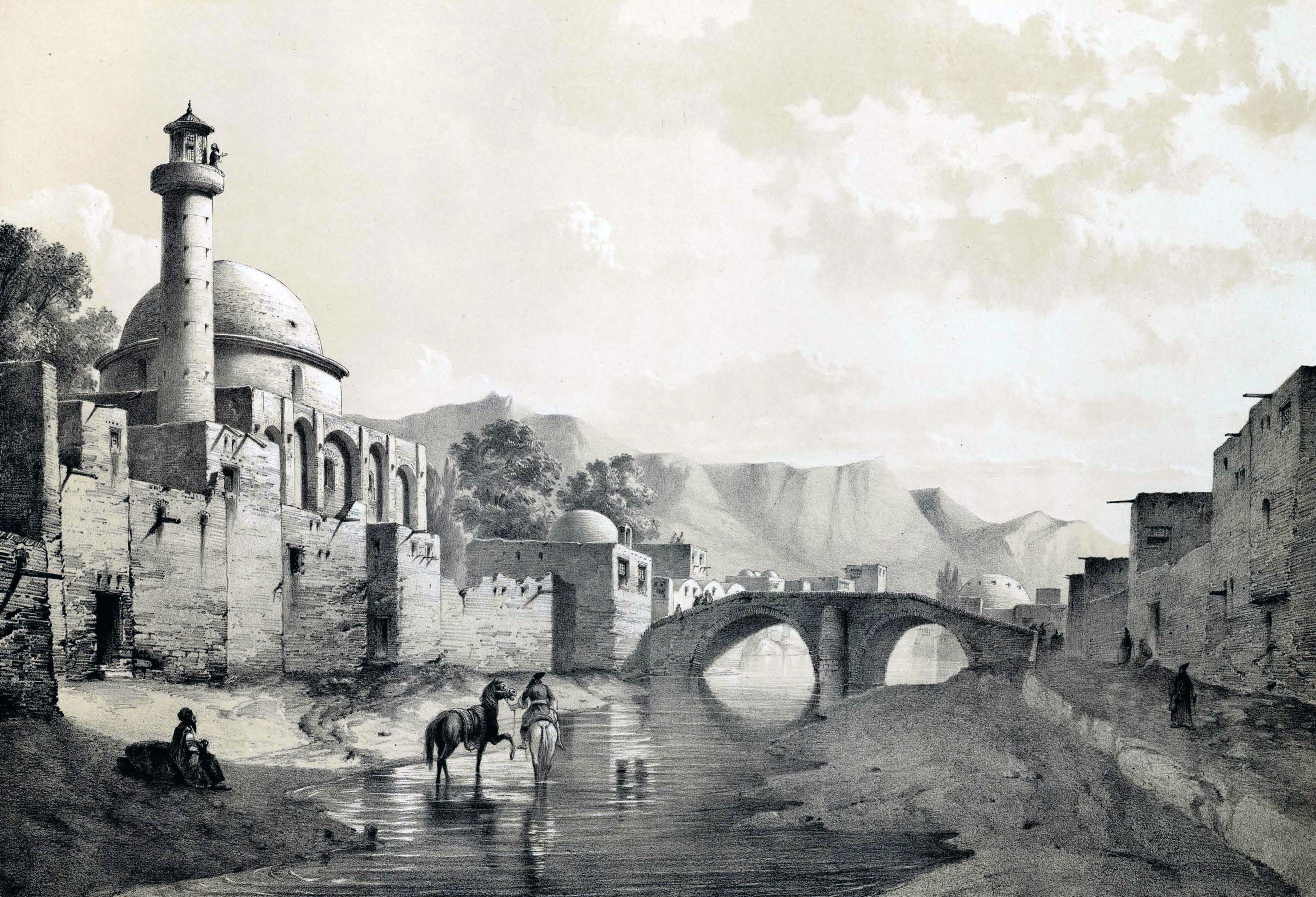
نقاشی تبریز توسط اوژن فلاندن (۱۸۴۰ م)

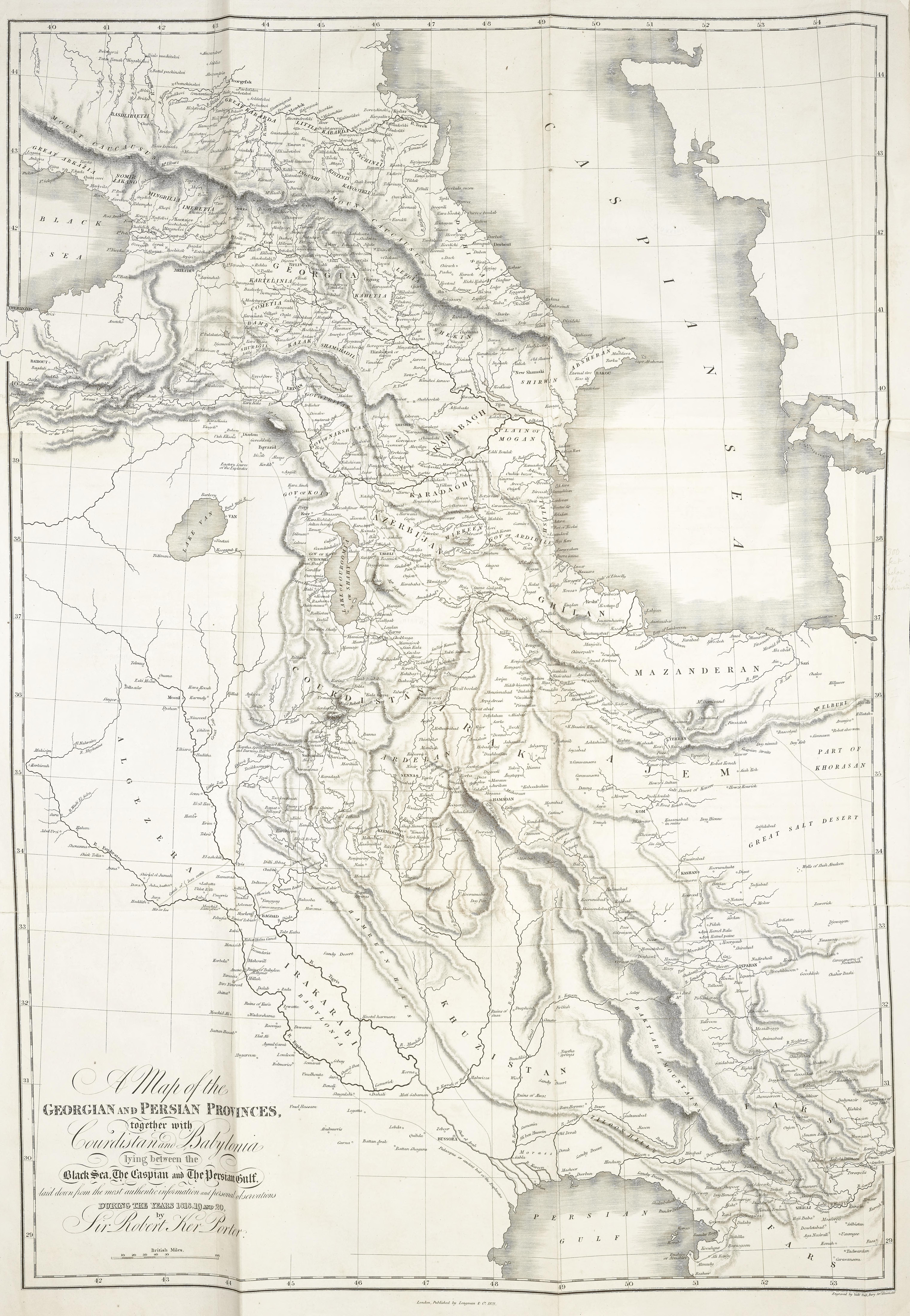
نقشه‌ای از رابرت کر پورتر در سال ۱۲۰۰ خورشیدی از ایران و قفقاز.

بریتانیایی‌ها بیش از هر ملت دیگری، نویسندگان پرکاری در زمینهٔ سفرنامه‌ها و خاطرات مربوط به ایران بوده‌اند. آنتونی جنکینسون از شرکت مسکوی با شرح سفرهای خود به آنجا در سال ۱۵۶۲، راه را باز کرد. سفرهای بازرگانان دیگر شرکت مسکوی چند سال بعد از آن انجام شد. گزارش‌های آنها در پایان قرن توسط آر. هاکلویت منتشر شد. سپس، ساموئل پورچاس، با استفاده از نسخه‌های خطی به جا مانده از هاکلویت و منابع دیگر، در سال ۱۶۲۵ مجموعهٔ خود از سفرهای انگلیسی‌ها را منتشر کرد، از جمله سفرهای آنتونی شرلی، واعظ جان کارت‌رایت و بازرگان جان نیوبری، اگرچه داستان‌های شرلی و کارت‌رایت قبلاً منتشر شده بود. ویلیام پاری با آنتونی شرلی به ایران سفر کرد، در حالی که رابرت کاورت احتمالاً اولین انگلیسی بود که (۱۶۰۹-۱۰) از طریق خشکی از ایران به انگلستان سفر کرد.
کتاب‌های توماس هربرت و جان فرایر چشمگیرترین این سفرنامه‌های اولیه هستند. هربرت عضو سفارت دادمور کاتن به ایران در سال ۱۶۲۸ بود و چیزی نوشت که کرزن آن را «به مراتب سرگرم‌کننده‌ترین اثری که تاکنون در مورد ایران منتشر شده است» می‌دانست و به دلیل توصیفاتش از تخت جمشید و شهرها ارزشمند است. فرایر، جراح شرکت هند شرقی، سال‌های ۱۶۷۷-۷۸ را در ایران گذراند و در توصیفات خود از شهرها، ساختمان‌ها و مردم کمتر کوشا نبود. سند جالب دیگر از این دوره، مربوط به رابرت استودارت، یکی دیگر از اعضای مأموریت دادمور است، اما تنها در سال ۱۹۳۵ پس از کشف نسخهٔ خطی او در کتابخانهٔ بودلیان آکسفورد منتشر شد.
به دلیل آشفتگی‌های سیاسی در ایران در بیشتر قرن هجدهم، مسافران بریتانیایی و دیگران اندک بودند. اثر برجستهٔ بریتانیایی این قرن، اثر جوناس هنوی، بازرگان شرکت مسکوی (و اصلاح‌طلب اجتماعی پرانرژی پس از بازگشت به انگلستان) است که بیشتر سال‌های ۱۷۴۴-۴۵ را در گیلان و مازندران به دنبال ترویج تجارت انگلیس و ایران گذراند. چهار جلد کتاب او چیزهای زیادی در مورد این تجارت و سلطنت پرآشوب نادرشاه افشار (۱۱۴۸-۶۰/۱۷۳۶-۴۷) به ما می‌گوید. جیمز اسپیل‌من، بازرگان شرکت مسکوی نیز، گزارشی ارزشمند، هرچند کوتاه‌تر، از بازدید قبلی از گیلان ارائه می‌دهد. در اوایل این قرن، دو اسکاتلندی در استخدام روس‌ها تحت فرمان پتر کبیر از ایران بازدید کردند و بعداً در مورد تجربیات خود نوشتند: جان بل، که از سال ۱۷۱۵-۱۸ به عنوان پزشک در هیئت سفیر روسیه در دربار آخرین شاه صفوی خدمت می‌کرد و پیتر بروس، افسر ارتش روسیه در طول لشکرکشی ۱۷۲۲-۲۳ آن علیه «ایرانیان شورشی هم مرز با دریای خزر»، که پس از آن به نقشه‌برداری از خزر کمک کرد.
توصیفات گمبرون (بندرعباس)، بوشهر و جزیرهٔ خارک در اواسط قرن هجدهم توسط الکساندر همیلتون، ادوارد ایوز، جراح نیروی دریایی، آبراهام پارسونز، بازرگان، و توماس هاول، پزشک شرکت هند شرقی، ارائه شده است. سه عضو دیگر شرکت هند شرقی در این زمان در مورد مناطق داخلی ایران نوشتند: جرج فورستر، که از هند از طریق خشکی به انگلستان سفر کرد (در سال‌های ۱۷۸۳-۸۴)؛ ویلیام فرانکلین، که در سال ۱۷۸۷ در شیراز بود؛ و اسکات وارینگ، که چند ماه را در شیراز و اطراف آن در سال ۱۸۰۲ گذراند، زمانی که مطالعهٔ جدی در مورد ایرانیان، حکومت، شاعران و غیره آنها انجام داد.
بریتانیایی‌های بسیار بیشتری در مورد سفرهای خود در ایران در نیمهٔ اول قرن نوزدهم نوشتند: افسران ارتش که از مرخصی به خانه می‌رفتند یا به هند بازمی‌گشتند (جانسون، لومسدن، کپل، الکساندر، کانولی، میگنان)، افسران دیگر در مأموریت‌های جمع‌آوری اطلاعات (کینیر، پاتینجر، برنز)، دیپلمات‌ها و کارکنان آنها (مالکوم، هولینگبری، موریه، پرایس، ویلیام اوزلی، چارلز استوارت)، اعضای مأموریت‌های نظامی (آر. مکدونالد، ویلبرهام) و سفرهای اکتشافی (اینسورث). پزشک و دیپلمات جان مک‌نیل هرگز خاطرات خود را ننوشت، اما بسیاری از نامه‌های او از ایران در خاطرات نوه‌اش که در سال ۱۹۱۰ منتشر شد، گنجانده شده است.
افراد ماجراجوی متعددی بودند که به دلایلی در این زمان در ایران سفر کردند: رابرت کر پورتر، که با تشویق رئیس آکادمی هنرهای زیبای روسیه، از تخت جمشید و جاهای دیگر نقاشی کشید؛ کلودیوس ریچ، مقیم دانشمند شرکت هند شرقی در بغداد، که در شیراز درگذشت؛ جیمز باکینگهام، نویسنده، مسافر و اصلاح‌طلب اجتماعی؛ رابرت سی. مانی، خدمتکار مذهبی شرکت هند شرقی، که یک سال را به سفر در سراسر ایران گذراند؛ توماس آلکاک و تی. بی. آرمسترانگ، که با هم سفر می‌کردند، اندکی پس از قتل سفیر روسیه الکساندر گریبایدوف و کارکنانش در سال ۱۸۲۹ به تهران رسیدند و این فاجعه را در کتاب‌های خود شرح دادند، همانطور که جورج فاولر، که او نیز در آن زمان در کشور بود و دو جلد کتابش حاوی اطلاعات جالب، اگر نه همیشه دقیق، در مورد کشور و تاریخ آن است. جیمز بیلی فریزر، که در سال ۱۸۲۲ از طریق سرزمین بی‌قانون و کشف نشدهٔ ترکمن سفر کرد و دوازده سال بعد در یک مأموریت مخفی برای دولت بریتانیا به ایران بازگشت، زمانی که از کردستان ناشناخته سفر کرد؛ جی. اچ. استوکلر (یواخیم هیوارد سیدونز)، روزنامه‌نگار تیزبین از کلکته، که به‌طور مفصل در مورد سفرهای خود نوشت. همچنین در این سال‌ها تعدادی از مبلغان پیشگام مسیحی از ایران بازدید کردند: هانری مارتین که به ترجمهٔ عهد جدید به فارسی کمک کرد؛ پیتر گوردون، ناخدای بازنشستهٔ دریا؛ جوزف وولف، پسر یک خاخام باواریایی و پدر هنری دراموند ولف، وزیر آیندهٔ بریتانیا در تهران (۱۸۸۷-۹۰)؛ آنتونی گرووز، دندانپزشک سابق که با جان کیتو، ناشنوای لال که بعدها دکتر الهیات شد، سفر می‌کرد.
بسیاری از این نویسنده-مسافران به تاریخ ایران باستان مسلط بودند و از طریق کتاب‌های خود اطلاعات جدید زیادی در مورد کشوری که در آن زمان در اروپا کم شناخته شده بود، ارائه دادند. به‌ویژه جلدهای مصور و طولانی جیمز موریه، کر پورتر و ویلیام اوزلی توجه را به بناهای تاریخی گذشتهٔ باشکوه ایران جلب کرد. فریزر اولین اروپایی بود که با اقتدار در مورد قبایل ترکمن و کرد نوشت، همانطور که آستین اچ. لایارد در مورد بختیاری‌ها نوشت، که در سال‌های ۱۸۴۱-۴۲ در میان آنها زندگی می‌کرد. ادوارد ال. میتفورد، که لایارد را از لندن تا همدان همراهی کرده بود، سال‌ها بعد گزارشی جالب از سفرهای خود در سراسر ایران در مسیر سیلان نوشت.
ارتباطات بهبود یافته و گسترش علایق، تعداد زیادی از ساکنان بریتانیایی و مسافران را بین سال‌های ۱۸۵۰ تا ۱۹۱۴ به ایران آورد. کتاب‌هایی توسط مقاماتی که از هند می‌آمدند (بینینگ، استک، بردلی-برت)، افسران نظامی مسئول جمع‌آوری اطلاعات (مارش، بیکر، مک‌گرگور، لو مزوریه، ساویر، استوارت)، مرزسازان (لافتوس، بلو، تیت، هابارد)، مسئولان تلگراف هند و اروپا (گلداسمید، اندرسون، فلویئر، ویلز)، دیپلمات‌ها (ایستویک، مونس، د. وولف، گوردون، نویل، سی و ای. هاردینج)، کنسول‌ها (مک‌کنزی، وراتیسلاو و «سیاسی‌های هندی» ییت، سایکس، کنین، ویلسون، سک‌راین، اوکانر)، روزنامه‌نگاران (گری، هریس، او‌دونووان، چی‌رول، د. فریزر، مور)، و مبلغین مذهبی (استرن، که تابعیت بریتانیایی گرفته و به جوامع یهودی ایران علاقه داشت، ن. مالکوم، که پنج سال در یزد زندگی کرد) نوشته شدند. همچنین تعدادی از افراد مستقل (آشر، پولینگتون، آرنولد، بریتل‌بانک، فرشفیلد، براون، کرزن، دو ویندت، بینگام، لاندور، ویلیامز) نیز آثار ارزشمندی ارائه دادند.
از جمله گزارش‌های جالب‌توجه، نوشته‌های ادوارد ایستویک و چارلز ویلز درباره سال‌های اقامتشان در ایران، کتاب جذاب و آموزنده ادوارد براون به نام یک سال میان ایرانیان و سفرنامه تلفیقی جرج کرزن با یک مطالعه عمیق از ایران قاجاری است. کتاب‌های رابرت بینینگ، ادوارد استک، چارلز مک‌گرگور، و آرنولد ساویج لاندور حاوی اطلاعات مفید فراوانی هستند. ویلفرد اسپاروی داستان غیرمعمولی از دوران تدریس خود در خانواده مسعود میرزا ظل‌السلطان روایت کرده است، که همچنین ادوارد کالینز، متخصص چشم، را از لندن به اصفهان آورد.
چارلز موری، وزیرمختار بریتانیا در تهران (۱۸۵۵-۵۹)، و رابرت مرداک اسمیت، که بیست سال در تهران ریاست اداره تلگراف هند و اروپا را بر عهده داشت، خاطراتی ننوشتند، اما بخشی از نامه‌های موری از ایران و نامه‌های متعدد اسمیت در زندگینامه‌هایی که توسط هربرت مکسول و ویلیام دیکسون نوشته شده‌اند، منتشر شدند. خاطرات جورج راولینسون از برادرش هنری، رمزگشای کتیبه‌های بیستون، بر اساس نامه‌ها و خاطرات هنری است.
لیدی شیل، همسر دقیق و تیزبین وزیرمختار بریتانیا آستین شیل در ایران، اولین زنی بود که درباره این کشور کتابی عمیق و جالب درباره اقامت خود در سال‌های ۱۸۴۹-۱۸۵۳ نوشت. تا سال ۱۸۹۱، زنی دیگر، یعنی ایزابل برد، معروف به خانم بیشاپ، اثر دیگری منتشر نکرد. او مسافری میانسال و مقاوم بود که روایتی زنده و پویا از سفری زمستانی از بغداد به تهران و سفرهایش در میان بختیاری‌ها و کردها نوشت. زنان دیگری نیز این مسیر را ادامه دادند: ماری برد (دختر عموی ایزابل)، اولین مبلغ مذهبی مجرد در اصفهان؛ گرترود بل که در سال ۱۸۹۲ اولین سفر از مجموعه سفرهای خود به خاورمیانه را انجام داد؛ الا سایکس، که در سال ۱۸۹۵ برادرش پرسی سایکس را به کرمان همراهی کرد؛ لیدی دوراند، همسر وزیرمختار بریتانیا مورتیمر دوراند، که در سال ۱۸۹۹ غرب ایران را گردش کرد؛ ام. ای. هیوم-گریفیت، همسر یک مبلغ مذهبی، که بین سال‌های ۱۹۰۰-۱۹۰۳ در کرمان اقامت داشت؛ ادیت بن، همسر اولین کنسول بریتانیا در سیستان؛ و سوزان تاونلی، همسر وزیرمختار بریتانیا در تهران در زمان آغاز جنگ جهانی اول در سال ۱۹۱۴. الیزابت راس، که نامه‌هایش از ایران پس از مرگش منتشر شد، به عنوان پزشک مبلغ به ایران آمد، اما زندگی در جلفا را آن‌چنان کسل‌کننده یافت که ترجیح داد بین سال‌های ۱۹۰۹-۱۹۱۴ به عنوان پزشک در میان زنان خان‌های بختیاری کار کند. کلارا رایس، دیگر همسر یک مبلغ مذهبی، در کتاب دقیق خود درباره زنان ایرانی، سفرنامه و خاطرات را با هم ترکیب کرده است.
مداخله نظامی بریتانیا در ایران در طول جنگ جهانی اول (۱۹۱۴-۱۹۱۸) به انتشار تعداد زیادی خاطرات توسط افسرانی که در آن زمان در ایران بودند منجر شد، از جمله نوشته‌های لیتام اس. بلکر، ویلیام آر. دیکسون، مارتین دونوهو، رجینالد ای. دایر، لیونل سی. دانستر‌ویل، آلفرد راولینسون، فرانسیس سی. فوربز-لیت و اف. جیمز. اف. هیل درباره این سال‌های جنگ به عنوان یک مقام بانکی در کرمانشاه و بیرجند نوشت، جایی که او تعاملات زیادی با خانواده حاکم علم داشت. خاطرات ادموند آیرونساید، که بلافاصله پس از جنگ فرمانده نیروهای بریتانیایی در ایران بود، شامل اطلاعاتی درباره کودتای رضاخان در سال ۱۲۹۹ شمسی/۱۹۲۱ است.
در دوران بین جنگ‌های جهانی (۱۹۱۸-۱۹۳۹)، بیشتر مسافران اسب و قاطر را رها کرده و از فورد مدل T مقاوم استفاده کردند، از جمله رونالد سینکلر، معروف به تیگ-جونز، که مجبور شد برای فرار از مرگ توسط نیروهای بولشویک نام خود را تغییر دهد و ناپدید شود. جذاب‌ترین سفرنامه‌ها و نامه‌های این دوره متعلق به فرایا استارک، تاریخ‌شناس هنر غیرمتعارف رابرت بایرون و باستان‌شناس اورل استاین هستند. ویتا سک‌ویل-وست، همسر هارولد نیکلسون، که در آن زمان مشاور سفارت بریتانیا در تهران بود، دو کتاب بسیار خواندنی درباره سفرهای خود و تاج‌گذاری رضاخان نوشت. تعداد دیگری از زنان جسور نیز در این سال‌ها درباره سفرهای خود نوشتند.
هیو نچبول-هیوجسن، وزیر مختار بریتانیا در ایران بین سال‌های ۱۹۳۴-۱۹۳۶، فصلی از خاطرات خود را به این سال‌ها اختصاص داده است، در حالی که ریدر بولارد، وزیرمختار/سفیر بریتانیا در سال‌های سخت جنگ جهانی دوم، درباره این دوران در کتاب شترها باید بروند و نامه‌هایش که پس از مرگش منتشر شد، نوشت. دیگرانی که به طور مختصر درباره تجربیاتشان در ایران در این دوره نوشتند عبارتند از: ویلیام اسلیم، فرمانده نیروهای انگلیسی-هندی که در اوت ۱۹۴۱ به ایران حمله کردند؛ فیتز-روی مک‌لین، که ژنرال فضل‌الله زاهدی را در اصفهان دستگیر کرد؛ توماس ای. راجرز، یک «سیاسی هندی» که در کنسولگری‌های بوشهر و بندرعباس خدمت کرد؛ کلیر هالینگ‌ورث و جرج راجر، هر دو خبرنگار جنگ.
در دوره حکومت محمدرضا شاه، جز چند اثر مهم مانند سرزمین صفی بزرگ نوشته راجر استیونز، خاطرات آنتونی پارسونز از سال‌های خدمت به عنوان سفیر (۱۹۷۴-۱۹۷۹) که به سقوط شاه منجر شد، و چیزی به دست آمد از مونتی وودهاوس با پیش‌زمینه‌ای جالب درباره کودتای ۱۳۳۲ شمسی/۱۹۵۳ که دولت مصدق را سرنگون کرد، و گزارش دست اول دزموند هارنی از انقلاب اسلامی با نام کشیش و پادشاه، کتاب‌های ماندگاری نوشته نشد.
علی‌رغم دشواری‌های دریافت ویزای ورود پس از تأسیس جمهوری اسلامی، کریستینا دودول و ویلیام دالریمپل، دانشجوی آکسفورد، موفق به بازدید از ایران و نوشتن درباره تجربیات خود شدند، همان‌طور که جان سیمپسون از بی‌بی‌سی این کار را کرد. حسن دهقانی تفتی، اسقف انگلیکان ایران در آن زمان، که اکنون تابعیت بریتانیایی دارد، درباره آزار و اذیت مبلغین مسیحی و قتل پسرش به دست انقلابیون نوشت؛ پل هانت، کشیش اسقف نیز همین‌طور. راجر کوپر، روزنامه‌نگار و ساکن قدیمی ایران، روایتی جذاب از محاکمه خود در تهران و پنج سال زندانش در زندان بدنام اوین نوشته است.

## ایران‌شناسی در کشورهای مختلف جهان

### ارمنستان
کوشش‌های دانشمندان ارمنی در رشته‌های مربوط به زبان‌ها و ادبیات شرقی به صورت علمی، از قرن نوزدهم آغاز گردید. دانشمندان این فن، در انیستیتوی خاورشناسی مسکو به فعالیت پرداخته و کتاب‌های زیادی در باب ایران، عثمانی و ملت‌های عرب و هند و اندونزی و دیگر ممالک تألیف نمودند.
از پژوهشگران قدیمی این رشته در ارمنستان باید از استپان نازاریان و کروبه پاتکانیان نام برد. بعد از انقلاب شوروی، دسته تازه‌ای از دانشمندان ارمنی به این افراد پیوستند که از همه مشهورتر، ا. ماناندیان، ا. آچاریان و هوسپ اربلی قابل ذکر کردند.
فرهنگستان علوم ارمنستان، مهم‌ترین مرجع علمی ارمنستان است و در سال ۱۹۴۳ میلادی در ایروان تأسیس گردید. این مرکز دارای پنج شعبه و بیست و هفت انستیتو و انجمن علمی است.
مطالعات ایرانی در ارتباط با فرهنگ و ادبیات در شعبه علوم اجتماعی آکادمی صورت می‌گیرد. مراکز علمی این شعبه که با تاریخ و فرهنگ ایران سر و کار دارند، شامل دایرهٔ خاورشناسی، انیستیتوی تاریخ، انستیتوی باستان‌شناسی و مردم‌شناسی، انستیتوی ادبیات، انستیتوی هنر و دایره فلسفه و حقوق می‌باشند.

### اسراییل
دانشکده ایرانشناسی تنها در سال ۱۹۷۰ به‌طور رسمی تشکیل شد، ولی کارهای پژوهشی در زمینه تاریخ و فرهنگ ایرانی خیلی قبلتر از این زمان انجام می‌شد. دانشگاه عبری اورشلیم، اولین دانشگاهی در اسراییل بود که به همراه دو مؤسسه تحقیقاتی و تدریس در زمینه‌های مرتبط در ۱۹۲۶ تأسیس شد، یکی از این زمینه‌ها یهودشناسی و دیگری خاورشناسی بود (بعدها نام مطالعات آسیایی و آفریقایی گرفت). پژوهشگران یهودیت باستانی، تحت انتظام عهد عتیق‌شناسی، تلمودشناسی، گنوستیگ و مسیحیت آغازین، طومارهای دریای مرده، و زمینه‌های مشابه، ارتباط‌های ممکن را بین تاریخ دینی یهودیان و دنیای ایرانی بررسی کردند. برای دوره قرون وسطی، اشعار جمع‌آوری شده و منتقل شده به سرزمین‌های فارسی‌زبان به عبری همانند فارسیهود، توجه آن‌ها را جلب کرد. تاریخ‌دان‌های دنیای مدرن مجبور شدند تا بدانند نقش ایران در خاورمیانه و وجود یک جمعیت اندکی در اسراییل که ریشه‌های شخصی و فرهنگی در ایران داشت، باعث انگیزه بیشتر برای توسعه مطالعات زبان فارسی، ادبیات فارسی و تاریخ ایران شد.
تدریس زبان‌های ایرانی، با تأکید ویژه بر زبان‌های ایران باستان و میانه، از سال ۱۹۶۵ از دانشگاه عبری اورشلیم آغاز شد. این مسئولیت را بر عهده شائول شاکد (کسی که دکترایش را در زمینه زبانشناسی ایرانی از دانشگاه لندن دریافت کرد) گذاشته‌اند. در ۱۹۷۰ دانشکده ایرانشناسی و آمریکاشناسی بعد از بسط دادن دانشکده هندشناسی، تأسیس شد. شاکد و امنون نتصر (که بعدها از دانشگاه کلمبیا دکترا گرفت) در آنجا زبان‌های ایران باستان، میانه به همران زبان و ادبیات فارسی و تاریخ ایران تدریس کردند. زبان ارمنی توسط م. ئی. استون و سنسکریت و دیگر زبان‌ها و ادبیات هندی توسط دیوید شولمن تدریس شد.
کتاب‌های بعدی کتاب مقدس به تحولات تاریخی و مفهومی در جامعهٔ یهودی در دورهٔ هخامنشی می‌پردازند. اینها شامل نیمهٔ دوم کتاب اشعیا است که پس از تبعید به بابل تصنیف شده و نشان‌دهندهٔ آگاهی از پادشاهی تازه تأسیس ایران است. کتاب‌های عزرا و نحمیا، استر و دانیال نیز مربوط به دورهٔ پس از ایجاد پادشاهی هخامنشی هستند. از جمله محققانی که در این دوره در تاریخ و ادبیات یهود کار کرده‌اند می‌توان به م. ل. سگال (دانشگاه عبری)، اسرائیل گرینتز (دانشگاه تل‌آویو)، س. شاکد (دانشگاه عبری) و ران زادوک (تل‌آویو) اشاره کرد. باستان‌شناسی دورهٔ هخامنشی در سرزمین اسرائیل توسط افرایم اشترن (دانشگاه عبری) در کتاب خود با عنوان «فرهنگ مادی اسرائیل در دورهٔ پارسی (۵۳۸-۳۳۲)» (اورشلیم، ۱۹۶۸؛ ترجمه به عنوان فرهنگ مادی سرزمین کتاب مقدس در دورهٔ پارسی ۵۳۸-۳۳۲ پیش از میلاد، وارمینستر، انگلستان، ۱۹۸۲) مورد مطالعه قرار گرفت. مسائل مربوط به هنر و باستان‌شناسی دورهٔ اشکانی توسط مایکل آوی-یونا (دانشگاه عبری) در تک‌نگاری خود با عنوان «هنر شرقی در فلسطین روم» (رم، ۱۹۶۱) مورد بحث قرار گرفت.
کشف طومارهای دریای مرده در اواخر دههٔ ۱۹۴۰ باعث ایجاد شاخهٔ کاملاً جدیدی از مطالعات شد. وجود دوگانگی قوی و آموزهٔ توسعه‌یافتهٔ ارواح و سایر عناصری که یادآور زرتشتی‌گری بود، احتمال تأثیر ایران بر گروه‌های خاص یهودی در آن دوره را مطرح کرد. از جمله محققان اسرائیلی که در مورد این مسائل بحث می‌کنند می‌توان به دیوید فلوسر، ش. شاکد (هر دو از دانشگاه عبری اورشلیم) و ج. لیخت (دانشگاه تل‌آویو) اشاره کرد. طومارهای دریای مرده را نمی‌توان از آپوکریفا و سوده‌پیگرافا عهد عتیق جدا کرد که فلوسر به‌طور گسترده در مورد آنها نوشت. مفهوم سفیروت یا تجلیات حضور الهی، ایده‌ای مرکزی در کابالا، همانطور که توسط گ. گ. استرومسا (دانشگاه عبری) پیشنهاد شد، از مضمون ایرانی امشاسپندان گرفته شده است. همین محقق همچنین جنبه‌های مختلف مانویت را مورد مطالعه قرار داد، موضوعی که توسط ج. س. پولوتسکی (۱۹۰۵-۹۱؛ دانشگاه عبری) که برخی از متون مانوی قبطی را ویرایش کرد و شرح استادانه‌ای در مورد مانویت در دائرةالمعارف واقعی باستان‌شناسی کلاسیک نوشت، به‌طور عمیق مورد بحث قرار گرفت.
کار مهم زیادی توسط ران زادوک (دانشگاه تل‌آویو) در مورد نام‌شناسی امپراتوری هخامنشی و ترکیب قومی افرادی که در اسناد باستانی ذکر شده‌اند، انجام شد.
حوزهٔ زبان آرامی، با آگاهی ویژه از تأثیر ایران بر آرامی، گسترش قابل توجهی توسط ای. وای. کوتشر (دانشگاه عبری) یافت. او به‌ویژه ساختار مجهول یا ارگاتیو در آرامی را در مقایسه با فارسی باستان مطالعه کرد. ج. س. گرینفیلد مشارکت مهمی در مطالعهٔ فرمول‌ها و موارد واژگانی آرامی داشت. شاکد بیشتر در مورد ارتباطات واژگانی بین آرامی و ایرانی نوشته است. ب. پورتن و آ. یاردنی قرائت اسناد آرامی دورهٔ هخامنشی را بررسی کرده‌اند؛ گرینفیلد و پورتن نسخهٔ آرامی کتیبهٔ بیستون را ویرایش کردند.
دورهٔ تلمود بابلی (حدود قرن ۲-۵ میلادی)، دوره‌ای از خلاقیت شکل‌دهندهٔ عظیم در یهودیت، با اواخر دوره‌های اشکانی و ساسانی در تاریخ ایران مطابقت دارد. دانش زبان‌ها، فرهنگ و تاریخ ایران بدیهی است که کمکی برای درک ادبیات تلمودی است، اما آگاهی از این موضوع مدت زیادی طول کشید تا جا بیفتد. یکی از اولین انتشارات در این زمینه در اسرائیل توسط ساموئل کراوس بود که ارجاعات به ایران و روم را در تلمود بابلی جمع‌آوری کرد. لازم است از ج. ن. اپشتین (دانشگاه عبری)، یکی از بنیانگذاران مکتب انتقادی زبان‌شناسی تلمودی، یاد شود؛ او همچنین به کاسه‌های جادویی آرامی و وام‌واژه‌های فارسی در آرامی پرداخت. محقق دیگری که در این حوزهٔ زبان‌شناسی کار می‌کرد، ای. اس. روزنتال (دانشگاه عبری)، عمدتاً در مورد واژه‌های ایرانی در تلمود بود. دیوید روزنتال (دانشگاه عبری)، پسر محقق اخیر، و همچنین برخی از شاگردان آنها (به عنوان مثال، مردخای سباتو) نیز در این زمینه مشارکت داشتند. ایده‌های مذهبی موجود در تلمود توسط ای. ای. اورباخ، با توجه ویژه به ارتباط ایرانی، در صورت لزوم، در اثر یادبود خود با عنوان «حکیمان» (۱۹۶۹، به زبان عبری؛ ترجمهٔ انگلیسی، ۱۹۷۵) مورد بحث قرار گرفت. از دیگر محققانی که در این زمینه مشارکت داشتند می‌توان به موشه بیر (دانشگاه بار-ایلان)، اشعیا گافنی و الیاهو احدوت (دومی در رسالهٔ دکترای منتشرنشده در مورد شرایط ازدواج یهودیان در بابل) اشاره کرد. توپوگرافی بابل ساسانی از منابع تلمودی توسط آ. اوپنهایمر (دانشگاه تل‌آویو) مورد مطالعه قرار گرفت.
موضوعات مربوط به دین زرتشتی موضوع مطالعات شاکد و دن شاپرا (دانشگاه بار-ایلان) بود. دومی در رسالهٔ دکترای منتشرنشده به نوشته‌های زند به زبان پهلوی پرداخت و در حال آماده‌سازی ویرایشی از بندهشن است.
مسائل مربوط به تعامل بین یونانیان و ایرانیان در آسیای صغیر در دورهٔ هخامنشی موضوع تک‌نگاری توسط دیوید آشری (دانشگاه عبری) بود که همچنین مسئول ویرایش و تفسیر هرودوت به زبان ایتالیایی است.
زبان و ادبیات فارسی کلاسیک در ابتدا توسط محققان عربی و ترکی مانند س. د. گویتین (۱۹۰۰-۱۹۸۵) و اوریل هید (۱۹۱۳-۶۸) در دانشگاه عبری تدریس می‌شد. با انتصاب امنون نتصر در سال ۱۹۷۰ و بعدها با انتصاب مایکل زند و سرور سرودی، مطالعهٔ فارسی کلاسیک و مدرن به‌طور رسمی پایه‌گذاری شد. سرودی به‌ویژه جنبه‌هایی از فرهنگ عامه در میان ایرانیان، هم یهودیان و هم مسلمانان را مطالعه کرد. در دانشگاه تل‌آویو، تدریس فارسی کلاسیک و مدرن توسط دیوید مناشری، مورخ ایران مدرن، و دیوید یروشالمی، که با ویرایش و ترجمهٔ اثر شاعر بزرگ یهودی-فارسی، عمرانی، گنج‌نامه، در مطالعهٔ ادبیات یهودی-فارسی مشارکت داشته، تضمین می‌شد. جولیا روبانوویچ (دانشگاه عبری) در پایان‌نامه‌ای منتشرنشده، بر روی آثار حماسی رایج در فارسی، به‌ویژه اسکندرنامه و حمزه‌نامه، کار کرد.
بخش اعظم تلاش‌های علمی بر روی یهودی-فارسی متمرکز بود. مجموعهٔ نسخه‌های خطی یهودی-فارسی در مؤسسهٔ بن‌زوی در اورشلیم توسط نتصر توصیف شد، که مقدمهٔ او بر این مجلد، جامع‌ترین بررسی ادبیات یهودی-فارسی را تشکیل می‌دهد. همین محقق همچنین یک متن فلسفی به زبان یهودی-فارسی، حیات الروح، اثری از قرن شانزدهم، و همچنین مجموعه‌ای از اشعار یهودی-فارسی که به فارسی معیار (۱۳۵۲) انجام شده بود، و مقالات متعددی در مورد تاریخ و ادبیات یهودیان ایران به زبان‌های فارسی، انگلیسی و عبری منتشر کرد. متون اولیهٔ یهودی-فارسی پس از کشف تعداد قابل توجهی از نوشته‌ها مربوط به قرون ۱۰-۱۱ توسط شاکد در میان گنجینه‌های گنیزهٔ قاهره و مجموعهٔ فیرکوویچ در سن پترزبورگ، به یک زمینهٔ تحقیقاتی تبدیل شده‌اند. هنوز همهٔ این نوشته‌ها منتشر نشده‌اند. لودویگ پاول (دانشگاه هامبورگ) بر روی دستور زبان این متون کار کرده است. ثمر ای. گیندین (دانشگاه عبری) ویرایشی از تفسیر (ترجمه با تفسیر) مفصل حزقیال از سن پترزبورگ را آماده کرد و زبان آن را در پایان‌نامهٔ دکترای خود (۲۰۰۵) مطالعه کرد. او پیشتر بر روی زبان گویش یهودی یزد کار کرده بود. دن شاپرا داستان دانیال (قصهٔ دانیال)، یک تاریخ افسانه‌ای بر اساس کتاب دانیال در کتاب مقدس، تفسیر هوشع و سایر تصنیفات یهودی-فارسی را ویرایش کرد.
از دیگر محققانی که روی ادبیات یهودی-فارسی کار کرده‌اند می‌توان به و. ج. فیشل (۱۹۰۲-۷۳، دانشگاه کالیفرنیا در برکلی)، که کار علمی خود را در دانشگاه عبری آغاز کرد و به‌طور گسترده در مورد ادبیات یهودی-فارسی و به‌ویژه در مورد ترجمه‌های کتاب مقدس نوشت، اشاره کرد. آبراهام یاری کتابشناسی کتاب‌های یهودی-بخارایی چاپ شده در اورشلیم را منتشر کرد. مؤسسهٔ بن‌زوی ترجمه‌ای اولیه از تورات از یک نسخهٔ خطی کتابخانهٔ بریتانیا را که توسط اچ. اچ. پیپر ویرایش شده بود، منتشر کرد و آکادمی علوم و انسانیات اسرائیل نسخه‌ای از کتاب ایوب از یک مجموعهٔ خصوصی را که توسط همین محقق ویرایش شده بود، منتشر کرد. نسخه‌ای خطی از یک کتاب دعای یهودی-فارسی که سنتی را که در غیر این صورت از بین رفته بود حفظ می‌کرد، توسط شلومو تال ویرایش شد.
مجموعه‌ای از کنفرانس‌ها در مورد میراث یهودی-فارسی و جنبه‌هایی از تماس بین ایران و یهودیت در اورشلیم و جاهای دیگر تحت حمایت مؤسسهٔ بن‌زوی برگزار می‌شود. مقالات ارائه شده در این گردهمایی‌ها با عنوان Irano-Judaica منتشر می‌شوند؛ از سال ۱۹۸۲، ۵ جلد منتشر شده است. مجموعه‌ای از مجلدات به زبان فارسی، با عنوان پادیوند، که به موضوعات تماس‌های یهودی-ایرانی نیز اختصاص دارد، از سال ۱۹۹۶ توسط ا. نتصر منتشر شده است.
کتابی توصیفی دربارهٔ یهودیان افغانستان توسط ب. ز. یهوشوا-راز (۱۹۹۲) منتشر شد و تاریخی از یهودیان قفقاز شرقی، معروف به تات‌ها یا یهودیان کوهستان، توسط م. آلتشولر (۱۹۹۰) نوشته شد. فرهنگ لغت تات، گردآوری شده توسط یعقوب ییتسحاکی در اواخر قرن نوزدهم و اوایل قرن بیستم، توسط م. زند برای انتشار آماده می‌شود. کار بر روی آموزش یهودیان در ایران توسط آ. کوهن انجام شد.
موزهٔ اسرائیل در طول سال‌ها مجموعه‌ای از نمایشگاه‌ها را به نمایش گذاشت که هنر و لباس یهودیان ساکن در کشورهای فارسی‌زبان را به نمایش می‌گذاشت. هر نمایشگاه با یک کاتالوگ کاملاً تحقیق‌شده همراه است.
چندین کتاب غیرعلمی به زبان عبری در مورد تاریخ و فرهنگ یهودیان ایرانی و همچنین برخی از تاریخ‌های محلی (به عنوان مثال، یهودیان یزد) منتشر شده است. از جمله نویسندگان این کتاب‌ها می‌توان به حنینا مزراحی و یوسف شرگا اشاره کرد. در اواخر قرن نوزدهم و اوایل قرن بیستم، اورشلیم مرکز مهمی برای چاپ متون یهودی-فارسی، به‌ویژه در گویش یهودیان بخارا بود. برجسته‌ترین نویسنده و چاپگر در آن دوره شمعون حکام بود که از جمله کتاب‌های دیگر، آثار شاعر شاهین و نسخهٔ خود از تورات را به گویش بخارایی منتشر کرد.
علاقه به ادبیات فارسی کلاسیک، چندین محقق و شاعر را بر آن داشت تا آثار برجستهٔ شعر فارسی را به عبری ترجمه کنند. بلندپروازانه‌ترین پروژه از این دست، ترجمهٔ کامل شاهنامهٔ فردوسی است که توسط ای. کاگان (۱۹۱۲-۲۰۰۰) انجام شده است. دو جلد از این اثر، با ویرایش شاکد و با کمک ج. روبانوویچ، منتشر شده است. آثار دیگر، عمدتاً گزیده‌ها و مجموعه‌ها، در طول سال‌ها منتشر شده‌اند. برجسته‌ترین مترجمان بن‌زیون بنشالوم (کاتز) از شاهنامه؛ شیمعون لوی (۱۹۸۸) و رافائل لووه (Raphael Loewe)،(به سال ۱۹۸۲) از عمر خیام؛ پرویز بهروزی، دو مجموعه (۱۹۷۴، ۱۹۷۸) از شعر فارسی کلاسیک بوده‌اند.
حوزهٔ آموزه‌ها و ادبیات شیعه توسط ایتان کولبرگ (دانشگاه عبری) در مجموعه‌ای از کتاب‌ها و مقالات بررسی شد. تاریخ اولیهٔ شیعه توسط م. شارون، که همچنین بر روی دین بهائی کار کرده و اولین دارندهٔ کرسی مطالعات بهائی در دانشگاه عبری، اولین از نوع خود است، مورد بررسی قرار گرفت. مئیر بارآشر (دانشگاه عبری) بر روی ایزدیان کار کرده است. زابینه اشمیتکه (دانشگاه آزاد برلین)، که بخشی از تحصیلات خود را در دانشگاه عبری گذراند، بر روی جنبه‌هایی از آموزه‌های شیعه کار کرده است.
تاریخ مدرن ایران زمینهٔ اصلی مطالعه توسط محققان در اسرائیل است. باید به‌طور ویژه از دیوید مناشری (دانشگاه تل‌آویو) که نظام آموزشی ایران را مطالعه کرده است، یاد کرد. دانشگاه بار-ایلان، دانشگاه حیفا و دانشگاه بن گوریون دارای محققانی هستند که به تحقیق در مورد تاریخ مدرن ایران اختصاص دارند. مرکزی برای تاریخ مدرن ایران در دانشگاه تل‌آویو تأسیس شده است تا تحقیق و تدریس در این زمینه را تشویق کند.
در مورد هنر ایرانی، توسط ل. آ. مایر (دانشگاه عبری) مطالعه و تدریس می‌شد. موزه‌ای به نام او، که در آن مجموعهٔ چشمگیری از هنر ایرانی به نمایش گذاشته شده است، با تخصص ریچارد اتینگهاوزن در اورشلیم تأسیس شد. میریام روزن-آیلون، راشل میلشتین و رایا شانی چندین اثر در مورد جنبه‌هایی از هنر، باستان‌شناسی و معماری ایرانی و همچنین در مورد موضوعات یهودی-ایرانی در هنر تولید کردند.
مجموعه‌هایی از نسخه‌های خطی فارسی و یهودی-فارسی در چندین مرکز وجود دارد. کتابخانهٔ ملی و دانشگاهی یهود، علاوه بر مجموعهٔ خود به فارسی نو، حدود ۲۵۰ نسخهٔ خطی به زبان یهودی-فارسی دارد. حدود ۲۵۰ نسخهٔ خطی به زبان یهودی-فارسی توسط مؤسسهٔ بن‌زوی نگهداری می‌شود. موزهٔ اسرائیل و موزهٔ یادبود ل. آ. مایر نیز مجموعه‌هایی از نسخه‌های خطی مصور فارسی و یهودی-فارسی دارند.
موسیقی یهودی-ایرانی در آرشیو ملی صداهای اسرائیل در کتابخانهٔ ملی و دانشگاهی یهود جمع‌آوری شده است. این کار در طول سال‌ها توسط ای. گرسون-کیوی انجام شده و شامل مواردی از جمله ضبطی از دستگاه‌های موسیقی ایرانی است که توسط نتزر با ویولن در سال‌های ۱۹۵۶-۵۷ اجرا شده است (ضبط مشابهی از همین نوازنده در بخش موسیقی‌شناسی دانشگاه ایلینوی در اوربانا وجود دارد)؛ همچنین ضبط‌هایی از مرتضی نی‌داوود (درگذشتهٔ ۱۹۹۰) نیز موجود است.
مرکز مطالعات سنت‌های زبان یهودی در دانشگاه عبری، ضبط‌هایی از تلاوت متون مختلف توسط یهودیان ایرانی را در خود جای داده است. آرشیو داستان‌های عامیانهٔ یهودی در حیفا شامل مجموعهٔ بزرگی از داستان‌هایی است که توسط مطلعین از جوامع مختلف یهودی، از جمله بسیاری از مناطق فارسی‌زبان، گفته شده است.

### اتریش
اطلاعات ارزشمندی درباره ایران اغلب توسط فرستادگان اتریشی (هانس کریستوف فریهر فون توفل زو گونترسدورف، ۱۵۸۷؛ گئورگ تکتاندر، ۱۶۰۲-۵)، مسافران (هاینریش فون پوزر اون گرزندلیتز، ۱۶۲۰–۲۵) و مبلغان یسوعی (پ. الکساندر دو رودس، پ. گروبر) گزارش می‌شد. با این حال، اولین شرق‌شناسان در اتریش یوهان جسن (پزشک بوهمی امپراتور رودولف دوم [حک. ۱۵۷۶-۱۶۱۲]) و سباستین تنگناگل (۱۵۷۴–۱۶۳۶، اهل بورن، در گلدرز [در هلند امروزی])، دومین متصدی کتابخانه امپراتوری بودند. تنگناگل، اگرچه به ترکی بیشتر از فارسی آشنا بود، اما برخی از نسخه‌های خطی فارسی نو را به هوفبیبلیوتک (برخی احتمالاً زودتر تهیه شده بودند) اهدا کرد. کتابخانه وین قدیمی‌ترین نسخه خطی موجود فارسی نو به خط عربی، دارونامه کتاب الابنیه و الحقایق الادویه ابومنصور موفق هروی، که در سال ۱۰۵۶ پس از میلاد توسط شاعر اسدی نوشته شده است را حفظ می‌کند.
مطالعات ایرانی از روابط دیپلماتیک نشأت گرفت، در اتریش کمی دیرتر از بوهم، مجارستان یا لهستان. تا سال ۱۷۵۰، هدف دولت این بود که نیاز عملی به آموزش مترجمان حرفه‌ای (دراگومان‌ها، با عنوان Sprachknaben) را برآورده کند. اگرچه اولین تماس‌ها در سال ۱۵۲۴ به مناسبت سفارت ایران از پدر پتروس دی مونته لیبانو به امپراتور چارلز پنجم (حک. ۱۵۱۹-۵۶) برقرار شد، نمایندگان (سفرای اتریشی) به استخدام بومیان مسیحی یا اعزام مردان جوان (از سال ۱۵۷۸) به استانبول برای کسب تسلط عملی به زبان‌ها بسنده کردند. اولین مترجم دربار امپراتوری (Hofdolmetscher) در سال ۱۶۶۱، در شخص فرانسوا دی مزگنین منسکی (۱۶۲۳–۹۷) که یک متخصص برجسته در زبان‌های مورد استفاده در پادشاهی‌های مسلمان بود، منصوب شد. در سال ۱۶۷۴، Sprachknaben-Institut (تحت حمایت اینترنونسیاتور در استانبول) در وین، بر اساس الگوی مؤسسات آموزشی در فرانسه و لهستان تأسیس شد. و دوره‌های زبان‌های شرقی در دانشگاه وین توسط جیانباتیستا پودستا (۱۶۲۴–۱۷۰۳) تأسیس شد. قدیمی‌ترین چاپ‌ها در اتریش به زبان‌های شرقی مدرن مربوط به همین دوره است (پودستا، Tractatus varii de linguis orientalibus, praecipue Arabica, Persica et Turcica، وین، ۱۶۶۹؛ پ. بدیک، Cehil Sutun, seu explicatio utriusque celeberrimi, ac pretiosissimi Theatri quadraginta columnarum in Perside Orientis، وین، ۱۶۷۸). این آثار به زودی توسط Thesaurus linguarum Orientalium، Turcicae، Arabicae، Persicae ... مزگنین، که بین سال‌های ۱۶۸۰ تا ۱۶۸۷ در چهار جلد در وین منتشر شد، که به مدت ۱۵۰ سال استاندارد باقی ماند، به ویژه در چاپ مجدد جنیش در سال ۱۷۸۰، جایگزین شدند. این شکوفایی دیری نپایید. دوره‌های پودستا با موفقیت اندکی روبرو شد (در مجموع سه دانشجو دوره سه ساله را به پایان رساندند) و پس از سال ۱۶۷۷ متوقف شدند. Paraemia Locmani sapientis (۱۷۰۳) توسط شاگرد و جانشین منسکی به عنوان Hofdolmetscher (مترجم رسمی)، جان آدام لاچویز، ارزش چندانی ندارد. پس از آن، و Cursus grammaticalis linguarum orientalium، arabicae scilicet, persicae et turcicae (۳ جلد، وین، ۱۷۰۳) که به ندرت توزیع شد، مطالعات شرقی در اتریش به مدت ۵۰ سال ثابت ماند، زیرا فروپاشی پادشاهی صفوی در سال ۱۷۲۲ روابط دیپلماتیک منظم و نگرانی رسمی با ایران را به شدت محدود کرد.
شرق‌شناسی روشنگرانه: عصر ترجمه (۱۷۵۴–۱۸۴۸). وضعیت در سال ۱۷۵۴ تغییر کرد، زمانی که، تحت تأثیر صدراعظم شاهزاده کائونیتز-ریتبرگ، آکادمی امپراتوری-سلطنتی زبان‌های شرقی با هشت Sprachknaben و یک برنامه درسی ده ساله تأسیس شد. به نظر می‌رسید که این مدرسه آموزش پیشرفته در ابتدا برای یک هدف سودمند مشابه ابتکارات قبلی در نظر گرفته شده بود، اگرچه فارسی نو در بین زبان‌های تدریس شده گنجانده نشده بود. با این حال، شرق، که به عنوان "منبع نور" دیده می‌شد، اکنون هم اشراف روشنگر و هم فراماسون‌های تأثیرگذار را مجذوب خود کرده بود، به طوری که آکادمی یکی از مؤثرترین پل‌ها را به اشراف منحصر به فرد اتریش و یک حرفه دیپلماتیک می‌ساخت. در میان گروه اول، فرانتس ماریا فریهر فون توگوت در سال ۱۷۹۴ جانشین کائونیتز به عنوان صدراعظم شد، و برنهارد (بعداً فریهر) فون جنیش در سال ۱۷۸۰ به عنوان متولی کتابخانه امپراتوری منصوب شد. سومین مدیر، پدر فرانتس هک، اس.جی.، در سال ۱۸۰۲ رئیس باشکوه دانشگاه وین شد. یک حامی مالی این امکان را فراهم کرد که کتابخانه‌ای با ۸۷ نسخه خطی فارسی و صدها سند جمع‌آوری شود. موج انتشارات دوباره جاری شد: ایگناز لورنز فریهر فون اشتورمر، Anthologia Persica, seu selecta e diuersis Persis auctoribus exempla in latinum translata (وین، ۱۷۷۸)؛ برنهارد فون جنیش و فرانتس هک، محمد میرخواند. Historia priorum regum Persarum post firmatum in regno islamismus, persice et latine (وین، ۱۷۸۲)؛ یوهان فریدل، Fragmente über die Literaturgeschichte der Perser, nach dem Lateinischen des Baron C.E.A. Reviczky von Rewissnie (وین، ۱۷۸۳).
یاکوب فون والنبورگ (۱۷۶۳–۱۸۰۶)، یوزف فریهر فون هامر-پورگشتال (۱۷۷۴–۱۸۵۶) و وینتسنز فون روزنزوایگ ریتتر زو شواناو (۱۷۹۱–۱۸۶۵) همچنان فعال‌تر بودند. ترجمه مثنوی جلال‌الدین رومی توسط والنبورگ از بین رفت، و مرگ نابهنگام او ترجمه شاهنامه فردوسی را متوقف کرد. بخش‌هایی از آن در Fundgruben des Orients هامر-پورگشتال (وین، ۱۸۰۹-۱۹) چاپ شد، و آ. دی بیانچی Notice sur le Schah Name de Ferdoussi او را ویرایش کرد (وین، ۱۸۱۰). دیوان معروف محمد-شمس‌الدین حافظ هامر-پورگشتال (توبینگن، ۱۸۱۳-۱۴) بر دیوان غربی گوته تأثیر گذاشت و اهمیت جهانی شعر فارسی را آشکار کرد. این تنها بخش کوچکی از آثار او بود که شامل تاریخ (به عنوان مثال، یک Geschichte der Osmanen ده جلدی، پست، ۱۸۲۷-۳۳؛ و Geschichte der Ilchane, d.i. der Mongolen in Persia، دارمشتات، ۱۸۴۲) و ادبیات فارسی، عربی و ترکی (به عنوان مثال، Geschichte der schönen Redekunst Persiens vom 4. Jahrhundert der Hedschira ... Mit einer Blüthenlese aus 200 persischen Dichtern، وین، ۱۸۱۸) می‌شد. هامر-پورگشتال، که با نوزده نشان مفتخر شده بود و از طریق روابطش با اشراف و ادبا، شرق‌گرایی را در اروپا تجسم می‌بخشید، کار خود را با پرورش بنیاد آکادمی علوم امپراتوری در سال ۱۸۴۷، که اولین رئیس آن شد، تاج گذاشت. ما Joseph und Suleika، شعر تاریخی-رمانتیک ... des Mewlana Abdurrahman Dschami (وین، ۱۸۲۴)؛ Auswahl aus den Diwanen des größten mystischen Dichters Persiens, Mewlana Dschelaleddin Rumi (۱۸۳۸)؛ و ترجمه‌ای از حافظ، Der Diwan des großen lyrischen Dichters Hafis (۱۸۵۸)، که از ترجمه هامر-پورگشتال برتر است، به شاگردش روزنزوایگ، استاد آکادمی از سال ۱۸۱۷ تا ۱۸۴۷، مدیونیم.
وین به فعال‌ترین مرکز برای زبان‌های شرقی زنده تبدیل می‌شد. راهبان مخیتاریست، که از ونیز آمده بودند، صومعه‌ای را در وین تأسیس کردند. در اینجا آنها کتابخانه‌ای از نسخه‌های خطی ارمنی را توسعه دادند، که اکنون پس از ایروان در رتبه دوم قرار دارد، و بزرگترین مجموعه سکه‌های ارمنی (که توسط پ. ز. بدوکیان فهرست شده است). آنها چاپخانه‌هایی را برای زبان‌های شرقی تأسیس کردند، که از آنها، برای مثال، جی. مارکوارت، طرح‌هایی برای جغرافیای تاریخی و تاریخ قفقاز (وین، ۱۹۲۸) بیرون آمد. همچنین، kaiserlich-königliche Hof-und Staats-Druckerei، تحت مدیریت آلویس آوئر ریتتر فون ولزباخ (۱۸۱۳-۶۹)، به متنوع‌ترین چاپخانه در منطقه آلمانی‌زبان تبدیل شد، با ۱۰۴ نوع مختلف حروف در سال ۱۸۵۱. دومین نوع حرف اوستایی (پس از نوع بسیار زشت برلین در سال ۱۸۲۵) در آنجا در سال ۱۸۴۷ ریخته شد، و نوع پهلوی و پزند با تمام لیگاتورها برای اولین بار در آنجا در سال ۱۸۵۰ ساخته شد. سایر چاپخانه‌ها متعاقباً یک نوع حرف اوستایی را به دست آوردند، اما نه یک نوع پهلوی، بنابراین حتی آثاری که در کشورهای دیگر منتشر می‌شدند، اگر به نوع پهلوی نیاز داشتند، باید در وین چاپ می‌شدند. از جمله آنها بیشتر آثار لغت‌شناسی فردریش اشپیگل (Huzvâresch-Grammatik، لایپزیگ، ۱۸۵۱؛ Avesta, die heiligen Bücher der Parsen, zum ersten Male herausgegeben، وین، Hof- und Staatsdrückerei، ۱۸۵۳–۵۵؛ Avesta, die heiligen Bücher der Parsen, zum ersten Male übersetzt، لایپزیگ، ۱۸۶۳؛ Commentar über das Avesta، لایپزیگ، ۱۸۶۴–۶۹)، The Frahang i Pahlavīk هاینریش اف. جی. یونکر (هایدلبرگ، ۱۹۱۲)، و نسخه سانسکریت Neryosangh از هوم یشت جی. ام. اونوالا (وین، ۱۹۲۴) بودند. چاپخانه‌های دولتی نیز به عنوان مراکزی برای آموزش زبان (با سخنرانی‌هایی در مورد فارسی، عربی، ترکی یا سانسکریت) خدمت می‌کردند، زیرا آوئر از حروفچین‌ها می‌خواست که زبان‌هایی را که می‌چینند بدانند.
اولین توصیف علمی اروپایی از هند مسلمان (به همراه افغانستان) و سلطنت نادرشاه مدیون یسوعی بوزن [بولزانو]، یوزف تیفنتالر است. یوهان فیلیپ وسدین، که بیشتر با نام خود به عنوان یک کارملی، پائولینوس آ سانکتو بارتولومائو، سندیک مأموریت‌های شرقی در رم و بومی هوف در اتریش پایین (۱۷۴۸–۱۸۰۶) شناخته می‌شود، اولین تلاش برای تفسیر دین برهمایی را با استفاده از ترجمه جی. اف. کلوکر از اوستا نوشت. او همچنین، پس از شناسایی خانواده زبانی هند و اروپایی توسط سر ویلیام جونز (۱۷۸۶)، اولین فهرست از مطابقت‌های واژگانی بین سانسکریت، Avestan، لاتین و ژرمنی را منتشر کرد (۱۷۹۸). در یک ضمیمه، او همچنین ثابت کرد که اوستایی، همانطور که جونز ادعا کرده بود، شکل فاسدی نیست، بلکه یک هم‌خانواده زبانی سانسکریت است. یسوعی یوزف دوبروفسکی (۱۷۵۳-۱۸۲۹) با پیروی از او، سانسکریت و اوستایی را با اسلاوی کلیسایی قدیمی در سال ۱۸۰۶ مقایسه کرد.
نوسازی تأخیری (۱۸۴۸-۱۹۱۸). علی‌رغم این دستاوردها، تا اواسط قرن نوزدهم، مطالعات شرقی اتریش از سه جهت عقب مانده بود. اولاً، به معنای واقعی کلمه، به سبک باروک و روشنگری باقی ماند، که هدف اصلی آن ترجمه و رایج کردن گنجینه‌های همیشه زنده شعر و حکمت شرقی بود. ارائه ظریف بر دقت زبان‌شناختی یا دستگاه‌های عالمانه اولویت داشت. این عمل برای هامر-پورگشتال در خارج از حلقه باریک علمی شهرت به ارمغان آورد، اما انتقاداتی را نیز به دلیل نادرستی‌ها برانگیخت. در واقع، به جز زبان‌شناس آماتور پائولوس آ سانکتو بارتولومئو، آنها مطلقاً هیچ نقشی در بحث‌های بزرگ باستان‌شناسی اوایل قرن نوزدهم، بحث در مورد اصالت اوستای بازگردانده شده توسط آنکتیل-دوپرون، یا رمزگشایی کتیبه‌های میخی هخامنشی توسط گروتفند نداشتند.
ثانیاً، تا زمان اصلاحات دانشگاهی لئو گراف تون-هوهنشتاین در دهه ۱۸۵۰، تنها دانشکده‌های قرون‌وسطایی الهیات، پزشکی و حقوق در دانشگاه‌های اتریش نمایندگی داشتند، جایی که تدریس مجاز بود اما تحقیق انجام نمی‌شد. مدرک دکتری تا سال ۱۸۷۲ در وین معرفی نشد. برنامه درسی آکادمی شرقی پس از سال ۱۸۴۸ فنی‌تر شد و از پژوهش فاصله گرفت (و پس از سال ۱۸۹۸، زمانی که در آکادمی کنسولی k.u.k. سازماندهی مجدد شد، حتی بیشتر از این روند فاصله گرفت)؛ این برنامه دیگر برای ارضای کنجکاوی دانشنامه‌ای اشراف و دیپلمات‌ها درباره شرق طراحی نشده بود، بلکه بیشتر به نیاز عملی عوامل سیاسی پاسخ می‌داد. در سایر کشورها، کرسی‌هایی برای هندشناسی یا زبان‌شناسی تطبیقی ایجاد شد—در کالج دو فرانس و بن (۱۸۱۸، دومی برای آگوست ویلهلم فون شلگل)، در برلین (۱۸۲۱، برای فرانتس بوپ) و در آکسفورد (۱۸۳۳). برادر فون شلگل، فریدریش، که او نیز هندشناس بود و یکی از بنیان‌گذاران دستور تطبیقی محسوب می‌شد—اصطلاحی که او معرفی کرد—در وین به‌عنوان دبیر صدراعظمی فعالیت می‌کرد. او تا دهه ۱۸۲۰ به تدریس ادامه داد اما خیلی زود از پیشرفت هندشناسی عقب ماند. انجمن‌های علمی تأسیس شدند—انجمن سلطنتی آسیایی بنگال (۱۷۸۰)، انجمن آسیایی (۱۸۲۲)، و انجمن آلمانی شرق‌شناسی در لایپزیگ (۱۸۴۵). چنین تحولاتی در اتریش بازتابی نداشت. استاد الهیات پروتستان یوهان گئورگ ونریش (۱۷۸۷–۱۸۴۷) تلاش کرد پژواک‌هایی از راسموس راسک و بوپ ارائه دهد، اما رساله او در سال ۱۸۲۷ تنها گردآوری‌ای (البته با اطلاعات خوب) از تمام آثار منتشر شده تا آن زمان بود و در نهایت منزوی و نادیده باقی ماند. ونریش در سال ۱۸۲۵ یک دوره آموزش سانسکریت راه‌اندازی کرد، اما هیچ دانشجویی جذب نشد.
ثالثاً، بین سال‌های ۱۸۵۰ تا ۱۸۸۵، یک الگوی جدید در تمام علوم تاریخی (به‌استثنای مطالعات کلاسیک) پدیدار شد که انقلاب نئوقواعدگرایی در زبان‌شناسی تنها یکی از، اگرچه برجسته‌ترین، جلوه‌های آن بود. این الگو را می‌توان به‌عنوان دفاع از روش‌شناسی علمی در علوم انسانی، در تضاد با روحیه پیشین عتیقه‌گرایی، خلاصه کرد و خواستار جدایی مطالعات ادبی و علمی شد (بر خلاف نظر فریدریش روکر). مناسب‌ترین توصیف برای این روند شاید «ایده‌آلیسم تحلیلی» باشد. یعنی هر قطعه شواهد باید به‌طور واضحی تاریخ‌گذاری و مکان‌یابی شود و تنها برای زمان و مکان خود معتبر شناخته شود. این روش منجر به تعریف مراحل مشخص و به‌ظاهر همگن شد؛ مراحلی که می‌توان آنها را به‌طور منطقی توصیف و با مراحل پیشین و پسین مرتبط کرد. در نتیجه، گونه‌شناسی‌های بی‌زمان و جغرافیایی (به سبک الکساندر فون هومبولت) کنار گذاشته شدند و هر حوزه بر اساس معیارهای زبانی یا زمانی تقسیم شد. در نتیجه، زبان‌های ایرانی باستان و میانه (و گاهی نوایرانی شرقی) عمدتاً در حوزه هندواروپایی‌شناسی قرار گرفتند، زیرا زبان‌های ایرانی باستان یکی از شاخه‌های هندواروپایی را تشکیل می‌دهند؛ درحالی‌که زبان فارسی در کنار زبان‌های سامی و ترکی در مطالعات شرق‌شناسی قرار گرفت. آغاز این جنبش در مطالعات ایرانی را می‌توان در بررسی تئودور بنفی از وندیداد هرمان بروکهاوس و اوستا فردریش اشپیگل (در Göttingische Gelehrte Anzeigen، ۱۸۵۰) یافت، که در آن بنفی چیزی را بنیان نهاد که می‌توان آن را «مکتب وداگرایی» نامید، همراه با رودلف فون روث و مارتین هاوگ. این جنبش در افزایش تردید نسبت به سنت‌های محلی، در تلاش برای تمایز قائل شدن (و در برخی موارد بیش از حد تمایز قائل شدن) میان لایه‌های مختلف یک بنا یا متن، و در تمایل به آثار قدیمی‌تر به‌جای متون جدیدتر، حتی زمانی که این متون جدیدتر بهتر حفظ شده یا جذاب‌تر بودند، تجلی یافت. همه این‌ها منجر به رقابتی برای کشف و حفظ کهن‌ترین شواهد شد.
الگوی جدید، که منشأ آن آلمان بود، با کندی به امپراتوری دوگانه، به‌ویژه دانشگاه وین، رسید. چهار مثال قابل ذکر است. (۱) علی‌رغم حمایت هامر-پورگشتال و الکساندر فون هومبولت، انتصاب تئودور بنفی به کرسی زبان‌شناسی تطبیقی در سال ۱۸۴۹ توسط وزارت فرهنگ رد شد، درحالی‌که آنتون بولر (۱۸۱۱-۱۸۶۹)، که مهم‌ترین مشارکتش اتصال زبان ژاپنی به مغولی و ترکی بود، سرانجام در ژوئن ۱۸۵۰ به‌عنوان استاد همکار و در ۱۸۵۵ به‌عنوان استاد کامل منصوب شد. (۲) اتریش-مجارستان، هلند، بلژیک، ایتالیا و اسپانیا از معدود کشورهای غربی بودند که هیچ اعزامی به آسیای مرکزی و حوزه تورفان نداشتند، به‌جز یک اعزام زمین‌شناسی تحت نظر دکتر آ. رگل؛ مارک اورل اشتاین، متولد بوداپست، از طرف دولت هند بریتانیا سفر کرد. (۳) هیچ موسسه باستان‌شناسی تأسیس نشد و حفاری‌هایی در سوریه، میان‌رودان یا ایران انجام نشد. (۴) در پایان امپراتوری، موزه هنرهای زیبا در وین تنها ۴۰۰۰ سکه داشت. در مقایسه، جمهوری اتریش، با وجود کمبود منابع، از سال ۱۹۱۸ تاکنون دو برابر این مقدار را، از جمله مجموعه‌ای از ای. فون زامباور در ۱۹۲۸، خریداری کرده است.
تا سال ۱۹۰۰، بیشتر استادان وین که در حوزه ایران‌شناسی تدریس یا منتشر می‌کردند، بیشتر جامع‌العلوم بودند تا مورخ یا زبان‌شناس تطبیقی به معنای جدید آن؛ بدلریش هروزنی از نیافتن معلمی شایسته در وین شکایت داشت و تئودور نولدکه اقامت خود در وین (۱۸۵۴–۵۷) را بی‌ثمر می‌دانست. بااین‌حال، نولدکه در سال ۱۸۸۷ به‌عنوان عضو مکاتبه‌ای آکادمی انتخاب شد و در نشریه آن مقالاتی از جمله «مطالعات فارسی» درباره واژه‌های یونانی در فارسی نو، ویرایشی از رمان اسکندر، و تاریخ سریانی پادشاهان ساسانی آخر (۵۹۰–۶۴۲ میلادی) که حدود ۶۸۰ میلادی نوشته شده (امروزه به‌عنوان تاریخ خوزستان شناخته می‌شود)، منتشر کرد.
این وضعیت، به‌طور انحصاری، نتایج منفی نداشت. «عقب‌ماندگی» اتریش منجر به جهت‌گیری‌های تحقیقاتی‌ای شد که الگوی جدید آن‌ها را نادیده گرفته بود و بعدها محبوب شدند، ازجمله زبان‌های نانوشته و مدرن، زبان‌های منقرض‌شده شناخته‌شده از طریق شواهد پراکنده، نام‌شناسی جغرافیایی، هنرهای تزئینی، علوم کاربردی و مطالعات معاصر.
ثانیاً، تا زمان اصلاحات دانشگاهی لئو گراف تون-هوهنشتاین در دهه ۱۸۵۰، تنها دانشکده‌های قرون وسطایی الهیات، پزشکی و حقوق در دانشگاه‌های اتریش وجود داشتند، جایی که تدریس مجاز بود اما تحقیق نه. مدرک دکتری (Ph.D) تا سال ۱۸۷۲ در وین معرفی نشد. برنامه درسی آکادمی شرقی (Orientalische Academie) پس از سال ۱۸۴۸ فنی‌تر و از تحقیقات جدا شد (و پس از ۱۸۹۸ که در آکادمی کنسولی k.u.k. Konsularakademie سازمان‌دهی مجدد شد، حتی بیشتر از این تغییر یافت). این آکادمی دیگر برای ارضای کنجکاوی دانشنامه‌ای اشراف و دیپلمات‌ها درباره شرق خدمت نمی‌کرد، بلکه بیشتر برای تأمین نیاز عملی به مأموران سیاسی مورد استفاده قرار می‌گرفت. در جاهای دیگر، کرسی‌هایی برای هندشناسی یا زبان‌شناسی تطبیقی ایجاد شد، از جمله در کولژ دو فرانس و بن (۱۸۱۸، دومی برای آگوست ویلهلم فون شلگل)، در برلین (۱۸۲۱، برای فرانتس بوپ) و در آکسفورد (۱۸۳۳). (برادر فون شلگل، فریدریش، که او نیز هندشناس و از بنیان‌گذاران دستور زبان تطبیقی بود—واژه‌ای که خود او معرفی کرد—در وین به‌عنوان منشی دربار فعالیت داشت. او تا دهه ۱۸۲۰ به تدریس ادامه داد اما به‌زودی از پیگیری پیشرفت‌های هندشناسی بازماند.) جوامع علمی متعددی تأسیس شدند، از جمله انجمن سلطنتی آسیایی بنگال (۱۷۸۰)، انجمن آسیایی (۱۸۲۲) و انجمن شرق‌شناسی آلمان در لایپزیگ (۱۸۴۵). با این حال، چنین تحولاتی هیچ واکنشی در اتریش برنینگیخت. یوهان گئورگ ونریش (۱۷۸۷-۱۸۴۷)، استاد الهیات پروتستان، تلاش کرد از راسموس راسک و بوپ تأثیر بگیرد، اما رساله او در سال ۱۸۲۷ صرفاً گردآوری آگاهانه‌ای از آثار منتشرشده تا آن زمان بود و به‌صورت اثری منفرد و نادیده باقی ماند. ونریش در سال ۱۸۲۵ دوره‌ای در سانسکریت برگزار کرد، اما هیچ دانشجویی جذب آن نشد.
ثالثاً، بین سال‌های ۱۸۵۰ و ۱۸۸۵ پارادایم جدیدی در تمام علوم تاریخی (به‌جز مطالعات کلاسیک) پدید آمد که انقلاب نئوقواعدگرایان در زبان‌شناسی تنها یکی از برجسته‌ترین مظاهر آن بود. این پارادایم را می‌توان به‌عنوان درخواست برای یک روش‌شناسی علمی در علوم انسانی، برخلاف رویکرد باستان‌گرایانه قبلی، خلاصه کرد و این امر خواستار جدایی مطالعات ادبی از پژوهش‌های علمی بود (برخلاف نظر فریدریش روکرْت). برای توصیف این روند، شاید اصطلاح «ایده‌آلیسم تحلیلی» مناسب‌ترین تعبیر باشد. بدین معنا که هر داده‌ای باید به‌روشنی تاریخ‌گذاری و مکان‌یابی شده و فقط به زمان و مکان خود گواهی دهد. این روش به تعریف مراحل متمایز و به‌ظاهر همگن منجر شد که می‌توان آن‌ها را به‌صورت عقلانی توصیف و بر اساس اصول منطقی انتزاعی به مراحل پیشین و پسین مرتبط کرد. در نتیجه، طبقه‌بندی‌های غیردوره‌ای و جغرافیایی (مانند روش الکساندر فون هومبولت) کنار گذاشته شد و هر حوزه علمی بر اساس معیارهای زبانی یا زمانی تفکیک گردید. به همین ترتیب، زبان‌های ایرانی باستان و میانه (و گاهی اوقات حتی زبان‌های نوایرانی شرقی) عمدتاً در حوزه هندواروپایی‌شناسی قرار گرفتند، زیرا زبان‌های ایرانی باستان یکی از شاخه‌های هندواروپایی به‌شمار می‌رفتند، درحالی‌که فارسی به‌همراه زبان‌های سامی و ترکی تحت مطالعات شرق‌شناسی طبقه‌بندی شد.
طلوع این جنبش در مطالعات ایرانی را می‌توان در نقد تئودور بنفی بر «وندیداد» هرمان بروکهاوس و «اوستا»ی فریدریش اشپیگل (منتشرشده در Göttingische Gelehrte Anzeigen در سال‌های ۱۸۵۰، ۱۸۵۲ و ۱۸۵۳) یافت، که در آن بنفی همراه با رودولف فون روث و مارتین هاوگ چیزی را بنیان گذاشت که می‌توان آن را «مکتب وداگرایی» نامید. این جنبش خود را در افزایش بدبینی نسبت به سنت‌های محلی، تلاش برای تمایزگذاری (و در برخی موارد، بیش‌ازحد تمایزگذاری) میان لایه‌های مختلف یک بنا یا متن، و ترجیح دادن آثار کهن‌تر نسبت به آثار جوان‌تر نشان داد، حتی زمانی که آثار جدیدتر بهتر حفظ شده بودند یا جذابیت بیشتری داشتند. همه این‌ها به رقابتی برای کشف و ایمن‌سازی کهن‌ترین گواهی‌های موجود منجر شد.
این پارادایم جدید که منشأ آن در آلمان بود، به‌کندی وارد دوگانگی سلطنتی، به‌ویژه دانشگاه وین، شد. چهار نمونه ارزش اشاره دارند: (۱) با وجود حمایت هامر-پورگشتال و الکساندر فون هومبولت، انتصاب تئودور بنفی به کرسی زبان‌شناسی تطبیقی در سال ۱۸۴۹ توسط وزارت فرهنگ رد شد، درحالی‌که آنتون بولر (۱۸۱۱-۱۸۶۹)، که ماندگارترین سهم او ارتباط زبان ژاپنی با مغولی و ترکی بود، در نهایت در ژوئن ۱۸۵۰ به‌عنوان استاد مدعو و در سال ۱۸۵۵ به‌عنوان استاد رسمی منصوب شد. (۲) اتریش-مجارستان، هلند، بلژیک، ایتالیا و اسپانیا از معدود کشورهای غربی بودند که هیچ هیئتی را به آسیای مرکزی و حوضه تورفان اعزام نکردند، به‌جز یک هیئت زمین‌شناسی تحت سرپرستی دکتر آ. رِگِل؛ مارک اورل اشتاین، متولد بوداپست، به نمایندگی از دولت بریتانیا در هند سفر کرد. (۳) هیچ مؤسسه باستان‌شناسی‌ای تأسیس نشد و کاوش‌هایی در سوریه، بین‌النهرین یا ایران انجام نگرفت. (۴) در پایان دوران سلطنت، موزه تاریخ هنر تنها ۴۰۰۰ سکه در اختیار داشت. در مقایسه، جمهوری اتریش از سال ۱۹۱۸ تاکنون، با وجود کمبود منابع، دو برابر این مقدار را خریداری کرده است، ازجمله مجموعه ادوارد فون زامباور در سال ۱۹۲۸.
تا سال ۱۹۰۰، اکثر اساتید وین که در مورد موضوعات ایرانی تدریس یا منتشر می‌کردند، بیشتر دانشمندانی جامع‌الاطراف باقی ماندند تا مورخان یا زبان‌شناسان تطبیقی به معنای جدید آن. بدریخ هروزنی از نیافتن معلمی شایسته در وین شکایت داشت و تئودور نولدکه اقامت خود در وین (۱۸۵۴-۱۸۵۷) را بی‌ثمر دانست. نولدکه با این وجود در سال ۱۸۸۷ به عنوان عضو وابسته آکادمی انتخاب شد و در نشریه Sitzungsberichte آن نشریه آثاری منتشر کرد، از جمله Persische Studien درباره وام‌واژه‌های یونانی در فارسی نو، ویرایشی از داستان اسکندر و تاریخ سریانی از آخرین شاهان ساسانی (۵۹۰-۶۴۲ میلادی) که حدوداً در سال ۶۸۰ میلادی نوشته شده بود (که اکنون به عنوان وقایع‌نامه خوزستان شناخته می‌شود؛ باومشتارک، صفحه ۲۰۷ و یادداشت ۱۱). جانشین بولر، زبان‌شناس جهانی، فریدریش مولر (۱۸۳۴-۱۸۹۷) بود که روش نوگرامری را کاملاً رد کرد. بنابراین، مشارکت‌های اولیه‌ی او مفیدتر از آثار بعدی‌اش است که در آن‌ها نظریه‌های قدیمی اغلب پابرجا بودند. نمونه‌های خوب آن عبارتند از مقاله او با عنوان «درباره جایگاه زبان ارمنی در حلقه زبان‌های هندواروپایی» (Sitzungsberichte der Kaiserlichen Akademie der Wissenschaften, Phil.-hist. Classe [SKAW] 84، ۱۸۷۷) که جدایی زبان ارمنی از زبان‌های ایرانی توسط ه. هوبشمان را نقد می‌کند، و مقاله «عناصر سامی زبان پهلوی» (۱۸۹۷) که علیه تفسیر اشپیگل و نولدکه از کلمات سامی در متون پهلوی به عنوان ایدئوگرام و علیه نوگرامری‌ها بود. یکی دیگر از علمای جامع‌الاطراف (که اکنون به فراموشی سپرده شده) پروفسور تاریخ، ماکسیمیلیان بودینگر (۱۸۲۸-۱۹۰۲) بود که مطالعاتی را درباره مادها و کوروش و همچنین لافایت و کلمب منتشر کرد.
این وضعیت نتایج صرفاً منفی نداشت. «عقب‌ماندگی» اتریش خود را در مسیرهای تحقیقاتی نشان داد که الگوی جدید آن را نادیده گرفت و تنها بعدها مد روز شدند - زبان‌های نانوشته و مدرن، Trümmersprachen (زبان‌های منقرض‌شده‌ای که فقط از طریق شواهدfragmentary یا ثانویه شناخته می‌شوند)، نام‌شناسی، هنرهای تزئینی، علوم کاربردی و مطالعات معاصر. پنج مسیر اصلی تحقیق را می‌توان یادداشت کرد.
(۱) علوم سیاسی. اوتوکار فرایهر شلختا فون وسهرد (۱۸۲۵-۱۸۹۴)، مترجم و دیپلمات، علاوه بر تولید ترجمه‌هایی به سبک هامر پورگشتال، مسائل حقوقی و سیاسی کشورهای شرقی را بررسی کرد و فرهنگ‌های اصطلاحات را منتشر کرد.
(۲) جغرافیا. ویلهلم توماشک (۱۸۴۱-۱۹۰۱)، استاد جغرافیا در گراتس و بعدها در وین، در نام‌شناسی و قوم‌نگاری تاریخی آسیای مرکزی و سیبری جنوبی، که هرگز از آن بازدید نکرد، راهگشا بود. کتاب Centralasiatische Studien او شامل یک بررسی نام‌شناختی از سغد است که با وجود روش خام آن، هنوز ارزش خود را حفظ کرده‌است، و یک واژه‌نامه قیاسی مشابه مفید از زبان‌های پامیر. بیشتر شهودهای او در مورد مسیر اسکندر در شرق ایران دقیق‌تر از پیشنهادات پیچیده‌تر زبانی بوده‌است. و، هر چقدر هم که مطالعاتش درباره سکاها ناقص باشد، با این وجود، برای حدود پنجاه سال انگیزه تحقیقات بیشتر را فراهم کرد.
(۳) هنر و فناوری. از تمایل تجاری به کالاهای ایرانی (به ویژه فرش) ایجاد موزه شرقی در سال ۱۸۷۵ (پس از سال ۱۸۹۶ به Kaiserlich-königliches Handelsmuseum تغییر نام داد)، Hochschule für Welthandel–Lehranstalt für orientalische Sprachen (جایی که، برای مثال، یرژی کوریلوویچ در سال‌های ۱۹۱۲-۱۹۱۴ و ۱۹۱۹-۱۹۲۰ تحصیل کرد) و Österreichische Orient-und Überseegesellschaft (۱۸۷۵-۱۹۱۸) به وجود آمد. در نشریه Überseegesellschaft با عنوان Österreichische Monatsschrift für den Orient، یوزف ریتر فون کاراباک، م. هابرلانت و موریتز درگر مقالاتی درباره هنر ایرانی منتشر کردند و آلویس ریگل (۱۸۵۸-۱۹۰۵) اولین کتاب خود را در آنجا منتشر کرد. علاقه ریگل به هنرهای حتی جزئی، و به معماری کاربردی تا جایی که روح یک تمدن را آشکار می‌کنند، توسط یوزف شتژیگوفسکی (۱۸۶۲-۱۹۴۱) به اشتراک گذاشته شد، که سعی داشت تأثیر ساسانی (از طریق ارمنستان) و آسیای مرکزی را در تولد هنر رومانسک تثبیت کند. مطالعات جی. فون ویزنر (۱۸۳۸-۱۹۱۶) در مورد منسوجات ایرانی و کاغذ آسیای مرکزی تا دهه ۱۹۶۰ بی‌نظیر باقی ماند. امانوئل گراف لودولف (۱۸۲۳-۱۸۹۸) مجموعه‌ای از هنر شرقی را گردآوری کرد که اکنون در موزه فرانسیسکو-کارولینوم در لینز نگهداری می‌شود.
(۴) تاریخ طبیعی. علاوه بر دانشگاه‌ها، مأموریت‌های مختلف آموزشی، دیپلماتیک و نظامی به ایران موجب انجام تحقیقات میدانی شد. تئودور کوتشی (۱۸۱۳-۱۸۶۶) از سفر خود (۱۸۳۵–۱۸۴۳، بخشی همراه با جی. روسِگِر) ۳۰۰,۰۰۰ نمونه گیاهی آورد، از جمله انواع زیادی که اکنون در موزه تاریخ طبیعی نگهداری می‌شوند. نقش افراد اتریشی در تأسیس دارالفنون (به‌طور خاص) در سال ۱۸۵۲ یا در توسعه تهران در سال‌های ۱۸۶۹–۱۸۷۴ از حیطه این بررسی خارج است، اما گزارش‌های آن‌ها شایسته ذکر است: آگوست کریژ (که اغلب به‌صورت کریژ نوشته می‌شود؛ ۱۸۱۴-۱۸۸۶) نخستین نقشه‌های تهران و رشته‌کوه‌های البرز را رسم کرد و بعدها به مطالعه آسترولاب بومی پرداخت. یاکوب ادوارد پولاک (۱۸۱۸-۱۸۹۱) که پزشکی نوین را در ایران معرفی کرد، رسوبات فسیلی را در آذربایجان کشف کرد و در سال ۱۸۸۲ یک مأموریت علمی از البرز را رهبری کرد. او همچنین یک سفرنامه نوشت که شامل توصیف‌های برجسته‌ای از زندگی و آداب و رسوم ایرانیان است. در بررسی‌های گیاهی بعدی، جی. ای. ناپ، اتو اشتاف و اف. نابلک (۱۹۰۹-۱۹۱۰) شرکت داشتند، بررسی‌های زمین‌شناسی توسط ای. تیتزه، اچ. پُهلیگ، آ. رودلر و کارل لودولف گریسباخ انجام شد. بررسی‌های جانورشناسی توسط ایختیولوژیست وی. پیه‌تسمن انجام گرفت. در زمانی که شهرگرایی به‌عنوان یک رشته علمی شناخته نمی‌شد، ارنست دیِز، درست پیش از جنگ جهانی اول، یک بررسی از استان خراسان تکمیل کرد که تا آن زمان مستندات کمی داشت؛ او سپس کار خود را به عنوان هنر ایرانی (وین، ۱۹۴۴) منتشر کرد.
(۵) مطالعات فرهنگی. مراقبت شبانی یا تبلیغ مسیحیت در ایران مدرن، با مسائل اجتماعی و همچنین فرهنگی آن، در دستور کار Missionshaus St. Gabriel در مودلینگ باقی مانده‌است. این مؤسسه که در سال ۱۸۸۹ تأسیس شد، دارای کتابخانه غنی است. این مؤسسه قبلاً مجله انسان‌شناسی Anthropos را منتشر می‌کرد که در سال ۱۹۳۸ به پوزیئو، سوئیس منتقل شد.
با این وجود، وزرای آموزش و شورای اساتید دانشگاه خود را متعهد به پر کردن شکاف بین اتریش-مجارستان و آلمان احساس کردند و مؤسسات خودمختاری را برای هر رشته وقف کردند. در دانشگاه وین، مؤسسه شرقی در سال ۱۸۸۶ تأسیس شد؛ و یک سال بعد انتشار مجله Wiener Zeitschrift für die Kunde des Morgenlandes (WZKM) را آغاز کرد. مؤسسه زبان‌شناسی در سال ۱۹۲۳ تأسیس شد. علاوه بر این اقدامات، اساتید آلمانی استخدام شدند. بدین ترتیب ادوارد زاخائو (۱۸۴۵-۱۹۳۰) در سال ۱۸۶۹ جانشین گلدنتال در کرسی زبان‌های شرقی شد. اگرچه او در سال ۱۸۷۶ به برلین رفت، تحقیقات وینی او نشان داد که با استفاده از منابع فرهنگ‌های همسایه چقدر می‌توان بر ایران نور تاباند. او در «Neue Beiträge zur Kenntnis der zoroastrischen Literatur» قطعاتی از اوستا را به خط عربی منتشر کرد. تخصص او در منابع عربی، ثمره خود را در کتاب Chronologie orientalischer Völker von Albîrûnî (لایپزیگ، ۱۸۷۶؛ ترجمه انگلیسی: The Chronology of Ancient Nations، لندن، ۱۸۷۹) که هنوز هم معتبر است و در مقاله «Zur Geschichte und Chronologie von Khwarizm» نشان داد؛ و او ویرایش علمی متون حقوقی سریانی مسیحی را در Syrische Rechtsbücher (برلین، ۱۹۰۷-۱۹۱۴) بر عهده گرفت، که برای قوانینی که در امپراتوری ساسانی تدوین شده‌اند، بی‌نظیر باقی مانده‌است. فریدریش مولر در زبان‌شناسی تطبیقی توسط برلینی پل کرتشمر (استاد، ۱۸۹۸-۱۹۳۸) جانشین شد. استاد حقوق روم، پل کوشاکر (۱۸۷۹-۱۹۵۱)، تحت تأثیر هوگو وینکلر و نیکلاس رودوکاناکیس، در طول اقامت خود در گراتس (۱۹۰۵-۱۹۰۸)، اینسبروک (۱۹۰۸-۱۹۰۹) و پراگ (۱۹۰۹-۱۹۱۴) به حقوق بین‌النهرین و ایلامی روی آورد. آلویس موسیل (۱۸۶۸-۱۹۴۴، پسر عموی نویسنده رابرت موسیل) استاد علوم وابسته به کتاب مقدس و عربی در دانشکده الهیات کاتولیک، ۱۹۰۹-۱۹۱۸، و پس از جنگ جهانی اول، استاد در پراگ بود. او عمدتاً به خاطر حفاری‌های اموی خود شناخته می‌شود، اما ایران قرون وسطی و مدرن را نیز مطالعه کرد.
در سایر دانشگاه‌های امپراتوری اتریش، مدل آلمانی عموماً زودتر و راحت‌تر معرفی شد. در گراتس، اولین استاد زبان‌شناسی تطبیقی (۱۸۷۱-۱۸۷۷) یوهانس اشمیت، سردبیر مشترک مجله پیشرو Zeitschrift für vergleichende Sprachforschung بود. جانشینان او گوستاو مایر (۱۸۷۷-۱۸۹۷) و گوستاو مرینگر (۱۸۹۸-۱۹۳۰) علاقه خاصی به ایران‌شناسی نداشتند، اما در سال ۱۹۰۲ کرسی استادی برای «فیلولوژی شرقی، بخش آریایی» برای یوهان کیرسته (استادیار ۱۸۹۵-۱۹۲۰)، دیرینه‌نگار پهلوی که به برخی از اظهارات بدشانس استادش فریدریش مولر پایبند بود، مانند ارزش صوتی /r/ برای حرف باختری گرفته شده از حرف یونانی آسپیره رو (که در واقع باختری /š/ است) یا تفسیر ایدئوگرام‌های سامی در پهلوی به عنوان وام‌واژه، ایجاد شد.
در پراگ، هندواروپایی‌شناس گئورگ کورتیوس به زودی در سال ۱۸۴۵ دعوت شد، و در سال ۱۸۵۰ اوگوست اشلایشر به همان اندازه مشهور، که، با این حال، خود را در «سیستم باخ» نئو-مطلقه و فضای کاتولیک متدین ناراحت احساس می‌کرد، به دنبال او آمد. پس از او آلفرد لودویگ (۱۸۳۲-۱۹۱۲؛ دانشیار ۱۸۶۰، استاد ۱۸۷۱-۱۸۹۹) آمد، که برای ترجمه ریگ ودا شهرت به دست آورد، اما اوستا، حماسه‌های بلوچی (Balōčī) و پشتو را نیز مطالعه کرد. در سال‌های ۱۸۷۷ و ۱۸۷۹ اولین Privatdozents (اساتید بدون حقوق) - به ترتیب، ماکس گرونرت (۱۸۴۹-۱۹۲۹، که برای او کرسی استادی در سال ۱۸۸۶ ایجاد شد) و یارومیر برتیسلاو کوشوت (متولد ۱۸۵۴، درگذشته ۱۸۸۰) منصوب شدند. گرونرت خود را «معلم مدرسه» تعریف کرد و یک کتاب موفق Neu-Persische Chrestomathie (پراگ، ۱۸۸۱) نوشت. Nachlaß منتشر شده کوشوت شامل یک تفسیر و مطالعه‌ای از حافظ بود. پس از تقسیم دانشگاه فردیناند-چارلز به یک دانشگاه آلمانی و یک دانشگاه چک در سال ۱۸۸۲، گرونرت در دانشگاه اولی ماند. و رودولف دووراک (۱۸۶۰-۱۹۲۰) در سال ۱۸۸۴ به عنوان استادیار در دانشگاه دومی منصوب شد (در سال ۱۸۹۶، استاد). دووراک در درجه اول یک عرب‌شناس بود، اما او مطالعه‌ای از وام‌واژه‌های فارسی در قرآن (1889) و ترجمه‌های زیبایی از شعر فارسی به زبان چکی منتشر کرد. شاگردان او یارومیر بورکی، ییندریک اندلیخر و یان ریپکا بودند که به همین ترتیب خود را وقف تاریخ ادبیات فارسی نو کردند.
در کراکوف، مرگ زودهنگام یان هانوش (۱۸۵۸-۱۸۸۷) ایجاد کرسی مطالعات تطبیقی و سانسکریت را تا سال ۱۸۹۴ به تأخیر انداخت، زمانی که توسط یان بودوین دو کورتنی (۱۸۴۵-۱۹۲۹) پذیرفته شد. این زبان‌شناس بزرگ در مورد زبان‌های ایرانی منتشر نکرد و در سال ۱۹۰۰ به نفع دعوت به سنت پترزبورگ استعفا داد. جانشین او یوهانس فون (یان) روزوادوفسکی (۱۸۶۷-۱۹۳۵) بود، که تحقیقاتش در مورد زبان‌های ایرانی از سال ۱۹۱۴ به بعد در مجله‌ای که او یکی از بنیانگذاران آن بود، Rocznik Orjentalistyczny ظاهر شد. در همان زمان اولین شرق‌شناس کراکوفی، تادئوش کوالسکی (۱۸۸۹-۱۹۴۸) نیز مشغول به کار بود. ایران‌شناس هانس رایشلت (۱۸۷۷-۱۹۳۹)، نویسنده Awestisches Elementarbuch، از سال ۱۹۱۱ تا ۱۹۱۹ کرسی زبان‌شناسی تطبیقی را در دانشگاه چرنوویتس (که در سال ۱۸۷۵ وقف شده بود) بر عهده داشت.
در مجارستان، مطالعات شرقی از دیدگاه متفاوتی توسعه یافت. از زمان مورخان بیزانسی، ریشه‌های مجارها به هون‌ها و ترک‌ها نسبت داده می‌شد. این دیدگاه، که بیشتر مبتنی بر تاریخ بود تا زبان‌شناسی، توسط جوزف دگوئین (Histoire des Huns, et des peuples qui en sont sortis، پاریس، ۱۷۵۱؛ Histoire générale des Huns ... jusqu'à present، پاریس، ۱۷۵۶-۵۸) و توسط اولین پریاتدوزنت زبان‌های شرقی در دانشگاه بوداپست، یوهان رپیچکی (متولد ۱۸۱۷-۱۸۵۵) پذیرفته شد. این دیدگاه تا زمان جی. بودنز در مجارستان رایج بود. بنابراین، ترک‌شناسی و مطالعات آسیای مرکزی، نه مطالعات هندواروپایی، از جستجوی رمانتیک و پرشور برای آثار باستانی ملی بهره بردند، در حالی که ایران‌شناسی تا سال ۱۹۴۶، زمانی که برای زیگیسموند تلگدی ایجاد شد، شایسته یک کرسی استادی جداگانه دانسته نشد. جستجوی سرزمین پدری، الکساندر چوما د کوروش را در سال‌های ۱۸۲۳-۱۸۳۰ به هیمالیا کشاند. همان انگیزه آرمین وامبری (هرمان وامبرگر ۱۸۳۱-۱۹۱۳) را، که به عنوان یک درویش مبدل شده بود، به بخارا و سمرقند (۱۸۶۳-۱۸۶۴) برد، اولین محقق اروپایی پس از جاسوس روسی الکساندر دMaisons که از این شهرها بازدید کرد. او نسخه‌های خطی فارسی نو و ترکی را که توسط دانیل سیلاگی، یکی از تبعیدیان اچ. ال. کوسوت، جمع‌آوری شده بود، با خود آورد. در سال ۱۸۶۵، وامبری موقعیتی به عنوان معلم در دانشگاه به دست آورد و از سال ۱۸۷۰ تا ۱۹۰۵ استاد بود. توصیفات جغرافیایی محبوب او بیشترین موفقیت را به دست آورد، اما کتاب او Geschichte Bocharas oder Transoxaniens (اشتوتگارت، ۱۸۷۲) قابل اعتماد نیست. او از خانواده‌ای بسیار فقیر آمده بود و تا آخر عمر خودآموخته‌ای باقی ماند که بیشتر در کشف شرق و القای همدلانه آن استعداد داشت تا در مطالعه علمی آن. جی. نمت، که مشارکت‌هایش در مطالعات ایرانی پس از جنگ انجام شد، کرسی خالی او را تنها در سال ۱۹۱۵ پر کرد.
در نهایت، اتریش-مجارستان سهم خود را در انتشار منابع اولیه ایرانی باستان و میانه داشت. ویرایش کارل دبلیو. گلدنر از اوستا (Avesta. Die heiligen Bücher der Parsen، ۳ جلد، اشتوتگارت، ۱۸۸۶-۹۵) به سفارش Kaiserliche Akademie der Wissenschaften zu Wien پس از توصیه زاخائو و فر. مولر انجام شد. یوزف فون کارابک به کشف تصادفی پاپیروس‌ها در تپه‌های زباله در نزدیکی آرسینوئه در فایوم در سال‌های ۱۸۷۷-۷۸ به شدت آگاه شد. فرش فروش تئودور گراف خرید بخش قابل توجهی از آنها را توسط آرشیدوک راینر تسهیل کرد، که آنها را در سال ۱۸۹۹ به امپراتور فرانتس یوزف (حکومت ۱۸۴۸-۱۹۱۶) هدیه داد، و بنابراین آنها وارد Hofbibliothek شدند. این پاپیروس‌ها مربوط به قرن‌های هفتم و هشتم هستند و مجموعه غنی از متون اولیه عربی را تشکیل می‌دهند. این بایگانی همچنین حاوی برخی از پاپیروس‌ها به زبان فارسی میانه، مربوط به اشغال ساسانیان (۶۱۹-۲۹) است. از این گروه، ۵۸۰ (نه ۴۶۳، همانطور که هانسن، ۱۹۳۸، صفحه ۱۰، به اشتباه آورده‌است) در وین نگهداری می‌شد؛ ۶۶ توسط کنسول پروس تراورس خریداری شد و در برلین نگهداری می‌شود؛ ۱۷ به سن پترزبورگ، ۶ به استراسبورگ (استراسبورگ امروزی)، ۱ به گوتینگن، ۷ به آکسفورد و ۲۰ به فیلادلفیا رفت. متأسفانه، در سال ۱۹۳۷ مجموعه وین برای مرمت به اچ. ایبشر در برلین سپرده شد، جایی که (به ناحق) سرنوشت املاک پروس را در سال ۱۹۴۵ به اشتراک گذاشت و به عنوان غنیمت جنگی به سن پترزبورگ (لنینگراد آن زمان) منتقل شد، جایی که هنوز منتظر انتشار است. همه تلاش‌ها برای مذاکره در مورد بازگشت پاپیروس‌ها تاکنون بی‌نتیجه بوده‌است. فقط ۳۰ قطعه، که در سال ۱۹۶۳ در برلین دوباره ظاهر شدند، در سال ۱۹۸۱ به وین بازگردانده شدند. بنابراین Papyrussammlung اکنون دارای ۲۱ پاپیروس، ۸ پوست (از جمله ۳ زبانه) و ۱ سند چرمی است.
افراد درخشان اما توسعه مختل (۱۹۱۹-۱۹۶۵). دوره پس از جنگ جهانی اول شاهد مشکلات جدی بود، و فروپاشی امپراتوری اتریش-مجارستان، شبکه دانشگاهی را پراکنده کرد. جمهوری اتریش تنها سه دانشگاه—وین، گراتس، و اینسبروک—را به ارث برد. با این وجود، سه ایران‌شناس برجسته بین دو جنگ جهانی فعال بودند: برنهارد گایگر، هانس رایشلت، و پل تدسکو. در دانشگاه وین، گایگر در سال ۱۹۲۰ به عنوان جانشین لئوپولد فون شرودر منصوب شد. خروجی علمی او بی‌عیب و نقص اما اندک بود. ایران‌شناسی در وین رونق نداشت؛ از ۱۸۵ مدرک دکترا که در مؤسسه شرقی از سال ۱۸۷۳ تا ۱۹۳۸ اعطا شد، تنها ۲۰ مدرک ایران‌شناسی یا «آریش» (یعنی هند و ایرانی) را به عنوان موضوع اصلی یا فرعی داشتند، در حالی که ۳۹ مدرک در «مصرشناسی» یا «آفریقاشناسی» و ۱۱۰ مدرک در زبان‌شناسی سامی (به استثنای مطالعات میخی) وجود داشت. این تقصیر گایگر نبود؛ بین سال‌های ۱۹۲۳ و ۱۹۳۹، او یازده رساله دکترا را بررسی کرد، تقریباً با ۱۲ رساله‌ای که توسط مصرشناس دبلیو. چرماک هدایت می‌شد، مطابقت داشت. با این حال، او هیچ سنتی را به ارث نبرد، در انزوا کار می‌کرد، و از پاپیروس‌های راینر بهره نبرد. فقط یکی از شاگردانش حرفه دانشگاهی را دنبال کرد (دیگری، قوم‌شناس رابرت بلایخشتاینر [۱۸۹۱-۱۹۵۴]، که دکترای خود را در سال ۱۹۲۰ با پایان‌نامه‌ای درباره شاهنامه فردوسی به سرپرستی شرودر گرفت). او پل تدسکو بود، که در سال‌های حضورش در وین، آثار کلاسیکی را در مطالعات ایرانی میانه منتشر کرد. در سال ۱۹۲۱، او ثابت کرد که دو روش املایی مورد استفاده در متون مانوی ایرانی در واقع نشان دهنده تغییرات گویشی بین فارسی میانه و ایرانی شمال غربی (یعنی پارتی) است؛ او همچنین پایانه‌های فعلی زبان‌های ایرانی میانه و نو را بازسازی کرد، و تغییر -a- و -aya- stems را شناسایی کرد؛ و ارزیابی او در سال ۱۹۲۶ از پایانه‌های اسمی در سغدی و ختنی، با وجود اینکه بر اساس شواهد اندک موجود در آن زمان بود، هنوز معتبر است. این مطالعه هنوز هم در نوع خود بی‌نظیر است که بر داده‌های زبان‌شناختی جامع و مرتب شده بنا شده است، که او را قادر ساخت تا «قانون ریتمیک» سغدی را که کل مورفولوژی آن زبان را اداره می‌کند، تعریف کند. با این حال، او هیچ موقعیتی به دست نیاورد و مجبور بود برای امرار معاش خود به عنوان معلم دبیرستان کار کند. در سال ۱۹۳۸، پس از «آنشلوس» اتریش به آلمان هیتلری، هم گایگر و هم تدسکو به دلیل یهودی بودن اخراج شدند و به مؤسسه آسیایی دانشگاه کلمبیا در نیویورک و بعداً به ییل رفتند (اتو جی. ماخن-هلفن [۱۸۹۴-۱۹۶۹]، متخصص مطالعات آسیای مرکزی، همان تبعید را متحمل شد). گایگر توسط هندشناس (و ناسیونال سوسیالیست) اریش فراوالنر جایگزین شد. بار دیگر ایران‌شناسی، مطابق با سنت آلمانی، بین محققان مطالعات شرقی و محققان زبان‌شناسی تطبیقی تقسیم شد. بدین ترتیب، هربرت دبلیو. دودا (۱۹۰۰-۱۹۷۵)، استاد مطالعات ترکی و اسلامی از سال ۱۹۴۳ تا ۱۹۷۱، یک متن فارسی نو درباره تاریخ سلجوقی منتشر کرد (Die Seldjukengeschichte des Ibn Bibī، کپنهاگ، ۱۹۵۷). پس از بازنشستگی او و استادی کوتاه مدت برتولد شپولر (۱۹۷۱-۱۹۷۳)، این کرسی به ترک‌شناس آ. تیتزه منتقل شد، و فارسی به عنوان یک رشته اصلی از برنامه درسی شرقی حذف شد. هنگامی که در سال ۱۹۶۴ آکادمی کنسولی k.u.k سابق، به آکادمی دیپلماتیک تبدیل شد، دوره دو قرنی فارسی نو نیز به همین ترتیب متوقف شد.
از سال ۱۹۲۱ تا ۱۹۳۰، گئورگ هوسینگ (۱۸۶۹-۱۹۳۰)، شاگرد اشپیگل و آندریاس، کرسی استادی تاریخ شرق باستان و ایران را بر عهده داشت (او از سال ۱۹۱۲ Privatdozent بود). مشارکت‌های او در (پیش)تاریخ مزدیسنا، مانند بسیاری دیگر در آن دوره، توسط نظریه آندریاس خدشه‌دار شده بود؛ آنها حتی برای معاصران خود در رد صریح بارتولومه جسورانه به نظر می‌رسیدند. هوسینگ در تفسیر ایلامی میانه موفق‌تر بود (اگرچه تا حدودی توسط اعتقاد خود به اینکه ایلامی یک زبان قفقازی بود گمراه شده بود) و در ویرایش همه متون ایلامی موجود برای او. شاگرد او فرانتس ویلهلم کونیگ (۱۸۹۷-۱۹۷۲) به طور گسترده در مورد تاریخ هخامنشی نوشت و در یک دوره چهل ساله، دو نسخه از مجموعه ایلامی میانه را تألیف کرد (نسخه دوم هنوز معتبر است). او که به شدت در جنگ جهانی اول زخمی شده بود، فقط چند سال در دانشگاه تدریس کرد (به عنوان Privatdozent در تاریخ خاورمیانه باستان، ۱۹۳۱-۱۹۳۹، استاد، ۱۹۴۸-۱۹۵۱). او ترجمه خود از اوستا را به کتابخانه ملی اتریش اهدا کرد.
سنت ایران‌شناسی در گراتس به طرز تحسین‌برانگیزی توسط هانس رایشلت (۱۹۲۰-۲۶ به عنوان استاد هند و ایرانی، جانشین کیرسته، و ۱۹۳۰-۳۹ به عنوان استاد هندواروپایی و هند و ایرانی، جانشین مرینگر) تداوم یافت. از جمله آثار او، دو مطالعه برجسته هستند و هنوز هم بسیار مفیدند: Die soghdischen Handschriften des Britischen Museums (هایدلبرگ، ۱۹۲۸-۳۱) و «Iranisch» (در Grundriß der indogermanischen Sprach-und Altertumskunde, II. Die Erforschung der indogermanischen Sprachen IV/2، لایپزیگ، ۱۹۲۷، صفحات ۱-۸۴). رایشلت همچنین ساختار فعل بالقوه سغدی kar-/ßw- + قسمت مفعولی گذشته را با ویژگی زبان زنده یغنابی، که توسط اچ. سی. سالمان در سال ۱۹۱۳ کشف شده بود، با فارسی باستان ditam čaxriyā و با ختنی مرتبط کرد (مشابهت‌هایی در بلوچی نیز وجود دارد، اما نه در اوستا به گفته رایشلت). جانشین او ویلهلم براندنشتاین (۱۸۹۸-۱۹۶۷، استاد از سال ۱۹۴۱ تا ۱۹۶۷) بود؛ علاوه بر مطالعات ایلامی، در سال ۱۹۵۸ او و شاگرد سابقش مانفرد مایرهوفر یک کتاب راهنمای ارزشمند در مورد دستور زبان فارسی باستان منتشر کردند (نسخه تجدید نظر شده آلمانی، ۱۹۶۴). یکی دیگر از شاگردان برجسته رایشلت، مورخ دین آلویس کلوس (۱۸۹۳-۱۹۸۴) بود. محققان خصوصی در گراتس شامل فریدریش فون زوتشک-هاوشکا (۱۸۶۳-۱۹۴۴) بودند، که بین سال‌های ۱۹۲۸ و ۱۹۳۲ چهار مقاله منتشر کرد که در آنها سعی داشت این ایده را (که قبلاً در سال ۱۸۶۴ توسط گوستاو اوپر پیشنهاد شده بود و احتمالاً حاوی مقداری حقیقت بود) ثابت کند که ولفراﻡ ﻓﻮﻥ ﺍﺷﻨﺒﺎﺥ برای پارسیفال خود به منابع مانوی ایرانی متوسل شده است. با این حال، اغراق‌های فاحش و ریشه‌شناسی‌های مخاطره‌آمیز تلاش او را بی‌اعتبار کرد، به طوری که اثر بزرگ او Parsiwal ناشری پیدا نکرد و در کتابخانه دانشگاه در گراتس قرار گرفت (Slaje، ۱۹۸۹). یکی دیگر از این محققان اوتو ملزر ادلر فون تاپفرheim (۱۸۸۱-۱۹۶۱) بود، که، علاوه بر چند مقاله که ایده‌های کیرسته را اصلاح کردند و با واکنش سردی مواجه شدند، ترجمه‌های خود را (به عنوان مثال، سفرنامه ناصرخسرو، منتشر شده در سال ۱۹۹۳) به کتابخانه دانشگاه سپرد. او همچنین دو فرهنگ لغت منتشر نشده، یکی برای فارسی نو، دیگری برای فارسی میانه، باقی گذاشت، که، اگرچه غیرانتقادی هستند، احتمالاً کامل‌ترین فرهنگ لغت‌های موجود به یک زبان غربی هستند.
تحقیقات میدانی همچنین در دوره میان دو جنگ جهانی دوباره از سر گرفته شد، به‌ویژه توسط آلفونس گابریل (۱۹۲۷، ۱۹۳۳، ۱۹۳۷؛ او نمونه‌های متعددی از حیات وحش بیابانی جمع‌آوری کرد)، هانس استرسر، پزشک (۱۹۳۵، ۱۹۶۱، ۱۹۶۳-۶۶؛ او چندین ضبط از زبان‌های بلوچ، فارسی نو، و همچنین سانسکریت، بنگالی، سریانی و ترکی انجام داد که اکنون در آرشیو فونوگرام قرار دارند)، راینولد لوفلر (قوم‌شناسی)، ک.ه. رِچینگر (۱۹۳۷-۶۷، درگذشته ۱۹۹۸؛ او انتشار فلورای ایرانیکا را از سال ۱۹۶۳ آغاز کرد)، فرانز کازی (۱۹۶۲، پروانه‌شناسی)، ه. م. اشتاینر (دوزیست‌شناسی)، هلموت فیوگل و اوتمار فریدریش (زمین‌شناسی). یک سری طولانی از اکتشافات لیمولوژیکی از سال ۱۹۴۹ نیز به چاپ رسید (فردیناند استارمویلر، هاینتس لوفلر). زمین‌شناس آنتون روتنر با کمک همسرش ایران را نقشه‌برداری کرد و اتو تیه‌له و هرویک هولزر در مؤسسه بررسی‌های زمین‌شناسی در تهران کار کردند. جغرافی‌دانان برجسته‌ای مانند استادان وین گوستاو استراتیل-سائور (۱۸۹۴-۱۹۷۵؛ دارنده کرسی جغرافیای انسانی ۱۹۵۵-۶۲)، که در سال ۱۹۲۴ با موتور سیکلت به افغانستان سفر کرد، و هانس بوبک (۱۹۰۳-۱۹۹۰؛ استاد جغرافیای فیزیکی ۱۹۵۱-۷۱)، که شش اکتشاف به ایران بین ۱۹۳۴ و ۱۹۷۸ انجام داد، وجود داشته‌اند. به‌تازگی، هانس پوزدنا و مارتین زیگر مدت زمانی در تهران کار کرده‌اند.
تا اواخر دهه ۱۹۶۰، مطالعات ایرانی در اتریش دچار رکود شده و روند دگرگونی نهادی آن آغاز شد. توسعه عظیم سکه‌شناسی از یک ابتکار خصوصی ناشی شد، زیرا رابرت گوبل (۱۹۱۹-۱۹۹۷)، که در خانه حراج دوروتیوم بین ۱۹۵۳ و ۱۹۶۲ کار می‌کرد، سکه‌ها و مهرهای کوشانی و هپتالی را فهرست‌بندی کرد. حتی اگر اولین خوانش‌ها و کرونولوژی‌های مطلق او اکنون کمتر مورد استفاده قرار گیرند، او برای اولین بار این موضوع را به‌طور علمی و سیستماتیک مطرح کرد. فهرست سکه‌های کوشانی او معتبر است. انسان‌شناس کارل جتمار (متولد ۱۹۱۸) رساله دکتری خود را در وین در سال ۱۹۴۱ ارائه داد. او به‌عنوان عضو علمی در مأموریت کوه‌نوردی هیمالیا اتریش در سال ۱۹۵۸ در دانیور یکی از نخستین کتیبه‌ها را که در بالای رودخانه ایندوس یافت شد، کشف کرد، که برای زبان‌های پراکریت، سانسکریت و سغدی گنجینه‌ای ارزشمند به شمار می‌آید؛ او انتشار مواد کتیبه‌ای را از سال ۱۹۷۸ آغاز کرد (این پروژه کتیبه‌شناسی و تحقیقات میدانی او در مورد کافرها تحت حمایت دانشگاه و آکادمی هایدلبرگ انجام شد). یکی دیگر از ایران‌شناسان فعال خارج از دایره‌های علمی اتریش، کاردینال فرانز کونیگ (متولد ۱۹۰۵)، کشیش اعظم وین در سال‌های ۱۹۵۶-۸۵ است که آثار او (از رساله دکتری‌اش در دانشگاه گرگورین رم، آمِشا اسپنتاس در اوستا و فرشتگان در عهد قدیم تا باور به زندگی پس از مرگ زرتشت و عهد قدیم، ۱۹۶۴) بر تأثیر ایران بر یهودیت متمرکز است.
وضعیت مدرن (از سال ۱۹۶۵). از سال ۱۹۷۴، مؤسسات شرقی و هندی دانشگاه وین به مدرسان فارسی نو بسنده کرده‌اند؛ یک شروع عملی برای زبان و فرهنگ ایران نیز در آکادمی شرق هامر-پورگشتال (که در سال ۱۹۵۸ ایجاد شد) در دسترس است. برعکس، وین برای اولین بار به یک مرکز اصلی برای مطالعات ایرانی پیش از اسلام تبدیل شده است، که عمدتاً به دلیل تلاش‌های سازماندهی شده مانفرد مایرهوفر (متولد ۱۹۲۶) و رابرت گوبل است. مؤسسه زبان‌شناسی، که از سال ۱۹۴۹ مجله علمی Die Sprache را منتشر می‌کند، تحت استادی مایرهوفر (۱۹۶۶–۸۹)، یوخم شیندلر (متولد ۱۹۴۴–۹۴؛ استاد، ۱۹۸۷–۹۴) و هاینر ایخنر (از سال ۱۹۸۹) به عنوان یک مرکز پیشرو برای مطالعات هند و ایرانی باقی مانده است. فرهنگ‌های لغت ریشه‌شناسی مایرهوفر از زبان هندی برای ایرانی بسیار مهم است (شواهدی که همیشه بررسی می‌شوند)؛ مقالات شیندلر نشان داده است که چگونه استنتاج‌های گسترده‌ای در مورد بازسازی هندواروپایی می‌توان از nugae philologicae اوستایی استخراج کرد. از جمله شاگردان او، کلودویگ وربا در زبان‌شناسی هند و ایرانی (۱۹۹۷) شایسته شد، و آگنس کورن در سال ۲۰۰۳ رساله دکترای خود را به دانشگاه فرانکفورت ارائه کرد، با عنوان به سوی یک دستور زبان تاریخی بلوچی: مطالعات در واج‌شناسی تاریخی و واژگان بلوچی. کرسی‌های هندواروپایی در زالتسبورگ (او. پاناگل، تی. کریش)، اینسبروک (اچ. شمیجا، Privatdozent ۱۹۶۷، استادیار ۱۹۷۵–۹۴) و گراتس (که در سال ۲۰۰۳ غیرفعال شد؛ اچ. میتلبرگر، استاد ۱۹۷۱–۲۰۰۳؛ شاگردش مانفرد هوتر، استادیار ۱۹۹۱–۲۰۰۰)، نیز سخنرانی‌هایی در مورد ایرانی باستان و میانه ارائه می‌دهند. مانفرد هوتر (دکترای الهیات، دکترای فلسفه) در تحقیقاتی در مورد تماس بین بین‌النهرین، یهودیت، آرامی‌ها و ایران با توجه ویژه به مانوی‌گری شرکت داشت، اما در سال ۲۰۰۰ به بن رفت. استاد گراتس برای کلاسیک‌ها، فرانتس فردیناند شوارتز، نسخه‌ای از آرین را با تفسیرهای گسترده تهیه کرده است.
در سال ۱۹۶۵، یک مؤسسه سکه‌شناسی (که همچنین برای تاریخ پیش از اسلام آسیای مرکزی در نظر گرفته شده بود) در دانشگاه وین برای رابرت گوبل تأسیس شد. سایر دپارتمان‌ها به موضوع ایران پرداخته‌اند. کلماتی که از زبان‌های هندواروپایی و هند و ایرانی به زبان‌های اورالی وارد شده‌اند، توسط کارولی ردئی بررسی شده‌اند. پامیر توجه قوم‌شناسان را جلب کرده است: کارل گراز و راجر سنارکلن دِ گرانسی به واکهان (سه اکتشاف، ۱۹۶۲، ۱۹۷۰ و ۱۹۷۵) و ماکسیمیلیان کلیمبرگ به نورستان سفر کرده‌اند. این دانشمند اخیر همچنین به بررسی کرونولوژی نقاشی‌های بودایی در آسیای مرکزی پرداخته و همراه با آلفرد جاناتا و کارل ووت، مجموعه کوچک کافر را در موزه مردم‌شناسی وین تأسیس کرده است. اریکا بلیب‌تروی متخصص برجسته هنر هخامنشی است. گ. راسولی-پالچک (مؤسسه قوم‌شناسی) سیستم قبیله‌ای افغانستان را مورد مطالعه قرار داده است..
توسعه قابل توجه‌تر در آکادمی علوم اتریش رخ داده است. پروژه در حال انجام آن Tabula Imperii Byzantini بخش‌هایی از امپراتوری ساسانی را پوشش می‌دهد. آر. گوبل در سال ۱۹۷۰ کمیسیون سکه‌شناسی را تأسیس کرد (که اکنون توسط ام. آلرام اداره می‌شود)، با پروژه‌های Sylloge Nummorum Sasanidarum و سکه‌ها و تاریخ بخارا از اولین حملات اعراب تا انقلاب عباسی. بالاتر از همه، ام. مایرهوفر (دبیر بخش فلسفی-تاریخی، ۱۹۷۰–۸۲؛ دبیر کل آکادمی، ۱۹۷۰–۷۳) در سال ۱۹۶۹ کمیسیونی را برای تدوین یک فرهنگ لغت نام‌شناسی ایرانی (جایگزینی برای Iranisches Namenbuch اف. جوستی، ماربورگ، ۱۸۹۵) تأسیس کرد. تا سال ۲۰۰۲، این کمیسیون، تحت ریاست مایرهوفر و جانشینانش جی. شیندلر و اچ. ایخنر، به مؤسسه مطالعات ایرانی تبدیل شده بود که توسط برت جی. فراگنر اداره می‌شود. مؤسسه مطالعات ایرانی امروزه در اتریش بی‌نظیر است که منحصراً به مطالعات ایرانی اختصاص دارد و از دو مجموعه انتشارات، Iranisches Personennamenbuch و Veröffentlichungen der Kommission (اکنون Institut) für Iranistik، حمایت می‌کند. مجموعه دوم تا به امروز ۲۹ نشریه توسط رونالد ای. امریک و پرودز اکتور شروو، ولفگانگ فلیکس، یوست گیپرت، کارل جان، ام. مایرهوفر، رودیگر اشمیت، او. زمرنی، ایکس. ترمبلی، ال. زگوستا و دیگران، و همچنین ویرایش Aogəmadaēča اوستایی توسط کی. جاماسپ آسا منتشر کرده است.

### بریتانیا
علاقهٔ انگلیسی‌ها به زبان و ادبیات فارسی و تاریخ ایران به چند دلیل و عامل وابسته است. مهم‌ترین این دلیل‌ها، روابط انگلیس با هند بوده‌است. در هنگامی که بین ایران و انگلیس ارتباط برقرار شد، زبان رسمی دربار هندوستان فارسی بود و مأموران انگلیسی که به هند می‌رفتند، نیازی به فراگیری زبان فارسی احساس می‌کردند و برای رفع نیاز و آگاهی از زبان فارسی، ناچار به مراجعه به کتاب‌های فارسی بودند و همین امر آن‌ها را به مطالعه آثار فارسی ترغیب نمود. دیپلماتها در انگلستان مشمول قانون سختی کار بودند و سن بازنشستگی ۵۰ سال داشتند. بازنشستگی زودهنگام فرصت خوبی برای آنها فراهم می‌کرد تا به کارهایی همچون استادی دانشگاه، کارهای پژوهشی یا تجارت بپردازند.
مطالعهٔ کتاب فارسی موجب شد کششی نسبت به ایران و ملت ایران در آن‌ها ایجاد شود. حکومت هند نیز به چاپ کتاب‌های فارسی اقدام نمود و همین بر رونق کار افزود. بسایری از آثار مهم فارسی مانند شاهنامه، کلیات سعدی و برهان قاطع، در هندوستان به چاپ رسید و تا مدت‌ها هندوستان یکی از مراکز عمدهٔ چاپ این‌گونه کتاب‌ها بوده‌است.

### دانمارک
هر چند که دانمارک کشور نسبتاً کوچک و دور از ایران است؛ با این حال به دلیل تمدن و فرهنگ خود و علاقه‌مندی اندیشه‌وران آن که برخوردار از تمدن اسکاندیناوی اند، از دیرباز به ایران و فرهنگ و تاریخ آن علاقه نشان داده‌اند و در کپنهاگ، مراکزی به ایرانشناسی پرداخته‌اند. هم در دانشگاه این شهر و هم در موسسه‌ای با عنوان ایرانشناسی، افرادی مشتاق شناخت تاریخ و فرهنگ و ادب ایرانی بوده‌اند که از مشهورترین آن‌ها باید از آرتور کریستن سن، کای بار و راسموس راسک نام برد.
در دانمارک علاوه بر تاریخ و ادبیات کهن فارسی، به فولکلور و ادبیات عامیانه ایرانی نیز توجه کرده‌اند و حتی برخی پژوهشگران به زبان‌های محلی مثل کردی پرداخته‌اند. برخی ایران‌شناسان دانمارکی مانند کریستن سن بارها به ایران سفر کرده‌اند و عضو فرهنگستان ایران نیز بوده‌اند.

### فرانسه
تا حدودی به دلیل سنت طولانی مطالعات لغت‌شناسی در فرانسه که منجر به ظهور مجموعه‌ای از پژوهشگران برجسته بین‌المللی شد و تا حدودی به دلیل ارتباطات تاریخی و نهادی نزدیک از طریق دو هیئت باستان‌شناسی فرانسوی که در ایران و افغانستان تأسیس شدند، سهم فرانسه در مطالعات ایرانی پیش از اسلام، هم در مطالعات لغت‌شناسی و هم در باستان‌شناسی، قابل توجه بوده است. این مقاله توسعه این ارتباطات آکادمیک را از آغاز آن در قرن هجدهم تا به امروز با بررسی مختصر تاریخی دستاوردهای پژوهشگران منفرد در هر دو زمینه، که بسیاری از آنها مدخل‌های جداگانه‌ای از خود دارند که اطلاعات دقیق‌تری ارائه می‌دهند، دنبال می‌کند. علاوه بر این، یکی از ویژگی‌های اصلی دانش فرانسه در دو قرن گذشته، سهمی است که در مطالعات ایرانی، به ویژه در زمینه‌های لغت‌شناسی، تاریخی و مذهبی، توسط پژوهشگرانی با طیف وسیعی از علایق که مطالعات ایرانی تنها بخشی از آن را تشکیل می‌دهد، انجام شده است. یک رویکرد تاریخی به جای رویکرد موضوعی، ما را قادر می‌سازد تا سهم‌های فردی آنها را واضح‌تر مشخص کنیم.
آبراهام یاسنت آنکتیل دوپرون (۱۷۳۱-۱۸۰۵) عموماً به عنوان پیشگام مطالعات فارسی پیش از اسلام شناخته می‌شود که موفق به جمع‌آوری ۱۸۰ نسخه خطی، از جمله نسخه‌هایی از اوستا و نمونه‌هایی از اکثر زبان‌های هندی در طول اقامت خود در هند شد. او این نسخه‌ها را در کتابخانه پادشاه (کتابخانه ملی آینده) قرار داد و بدین ترتیب مواد اولیه‌ای را برای تحقیقات آینده فراهم کرد.
ترجمه اوستا که توسط آنکتیل دوپرون در سال ۱۷۶۰ تکمیل شد، به دلیل دانش ناکافی از زبان سانسکریت و لغت‌شناسی تطبیقی خدشه‌دار شد. این وظیفه به اوژن بورنوف (۱۸۰۱-۱۸۵۲)، بنیانگذار زبان‌شناسی ایرانی، سپرده شد تا اساس مطالعه علمی اوستا را بنا نهد. او تفسیر یاسنا (۲ جلد، پاریس، ۱۸۳۳-۱۸۳۵) را بر اساس چهار نسخه خطی از اوستا، ترجمه تفسیر پهلوی توسط آنکتیل دو پرون (زند-اوستا، پاریس، ۱۷۷۱) و نسخه ویرایش نشده سانسکریت نریوسنگ از همان تفسیر نوشت. او همچنین اولین کسی بود که از زبان ودایی برای مقایسه لغت‌شناسی استفاده کرد. او نشان داد که فارسی باستان ارتباط نزدیکی با اوستایی دارد و جایگاه ایرانی باستان را در دستور زبان تطبیقی مشخص کرد.
جیمز دارمستتر (۱۸۴۹-۱۸۹۴) در زندگی کوتاه خود دستاوردهای زیادی هم در مطالعات زرتشتی و هم در لغت‌شناسی ایرانی داشت. تک نگاری برنده جایزه او در مورد امشا سپنتاها، هوروتات و امرتات: رساله‌ای در اساطیر اوستا (پاریس، ۱۸۷۵؛ گینو، ۱۹۹۴، صفحات ۲۷-۴۰) که پایان‌نامه فارغ‌التحصیلی او نیز به عنوان دانش‌آموخته ممتاز مدرسه مطالعات عالی بود، ویژگی‌های مادی این جفت از خدایان را که حمایت آنها مربوط به آب و گیاهان است و رابطه آنها با ارزش‌های انتزاعی‌شان: سلامتی و جاودانگی، در ارتباط با اساطیر هند و ایرانی توصیف می‌کند. دارمستتر همچنین نشان داد که هفت امشا سپنتا با هفت آفرینش اهورا مزدا مطابقت دارند. در یک اثر گسترده‌تر که به خاطر آن مدرک دکترای ادبیات را دریافت کرد، اورمزد و اهریمن: منشأ و تاریخ آنها (پاریس، ۱۸۷۷)، او روش تطبیقی مورد استفاده در تاریخ زبان‌ها را برای تاریخ دین به کار برد و گذشته هند و ایرانی مفهوم مزدایی خدا را بازسازی کرد. او مفهوم طبیعت‌گرایانه دین هند و ایرانی را که در قرن نوزدهم بسط داده شده و به افراطی‌ترین شکل توسط ماکس مولر مطرح شده بود، دنبال کرد و تکامل از آن به مزدائیسم را از نظر پیشرفتی بی‌وقفه دید.
در زمینه لغت‌شناسی ایرانی، دارمستتر سهم مهمی در مطالعات و واژه‌نگاری پهلوی داشت. زند اوستا او در مجموعه کتاب‌های مقدس شرق که توسط مولر ویرایش شده بود (۲ جلد، آکسفورد، ۱۸۸۰-۱۸۸۳، چاپ‌های متعدد) منتشر شد. شاهکار او، مطالعات ایرانی (۲ جلد، پاریس، ۱۸۸۳، تجدید چاپ ۱۹۷۱)، کل تاریخ زبان فارسی را از فارسی باستان کتیبه‌های هخامنشی تا فارسی مدرن بررسی می‌کند، موضوعی که محقق معاصر فرانسوی، گیلبرت لازارد، نیز بینش‌های جدیدی را به آن آورده است.
کار پیشگامانه دارمستتر در مورد گویش‌ها در رابطه با مطالعات لغت‌شناسی به طور کلی نیز قابل توجه است. او جایگاه زبان پشتو را در میان زبان‌های هند و ایرانی، به لطف متون جمع‌آوری شده در افغانستان، که آنها را در کتاب عظیم خود، آوازهای مردمی افغان‌ها (۲ جلد، پاریس، ۱۸۸۸-۱۸۹۰؛ تجدید چاپ آمستردام، ۱۹۷۰) منتشر کرد، تثبیت کرد. یکی دیگر از دستاوردهای بزرگ، ترجمه فرانسوی او از اوستا، زند-اوستا (اوستا، ترجمه دارمستتر) بود که در آن نشان داد که رویکردهای به ظاهر متضاد زبان‌شناسی تطبیقی با استفاده از سانسکریت ودایی، از یک سو، و از سوی دیگر، تکیه بر سنت تفاسیر پهلوی، می‌تواند به عنوان ابزارهای مکمل مورد استفاده قرار گیرد و اشاره کرد که، "وداها و سنت‌ها نمی‌توانند منجر به نتایج متناقضی شوند اگر آنها را با توجه به ارتباط مربوطه‌شان بررسی کنیم. وداها باید برای قدیمی‌ترین بخش ایده‌های اوستایی، سنت برای وضعیت فعلی آنها در نظر گرفته شوند".
حفاری‌های باستان‌شناسی فرانسوی در ایران با مارسل-آگوست دیولافوی (۱۸۴۴-۱۹۲۰)، یک مهندس عمران دولتی، آغاز شد که علاقه اولیه او به معماری و باستان‌شناسی قرون وسطی و به ویژه منشأ گنبدها و طاق‌ها، او را بر آن داشت که به همراه همسر مشهورش، جین هنریت ماگر دیولافوی (۱۸۵۱-۱۹۱۶) به ایران سفر کند. آنها دو سفر اکتشافی (۱۸۸۱-۱۸۸۲ و ۱۸۸۴-۱۸۸۶) انجام دادند. اولین سفر آنها را از تهران به شیراز، از طریق تخت جمشید و شوش برد. در محل دوم، که سی سال قبل توسط ویلیام کنت لفتوس کاوش شده بود، دیولافوی طاق‌های معروف کمانداران و شیرها (اکنون در موزه لوور) و سرستون با نیم‌تنه گاوهای دوقلو را کشف کرد و کار کاشی‌کاری هخامنشیان را آشکار کرد. او کتاب پر زرق و برق هنر باستان ایران: هخامنشیان، اشکانیان، ساسانیان (۵ جلد، پاریس، ۱۸۸۴-۱۸۸۹) و آکروپل شوش را پس از حفاری‌های انجام شده در سال‌های ۱۸۸۴، ۱۸۸۵، ۱۸۸۶، زیر نظر موزه لوور (پاریس، ۱۸۹۳) منتشر کرد. جین دیولافوی نیز چندین کتاب از جمله ایران، کلده، شوشان، گزارش سفر (پاریس، ۱۸۸۷) و در شوش: دفترچه خاطرات حفاری‌ها، ۱۸۸۴-۱۸۸۶ (پاریس، ۱۸۸۸) نوشت. نسخه جدیدی از این دو کتاب در سه جلد در سال ۱۹۸۹ در پاریس منتشر شد. عکس‌ها و تصاویر موجود در آثار هر دو دیولافوی شواهد مستند ارزشمندی برای زندگی معاصر در قرن نوزدهم و همچنین برای بناهای تاریخی پیش از اسلام با توجه به آنچه از آن زمان آسیب دیده یا از بین رفته است (به عنوان مثال، عکس آنها از ایوان کسری، قبل از آسیب‌های جبران‌ناپذیر ناشی از سیلاب‌های سال ۱۸۸۸) ارائه می‌دهد.
سهم‌های فراوان ژاک دو مورگان (۱۸۵۷-۱۹۲۴)، مهندس، زمین‌شناس، باستان‌شناس و اولین مدیر هیئت باستان‌شناسی فرانسه در ایران (به هیئت‌های باستان‌شناسی فرانسه مراجعه کنید) به تفصیل در مدخل جداگانه او آمده است و دامنه علایق او، از مطالعات زمین‌شناسی و باستان‌شناسی گرفته تا گویش‌های ایرانی و متون مندایی، در اثر یادبود او، مأموریت علمی در ایران (۵ بخش شامل ۱۰ جلد، پاریس، ۱۸۹۴-۱۹۰۵) مشهود است. کار میدانی او در فرانسه، مصر و قفقاز و همچنین در ایران و رویکرد چند رشته‌ای او به عنوان یک مورخ و زمین‌شناس در یکی دیگر از آثار عظیم او، پیش از تاریخ شرقی (۳ جلد، پاریس، ۱۹۲۵-۲۷)، یک اثر مهم ترکیبی که مفاهیم او را در مورد باستان‌شناسی تطبیقی تعریف می‌کند، آشکار است. به طور بحث‌برانگیزتر، او روش چینه نگاری را در تپه آکروپل در شوش پیشگام کرد. این روش که به طرز تحسین‌برانگیزی برای سایت‌های پیش از تاریخ مناسب است، زمانی که بدون توجه به زمینه باستان‌شناسی، همانطور که توسط دو مورگان انجام شد، به یک سایت تاریخی مانند شوش اعمال شود، مشکل‌ساز می‌شود و با حذف مقادیر زیادی خاک، آن را به طور ریشه‌ای تغییر می‌دهد. زیرا اگرچه آثار باستانی زیادی از جمله شاهکارهایی از تمدن بابل و ایلام کشف شد، بقایای معماری در شوش، یعنی منشأ این آثار، برای همیشه نابود شد. دو مورگان در سال ۱۹۱۲، پس از آنکه به ناحق به سوء مدیریت مالی و سهل‌انگاری متهم شد، استعفا داد. حفاری‌ها در شوش توسط پدر ونسان شیل و روبر دو مکونم که مشترکاً مأموریت را رهبری می‌کردند، ادامه یافت. از سال ۱۹۱۴ تا ۱۹۲۰، حفاری‌ها به دلیل جنگ متوقف شد.
ژان ونسان شیل (۱۸۵۸-۱۹۴۰)، آشوری‌شناس، که مدیر مطالعات در مدرسه عملی مطالعات عالی (EPHE) بود، اولین کسی بود که زبان ایلامی را به عنوان غیر سامی شناسایی کرد. او همچنین لوحی حاوی مجموعه قوانین حمورابی را در زمستان ۱۹۰۱-۲ در شوش حفاری و آنها را رونویسی کرد. همکارش، روبر دو مکونم (۱۸۷۷-۱۹۵۷)، از سال ۱۹۱۲ تا ۱۹۱۴ و از سال ۱۹۲۰ تا ۱۹۴۷، مأموریت فرانسه در شوش را رهبری کرد، اگرچه حفاری‌های واقعی در سال ۱۹۳۸ به پایان رسید. او منحصراً بر شوشان تمرکز داشت و مقالات متعددی در مورد فرهنگ ایلامی منتشر کرد.
رومن گیرشمن (۱۸۹۵-۱۹۷۹)، متولد اوکراین، در یک حرفه طولانی و پرحادثه، کارهای باستان‌شناسی مهمی را در بسیاری از سایت‌ها در ایران و افغانستان انجام داد. به عنوان مدیر مأموریت باستان‌شناسی فرانسه در ایران از سال ۱۹۴۶، او توسط موزه لوور مأمور شد تا سایت‌های پیش از تاریخ فلات ایران را بررسی کند. او در تپه گیان در نزدیکی نهاوند و تپه سیلک، در نزدیکی کاشان حفاری کرد. در سال ۱۹۳۶، او یک زیگورات را در چغازنبیل کشف کرد. سپس او توسط ژوزف هاکین دعوت شد تا سایت پیش از تاریخ نادعلی در افغانستان را حفاری کند و از سال ۱۹۴۱ مدیر هیئت باستان‌شناسی فرانسه در افغانستان شد. در سال ۱۹۴۶، او دو مأموریت را در ایران رهبری کرد و از طریق بررسی چینه نگاری سایت وسیع شوش، بقایای تمدن‌های پی در پی در این سایت را مورد مطالعه قرار داد و به میراث دوره‌های بعدی که تاکنون توسط باستان‌شناسان نادیده گرفته شده بود، توجه کرد و تاریخ سایت را از طریق پانزده قرن تا حمله مغول‌ها ترسیم کرد. یکی دیگر از حفاری‌های مهم او، حفاری سایت بیشاپور بود که به طور متناوب بین سال‌های ۱۹۳۵ تا ۱۹۴۱ انجام شد. گیرشمن علاوه بر انتشار گزارش‌های حفاری‌های متعدد خود و همکاری در ویرایش مجله ایرانیکا آنتیکا با لوئی واندنبرگ، راهنماهای کلی مهمی نیز برای تاریخ ایران نوشت، از جمله ایران از آغاز تا اسلام، (پاریس، ۱۹۵۱)، که به فارسی و انگلیسی ترجمه شد و به طور گسترده‌ای خوانده شد، و دو اثر دقیق‌تر در مورد هنر و فرهنگ ایرانی، ایران: اشکانیان و ساسانیان (پاریس، ۱۹۶۲) و پارس: پروتو-ایرانیان. مادها. هخامنشیان (پاریس، ۱۹۶۳). نمایشگاه برجسته هنر ایرانی، با عنوان هفت هزار سال هنر در ایران، که در پتی پالاس در پاریس (۱۹۶۱-۶۲) برگزار شد، مدیون توانایی‌های اداری و سازماندهی او بود.
آندره گدار (۱۸۸۱-۱۹۶۵)، مورخ هنر، معمار و مرمت‌کننده بناهای تاریخی و باستانی در ایران، از سال ۱۹۲۸ تا ۱۹۵۳ و ۱۹۵۶ تا ۱۹۶۰ مدیر خدمات باستان‌شناسی ایران بود. او در تشکیل دانشکده هنرهای زیبای دانشگاه تهران نقش بسزایی داشت و تا سال ۱۹۴۹ رئیس آن بود. مشارکت‌های او در مطالعات پیش از اسلام شامل کار او در طراحی و تأسیس موزه ایران باستان (موزه آثار باستانی در تهران) و کار او به عنوان مشارکت‌کننده و سردبیر منظم آثار ایران: سالنامه خدمات باستان‌شناسی ایران (۴ جلد، ۱۹۳۶-۴۹) است. او یک تک نگاری پیشگام در مورد برنزهای لرستان (پاریس، ۱۹۳۱) نوشت و با همکاری همسرش، مادام یدا آ. گدار، فهرست مجموعه برنزهای ا. گرافه (برنزهای لرستان، پاریس، ۱۹۵۱) را تهیه کرد. آخرین کتاب او، هنر ایران (۱۹۶۲)، مجموعه‌ای از آثار متعدد او در مورد معماری، مجسمه‌سازی، جواهرسازی و سکه‌شناسی ایرانی است.
هم آنتوان میه (۱۸۶۶-۱۹۳۶) و هم جانشین او امیل بنونیست (۱۹۰۲-۱۹۷۶) در دامنه آثار علمی برجسته بسیار خود، پرکار بودند (برای کتاب‌شناسی آثار میه به بنونیست، ۱۹۳۷). میه ابتدا به زبان ارمنی علاقه داشت و در کتاب خود طرحی از دستور زبان تطبیقی ارمنی کلاسیک (وین، ۱۹۰۳؛ چاپ دوم با اصلاحات توسط لوئی ماریه و بنونیست، وین، ۱۹۳۶)، ساختار زبان و منشأ تاریخی آن را بررسی کرد. از آنجا که زبان ارمنی حاوی بسیاری از وام‌واژه‌های پارتی است، میه نیز مقالات متعددی در این زمینه منتشر کرد، از جمله، "درباره تأثیر پارتی بر زبان ارمنی" و چندین مقاله دیگر در Mémoires de la Société de linguistique (10-18، ۱۸۹۷-۱۹۱۴). دستور زبان فارسی باستان میه (پاریس، ۱۹۱۵)، که توسط بنونیست در نسخه جدیدی (پاریس، ۱۹۳۱) کاملاً تجدید نظر و بزرگ شد، اولین دستور زبان علمی فارسی باستان بود که بر اساس کتیبه‌های سلطنتی منتشر شده توسط فرانتس هاینریش وایزباخ در سال ۱۹۱۱ بود. سه سخنرانی معروف او درباره گاثاهای اوستا (پاریس، ۱۹۲۵) و همچنین مقالاتش در مورد متن اوستایی  گواه توانایی او در تشخیص گویش گاثایی از اوستایی جوان است. او نتیجه گرفت که برای زبان‌شناس و همچنین مورخ دین زرتشتی، ارزیابی مجدد کامل متن اوستایی باید قبل از استفاده از آن به عنوان شواهد علمی انجام شود. اما میه، بالاتر از همه، مانند استاد بزرگش فردیناند دو سوسور (۱۸۵۷-۱۹۱۳)، پیشگام در زمینه زبان‌شناسی عمومی بود (Vendryes). در سال ۱۹۰۸ او کتاب گویش‌های هند و اروپایی خود را منتشر کرد (چاپ دوم، با مقدمه جدید، ۱۹۲۲) و در سال ۱۹۲۱، زبان‌شناسی تاریخی و زبان‌شناسی عمومی (چاپ دوم، ۱۹۲۶) و دایره‌المعارف ارزشمند زبان‌های جهان که آن را با مارسل کوهن (۲ جلد، پاریس، ۱۹۲۴) ویرایش کرد. با استفاده از دانش قابل توجه خود از گروه‌های مختلف زبان‌ها (از جمله زبان‌های اسلاوی و ژرمنی، که او نیز تک‌نگاری‌های مهمی در مورد آنها نوشت)، این آثار تسلط او را در ترکیب لغت‌شناسی تطبیقی با زبان‌شناسی و حمایت از مشاهدات نوآورانه در مورد ارتباط بین زبان‌ها با دانش دقیق هر زبان مورد بحث نشان می‌دهد. از جمله شاگردان بسیاری که در دوره‌های او در پاریس شرکت کردند، می‌توان به محقق مشهور ولادیمیر مینورسکی (۱۸۷۷-۱۹۶۶)، محقق شعر شفاهی و حماسی میلمن پری و نظریه‌پرداز تأثیرگذار زبان دانمارکی لوئیس یلمسلف (Vendryes) اشاره کرد.
به توصیه میه، شاگرد و همکارش، روبر گوتیو (۱۸۷۶-۱۹۱۶)، از سال ۱۹۱۰ تا زمان مرگ زودهنگامش در جریان جنگ جهانی اول (۱۹۱۶) خود را وقف مطالعه متون بودایی سغدی کرد. این متون در تورفان و دون‌هوانگ کشف و توسط مأموریت پلیو به پاریس آورده شدند (طرحی از دستور زبان سغدی I: آواشناسی، پاریس، ۱۹۱۴-۲۳) و پس از مرگ گوتیو توسط میه منتشر شدند. جلد دوم، مورفولوژی، نحو و واژه‌نامه، توسط بنونیست ویرایش و بسیار گسترش یافت (پاریس، ۱۹۲۹). همانطور که میه، خود باورمند جدی به روش‌های تطبیقی (Vendryes)، در آگهی ترحیم گوتیو اشاره کرد، او یک زبان‌شناس تطبیقی ذاتی ("یک مقایسه‌گر ذاتی") بود که اگرچه در تحقیقات دقیق در زبان‌شناسی تاریخی غرق بود، هرگز ارتباط آن را با پیشرفت زبان‌شناسی عمومی از دست نداد.
ژرژ دومزیل (۱۸۹۸-۱۹۸۶)، نویسنده‌ای پرکار، حدود شصت کتاب از خود به جای گذاشته است (Bellier). از جمله آنها، مجموعه چهار کتاب ژوپیتر مارس کویرینوس (ژوپیتر مارس کویرینوس، ۱۹۴۱؛ تولد روم، ژوپیتر مارس کویرینوس II، ۱۹۴۴؛ تولد فرشتگان: رساله‌ای در شکل‌گیری الهیات زرتشتی، ژوپیتر مارس کویرینوس III، ۱۹۴۵؛ ژوپیتر، مارس، کویرینوس IV، ۱۹۴۸، همگی در پاریس منتشر شده‌اند) اولین بسط نظریه معروف خود در مورد ساختار سه گانه یا سه وظیفه‌ای جامعه هند و اروپایی را تشکیل می‌دهند که در مجموعه کتاب‌های با عنوان اسطوره و حماسه (۳ جلد، پاریس، ۱۹۶۸-۷۳) به اوج خود می‌رسد. دیدگاه‌های او همچنان موضوع بحث و تحلیل بسیاری از محققان اساطیر تطبیقی در سراسر جهان است (برای خلاصه نظریه‌های مختلف، به Baldick، مراجعه کنید). با این حال، دومزیل به عنوان یک زبان‌شناس بسیار با استعداد که به زبان‌های باستانی و مدرن آشنا بود، تحقیقات خود را به دین تطبیقی محدود نکرد و مطالعات ارزشمندی را در زمینه قفقاز در مورد زبان اوبیخ و ادبیات آسی (Légendes sur les Nartes، پاریس، ۱۹۳۰؛ Le Livre des Héros، پاریس، ۱۹۶۵؛ Romans de Scythie et d’alentour، پاریس، ۱۹۷۸) منتشر کرد. یکی از آخرین کتاب‌های او، خدایان حاکم هند و اروپایی‌ها (پاریس، ۱۹۷۷) را می‌توان به عنوان جمع‌بندی تحقیقات مادام‌العمر او در مورد توسعه نظریه سه گانه در نظر گرفت.
مانند استاد و پیشین خود، آنتوان میه، تأثیر امیل بنونیست (۱۹۰۲-۱۹۷۶) بر زبان‌شناسی عمومی و همچنین مطالعات ایرانی عمیق و بنیادین بوده است. از آنجا که دستاوردهای او در زمینه‌های مختلف به طور مختصر در مدخل او توسط گیلبرت لازارد ارائه شده است، فقط خلاصه کوتاهی از مشارکت‌های او در مطالعه لغت‌شناسی ایرانی، دستور زبان تطبیقی زبان‌های هند و اروپایی و زبان‌شناسی عمومی در اینجا ارائه خواهد شد.
لغت‌شناسی ایرانی: 
فارسی باستان. همانطور که قبلاً ذکر شد، بنونیست سهم قابل توجهی در تجدید نظرهای چاپ دوم دستور زبان فارسی باستان (پاریس، ۱۹۳۱؛ O. Szemerényi، E. Benveniste aujourd’hui، جلد ۱، پاریس، ۱۹۸۴، صفحه ۱۶۷) داشت. بعدها او نیز مقالات متعددی در این زمینه منتشر کرد (Moïnfar، صفحات ix-liii).
اوستایی:
بنونیست در کتاب مصدرهای اوستایی خود (پاریس، ۱۹۳۵)، نظم و ترتیبی به اشکال بسیاری که توسط کریستین بارتولومه (۱۸۵۵-۱۹۲۵) به عنوان مصدر طبقه‌بندی شده بود، بخشید. او همچنین تعدادی مقاله در مورد جنبه‌های دستوری یا ریشه‌شناسی اصطلاحات اوستایی نوشت.
سغدی:
اکتشافات در تورفان و دون‌هوانگ و متونی که توسط مأموریت پلیو به پاریس آورده شده بود، زمینه تحقیقاتی غنی جدیدی را برای بنونیست فراهم کرد که او مشارکت‌های ارزشمندی در آن داشت. همانطور که در بالا اشاره شد، او کار باقی‌مانده از مرگ زودهنگام گوتیو در جنگ را تکمیل کرد. او به انتشار نسخه‌های خطی سغدی در مجموعه پلیو ادامه داد تا اینکه کل پیکره اسناد پاریس در دسترس عموم قرار گرفت.
ایران میانه: 
در مقایسه با کار بنونیست روی زبان سغدی، سهم او در مطالعات پارتی و فارسی میانه اندک بود، به ویژه به این دلیل که متون مانوی تازه کشف‌شده در مجموعه‌های برلین و سن پترزبورگ به راحتی در دسترس نبودند. با این حال، او در عروض پهلوی مشارکت داشت و اصول هجایی حاکم بر سیستم وزن شعر آن را نشان داد (متن درخت آسوریگ و وزن شعر پهلوی). کتاب او عنوان‌ها و نام‌های خاص در ایرانی باستان (پاریس، 1966) مطالعه‌ای پیشگام در مسائل عنوان‌ها و نام‌شناسی بود که بعدها توسط فیلیپ ژینیو، ریکا گیزلن و رودریگر اشمیت مورد مطالعه قرار گرفت.
دستور زبان تطبیقی زبان‌های هند و اروپایی: در این زمینه وسیع، مهم‌ترین مشارکت‌های بنونیست عبارتند از خاستگاه شکل‌گیری نام‌ها در هند و اروپایی (پاریس، 1935)، هیتی و هند و اروپایی (پاریس، 1962) و واژگان نهادهای هند و اروپایی (2 جلد، پاریس، 1969، ترجمه الیزابت پالمر به عنوان زبان و جامعه هند و اروپایی، لندن، 1973). این آثار تأثیر بین‌المللی شدیدی نه تنها بر مطالعه زبان‌شناسی عمومی، بلکه بر مفاهیم کلی فرهنگ و جامعه و نظریه‌های ساختارگرایی که در دهه 1970 رایج شده بودند، داشتند.
زبان‌شناسی عمومی: 
در سنت بنیانگذاری شده توسط سوسور، بنونیست به بسیاری از مسائل نظری دشوار با ترکیبی از تخیل جسورانه و شفافیت پرداخت. ماهیت علامت زبانی، طبقه‌بندی زبان‌ها، رابطه زبان با جامعه و شرایط "تبدیل زبان به گفتمان" همگی در مجموعه مقالات او، مشکلات زبان‌شناسی عمومی (2 جلد، پاریس، 1966) مورد بررسی قرار گرفته‌اند که به چندین زبان اروپایی ترجمه شده و به یک اثر کلاسیک در زبان‌شناسی مدرن تبدیل شده است.
در نهایت، در زمینه تاریخ ادیان، بنونیست مجموعه‌ای از چهار سخنرانی را در مجموعه بنیاد راتانبای کاترک ارائه کرد که بعدها به عنوان دین ایرانیان بر اساس متون اصلی یونانی (پاریس، 1929) منتشر شد. نتیجه‌گیری او در کتاب مبنی بر اینکه "نه یونانی‌ها، نه سوری‌ها و نه ارمنی‌ها چیزی از زرتشت اوستایی و نه از آموزه‌های او که در گاثاها بیان شده است، نمی‌دانستند. این واقعیت باید محکم تثبیت شود" احتمالاً هنوز معتبر است. کتاب او مغ‌ها در ایران باستان (پاریس، 1938) مطالعه‌ای درباره کلمه "مگا" در همه کاربردها و مشتقات آن است. کتاب او ورتره و ورثراگنا (با همکاری لوئی رنو، پاریس، 1934) مطالعه‌ای در مورد دین تطبیقی هند و ایرانی است که در آن سیستم سه جانبه دومزیلیان مورد تأیید قرار گرفته است.
ژان پیر دو مناس، او.پی.، (1902-73)، اولین دارنده کرسی ادیان ایران باستان بود که در سال 1948 در مدرسه عملی مطالعات عالی تأسیس شد. یک سال قبل از آن، او چهار سخنرانی درباره دینکرد در بنیاد راتانبای کاترک ارائه کرد. این سخنرانی‌ها بعدها گسترش یافت و در سال 1958 با عنوان دانشنامه‌ای مزدایی: دینکرد منتشر شد. این کتاب تیزبینی زیادی در تحلیل بخش‌های مختلف این خلاصه عظیم قرن دهم پهلوی از دین زرتشتی نشان می‌دهد و ابعاد فلسفی و الهیاتی آن و همچنین جنبه‌های اخلاقی و دفاعی آن را برجسته می‌کند. دومین اثر مهم او ترجمه‌ای از شکند گمانیک ویچار (فریبورگ، 1945)، متنی جدلی پازند-پهلوی بود که با یادداشت‌های عالمانه او ارائه شده و نشان دهنده دانش عمیق فلسفه مسیحی و اسلامی بود. سومین کتاب مهم او، کتاب سوم دینکرد (آثار مؤسسه مطالعات ایرانی 5، پاریس، 1973)، اندکی پس از مرگش منتشر شد. او همچنین به سنگ‌نبشته‌های ساسانی علاقه داشت که مقالات متعددی در این زمینه و مجموعه‌ای از استراکاهای و پاپیروس‌های پهلوی (Corpus Inscr. Iran.، 1957) منتشر کرد.
هانری-شارل پوئش (1902-86)، متخصص آیین پدران، گنوسیس و مانوی‌گرایی، دارنده کرسی تاریخ ادیان در کلژ دو فرانس (1952-72) بود. او تأثیر عمیقی بر پژوهش‌های کنونی در مورد دوره شکل‌گیری الهیات مسیحی و استادان مکتب اسکندریه (کلمنت، اوریجن) و محیطی که این الهیات در آن توسعه یافت و با گنوسیس‌های مختلف، به ویژه مانوی‌گرایی، تعامل داشت، گذاشت. در تحقیقات خود از مطالب کشفیات اخیر پاپیروس‌های مانوی از فیوم (1930)، پاپیروس‌های یونانی در قاهره جنوبی (1941) و سیزده کدکس گنوسی از ناگ حمادی (1945) استفاده کرد. از جمله نشریات متعدد او می‌توان به مقدمه مختصر او درباره مانوی‌گرایی، مانوی‌گرایی: بنیانگذار آن، آموزه آن (پاریس، 1949)؛ در جستجوی گنوسیس (2 جلد، پاریس 1978) و مجموعه مقالات او، درباره مانوی‌گرایی و سایر مقالات (پاریس، 1979) اشاره کرد. اگرچه سخنرانی‌های او درباره آیین و مناسک مانویان منتشر نشده باقی مانده است، مقالات و بررسی‌های متعدد او که در کتابشناسی جشن‌نامه او (مجموعه مقالات تاریخ ادیان ارائه شده به هانری-شارل پوئش، پاریس، 1974) فهرست شده است، گواه دامنه و عمق دانش اوست.
دنیل شلومبرژه (1904-72)، باستان‌شناس و مورخ بزرگ هنر، از سال 1946 تا 1963 مدیر هیئت باستان‌شناسی فرانسه در افغانستان بود و در سرخ‌کوتل و بلخ و بعدها با پل برنارد در آی خانم (q.v.) کاوش‌هایی انجام داد. شلومبرژه به عنوان متخصص اواخر دوره هلنیستی در خاورمیانه، به خوبی مجهز به تحلیل فرهنگ یونانی-باختری بود. نشریات او شامل گزارش‌های مهمی از کاوش‌ها و یافته‌های هیئت، از جمله مقالاتش درباره سکه‌شناسی در گنجینه‌های پولی افغانستان (به ویرایش رائول کوریل، MDAFA 14، پاریس، 1953) است. اما مهم‌ترین مشارکت‌های شلومبرژه احتمالاً کتاب‌های او درباره فرهنگ یونانی-آسیایی است: مجموعه‌ای از مقالات که ابتدا در سوریه منتشر شد، به عنوان کتابی با عنوان نوادگان غیر مدیترانه‌ای هنر یونانی (پاریس، 1960) گردآوری شد، و مطالعه اصلی او شرق هلنی‌شده: هنر یونانی و میراث آن در آسیای غیر مدیترانه‌ای (بادن-بادن، 1969؛ پاریس، 1970)، ترکیبی از ایده‌های اصلی او در مورد هنر هلنیستی، که به زیبایی تصویرسازی شده است. سرخ‌کوتل در باختر I: معابد (MDAFA 25؛ پاریس، 1983)، که با همکاری مارک لو بره و ژرار فوسمن نوشته شده بود، پس از مرگش منتشر شد.
رائول کوریل (متولد ۱۹۱۳)، به عنوان باستان‌شناس، کتیبه‌خوان و سکه‌شناس با شلومبرژه همکاری می‌کرد و در کاوش‌های لشگری بازار و سرخ‌کوتل شرکت داشت. همانطور که در بالا ذکر شد، او در مجموعه‌ای که با شلومبرژه ویرایش کرد، درباره سکه‌شناسی نوشت، در گنجینه دیگری در گنجینه پولی قندوز (با همکاری ژرار فوسمن، MDAFA 20، پاریس، ۱۹۶۵) و در مجموعه‌ای از سکه‌های مسی عرب-ساسانی (با همکاری ریکا گیزلن، پاریس، ۱۹۸۴). همچنین با گیزلن، او یک جلد مقاله به افتخار کلود کاهن را ویرایش کرد (مسیرهای شرق: ادای احترام به کلود کاهن، Res Orientales 6، بور-سور-ایوت، فرانسه، ۱۹۹۵). او در سمت‌های رسمی مختلفی از جمله مدیر بررسی باستان‌شناسی پاکستان، دستیار مدیر موزه‌های فرانسه و متصدی بخش سکه‌های شرقی در کابینه مدال‌های کتابخانه ملی خدمت کرد.
ژان موریس فی، او.پی.، (۱۹۱۴-۱۹۹۵)، مرجع بلامنازع جغرافیای تاریخی مسیحیان سریانی بود. او از سال ۱۹۳۹ تا ۱۹۷۳ در موصل و بغداد و بعدها در بیروت زندگی می‌کرد. گزارش‌های بررسی‌های متعدد او از سایت‌های باستان‌شناسی مسیحی در کتاب آشور مسیحی (۳ جلد، بیروت، ۱۹۶۵-۱۹۶۸) منتشر شد. او مشارکت‌کننده پرکاری در CSCO و همچنین چندین مجله علمی بود.
ژیلبر لازار (متولد ۱۹۲۰)، هم زبان‌شناس و هم متخصص ادبیات کلاسیک فارسی است، با دامنه و عمق دانشی که یادآور میه و بنونیست است. بسیاری از آثار او، از جمله دستور زبان فارسی مدرن و مطالعات تاریخی و زبان‌شناختی ارزشمند او در شعر و نثر اولیه فارسی، خارج از محدوده این مقاله است. مقالات پراکنده او در مورد دوره شکل‌گیری زبان فارسی در کتاب شکل‌گیری زبان فارسی (پاریس، ۱۹۹۵) گردآوری شده است. دانش او از گویش‌های فارسی و به ویژه فارسی-یهودی همراه با آشنایی طولانی با منابع ادبی فارسی، مشارکت‌های او را در مطالعات همزمان و تاریخی زبان، از جمله سیستم فعلی زبان‌های ایرانی و مطالعاتش در مورد عروض فارسی، افزایش داده است. او همچنین در زبان‌شناسی عمومی مشارکت داشته است. سهم او در دستور زبان تطبیقی عمومی، کنش (پاریس، ۱۹۹۴) اخیراً به انگلیسی ترجمه شده است (برلین و نیویورک، ۱۹۹۸).
اگرچه بسیاری از آثار ژان پرو (متولد ۱۹۲۰) منتشر نشده باقی مانده است، او چهره‌ای تأثیرگذار در باستان‌شناسی فرانسه در ایران بوده است. او از سال ۱۹۶۸ تا زمان انقلاب ۱۹۷۹ مدیر هیئت باستان‌شناسی فرانسه بود. در دوران مدیریت او تصمیم گرفته شد که همه اشیاء حفاری شده در ایران نگهداری شوند و بین فرانسه و ایران تقسیم نشوند. او همچنین در آموزش باستان‌شناسان جوان ایرانی در کار میدانی نقش بسزایی داشت. در دوره حضورش در شوش، لوح‌های بنیاد کاخ داریوش (که توسط اف. والات رمزگشایی شد) و مجسمه عظیم داریوش با کتیبه‌ای چهار زبانه کشف شد. او همچنین یک سری باستان‌شناسی جدید، دفترچه‌های هیئت باستان‌شناسی فرانسه در ایران (CDAFI) را تأسیس کرد.
فرانسوا والا و پدر ماری-ژوزف استو هر دو کتیبه‌خوان هستند و مقالات معتبری درباره فرهنگ ایلامی به طور کلی و میراث آن در ایران ارائه کرده‌اند.
از جمله مشارکت‌های مورخ ماری-لوئیز شومون در تاریخ مسیحیت در امپراتوری ساسانی می‌توان به تحقیقاتی در تاریخ ارمنستان از ظهور ساسانیان تا گرویدن پادشاهی (پاریس، ۱۹۶۹) و مسیحی شدن امپراتوری ایران از آغاز تا آزار و اذیت‌های بزرگ قرن چهارم (1988) اشاره کرد.
پی‌یر آمیه (متولد ۱۹۲۲)، باستان‌شناس و مورخ هنر، در سال ۱۹۶۱ به جانشینی آ. پارو به عنوان متصدی بخش آثار باستانی شرقی در موزه لوور منصوب شد. کتاب‌ها و مقالات متعدد او (Vanden Berghe) گواه علاقه او به جنبه‌های بسیاری از هنر ایرانی است و شامل موارد زیر است: گلپتیک شوشی (MDAFI 43، ۲ جلد، پاریس، ۱۹۷۲)؛ ایلام (۱۹۶۶)؛ مجموعه داوید-ویل: آثار باستانی لرستان (پاریس، ۱۹۷۶) و هنر باستان خاور نزدیک (پاریس، ۱۹۷۷).
ژان دشای (۱۹۲۴-۱۹۷۹)، باستان‌شناس برجسته و نویسنده درباره پیش از تاریخ بود که به عنوان مدیر مؤسسه هنر و باستان‌شناسی در پاریس، مطالعه باستان‌شناسی شرقی را ترویج کرد. کتاب او تمدن‌های خاور باستان (پاریس، ۱۹۶۹) دانش گسترده او را نشان داد. در کار میدانی خود در منطقه گرگان، او سایت تپه تورنگ را (۱۹۶۰-۱۹۷۷) کاوش کرد و اگرچه او بیش از همه به لایه‌های پیش از تاریخی علاقه داشت، یک آتشکده کوچک از دوره اسلامی را کشف کرد. گزارش کاوش‌های او در کاوش‌های تپه تورنگ، زیر نظر ژان دشای I: دوره‌های ساسانی و اسلامی، پاریس، ۱۹۸۷ منتشر شد.
ماریان موله (۱۹۲۴-۱۹۶۳)، متخصص ادبیات و عرفان پهلوی و فارسی کلاسیک، همچنین مورخ بااستعدادی در زمینه دین بود. او دیدگاه‌های بسیار اصیل خود را در مورد آیین و اعمال زرتشتی در یک اثر بزرگ و تأثیرگذار، پرستش، اسطوره و کیهان‌شناسی در ایران باستان (پاریس، ۱۹۶۳)، بر اساس مطالعه گسترده متون گاثی و پهلوی ارائه کرد. او از عدم تاریخی بودن زرتشت حمایت می‌کرد، موضعی که شاید به سایر نظریه‌های обосно شده او آسیب رساند. تحقیقات او در مورد افسانه زرتشت پس از مرگ نابهنگامش توسط ژان دو مناس به عنوان افسانه زرتشت بر اساس متون پهلوی (پاریس، ۱۹۶۷) تجدید نظر و منتشر شد. سایر نشریات او مشارکت‌های ارزشمندی برای مطالعه عرفان اسلامی و تاریخ فرقه‌های صوفی است.
آندره ماریک (۱۹۲۵-۱۹۶۰)، که مرگ نابه‌هنگامش دوره حرفه کوتاه اما بسیار امیدوارکننده آکادمیک او را به پایان ناگهانی رساند، ابتدا به کتیبه سه زبانه شاپور اول علاقه داشت. کار مشترک او با ارنست هونیگمان، تحقیقات در مورد Res Gestae Divi Saporis (بروکسل، ۱۹۵۳)، مهارت زیادی در پرداختن به مشکلات پیچیده جغرافیای تاریخی مرتبط با آن کتیبه نشان داد. پس از اقامت طولانی در خاورمیانه و ایران، جایی که شروع به جمع‌آوری آثار مهر ساسانی کرد، مقالات متعددی نوشت که در سوریه (۱۹۵۵-۱۹۶۲) منتشر شد و بعدها در کلاسیکا ات اوریانتالیا (پاریس، ۱۹۶۵) تجدید چاپ شد. سپس در هیئت باستان‌شناسی در افغانستان خدمت کرد و کتیبه معروف باختری کانیشکا را مطالعه کرد که آن را در مجله آسیایی (۱۹۵۸) منتشر کرد. او مناره جام (در دره هری‌رود) را کشف کرد و یافته‌های خود را با همکاری گاستون ویت منتشر کرد (مناره جام: کشف پایتخت سلطان‌های غوری [قرن دوازدهم-سیزدهم]، پاریس، ۱۹۵۹).
پل برنارد (متولد ۱۹۲۹)، مرجع گسترش هلنیسم در شرق، مدیر هیئت باستان‌شناسی فرانسه در افغانستان (۱۹۶۵-۱۹۸۰) بود. او سایت بزرگ هلنیستی آی خانم را کاوش کرد. گزارش‌های این و سایر کاوش‌های او در مقالات متعدد و در MDAFA (جلد ۲۱ و ۲۸) منتشر شد.
فیلیپ ژینیو (متولد ۱۹۳۱)، کتیبه‌شناس و مورخ زرتشتی‌گری، پژوهش‌هایی در زمینه طبقه‌بندی و انتشار منابع دوره ساسانی انجام داده است. منابع اولیه، که تنها اسناد رسمی ایرانی باقی‌مانده هستند، شامل کتیبه‌های سنگی، مهرها و مهرنگاری‌های گلی به‌جا‌مانده می‌شوند. منابع خارجی هم‌زمان در رتبه بعدی قرار دارند و پس از آن شواهد از قرن‌های بعدی می‌آیند. او با استفاده از این روش‌شناسی تلاش کرد تا منابع اولیه را مطالعه و منتشر کند. او واژگان کتیبه‌ها را در «واژه‌نامه کتیبه‌های پهلوی و پارثی» (لندن، ۱۹۷۲) تدوین کرد و کتاب کوتاهی با عنوان «چهار کتیبه از موبَد کرتیر» (پاریس، ۱۹۹۱) منتشر نمود. همچنین در این راستا، هزاران کتیبه روی مهرها و مهرنگاری‌های گلی ساسانی را از موزه‌ها و مجموعه‌های خصوصی مختلف گردآوری کرد که سپس در چندین کاتالوگ منتشر شدند: «کاتالوگ مهرها، سنگ‌های تراش‌خورده و بول‌های ساسانی در کتابخانه ملی و موزه لوور II: مهرها و بول‌های کتیبه‌دار» (پاریس، ۱۹۷۸)؛ «مهرهای ساسانی از مجموعه‌های خصوصی مختلف» (پاریس، ۱۹۸۲)؛ و «بول‌ها و مهرهای ساسانی از مجموعه‌های مختلف» (پاریس، ۱۹۸۷)؛ دو مورد آخر با همکاری ریکا گیسلن. عناوین رسمی و نام‌های خاص متعدد یافت‌شده در این کتیبه‌ها طبقه‌بندی و به صورت «نام‌های خاص ساسانی در پارسی میانه کتیبه‌ای» در کتاب نام‌های پارسی ایرانی، جلد دوم/قسمت دوم، ۱۹۸۶ منتشر شدند. گینیو به عنوان جانشین پدر ژ. دو مناسه در کرسی ادیان ایران باستان، همچنین بر روی متون دینی پهلوی کار کرده و ترجمه فرانسوی «ارداویرازنامه» (پاریس، ۱۹۸۴) را منتشر کرده است و بعدها با همکاری احمد تفضلی فقید، «گزیده‌های زادسپرم» (پاریس، ۱۹۹۳) را ویرایش نمود. او همچنین درباره متون آخرالزمانی ایرانی و متون جادویی سریانی نوشته است. مجموعه سخنرانی‌های او درباره ردپاهای شمن‌باوری در ایران، که در سال ۱۹۹۶ به عنوان سخنرانی‌های راتانبای کتراک در آکسفورد ارائه شد، قرار است با عنوان «انسان و کیهان در ایران باستان» منتشر شود.
میشل تاردو (متولد ۱۹۳۸)، مورخ دین، و به ویژه مانوی‌گرایی و گنوسیس، نویسنده گزارشی کوتاه اما استادانه از مانوی‌گرایی در مجموعه محبوب Que sais-je (مانوی‌گرایی، پاریس، ۱۹۸۱، چاپ دوم، ۱۹۹۷) و همچنین بسیاری از کتاب‌ها و مقالات دیگر در این زمینه است.
پی‌یر لکوک (متولد ۱۹۳۹)، زبان‌شناس و شاگرد ژاک دوشن-گیلمن، چندین سال را در ایران به مطالعه گویش‌های مرکزی پرداخت. پایان‌نامه او به عنوان گویش سیوند (ویسبادن، ۱۹۷۹) منتشر شد. مطالعات او درباره فارسی باستان در مقالات و همچنین در کتاب اخیرش، کتیبه‌های پارس هخامنشی (پاریس، ۱۹۹۷) ظاهر شده است.
پی‌یر بریان، مورخ عهد باستان یونان، درباره تمدن‌های شرق نیز نوشته است. از جمله آثار او می‌توان به آسیای مرکزی و پادشاهی‌های نزدیک به شرق هزاره اول (پاریس، ۱۹۸۴) و تاریخ باشکوه امپراتوری پارس از کوروش تا اسکندر (پاریس، ۱۹۹۶)، منبعی ضروری برای مرجع، اشاره کرد.
ریکا گیسلن (متولد ۱۹۴۲)، باستان‌شناس از نظر تحصیلات، سکه‌شناس و مورخ هنر است که بر روی گنجینه‌های جدید و مهرنگاری کار کرده است. او گونه‌شناسی‌ای از نقش‌مایه‌های تصویری روی مهرهای ساسانی تدوین کرده است. همراه با لودویک کالوس، کتاب «دو گنجینه پولی از نخستین دوران اسلام» (پاریس، ۱۹۸۳) و با رائول کوریل، کتاب «مجموعه‌ای از سکه‌های مسی عرب‌ساسانی» (پاریس، ۱۹۸۴، رجوع شود به بالا) را منتشر کرده است. او همچنین به همراه فیلیپ گینیو دو کاتالوگ از مهرها و مهرنگاری‌ها تدوین کرده است (۱۹۸۲، ۱۹۸۷؛ رجوع شود به بالا). با استفاده از داده‌های جغرافیایی برگرفته از کتیبه‌های مهرها و ترکیب آن‌ها با شواهد سکه‌شناسی، او تصویری از استان‌های اداری دوره پایانی شاهنشاهی ساسانی ترسیم کرده است (جغرافیای اداری امپراتوری ساسانی: شواهد مهرنگاری، پاریس، ۱۹۸۹). او همچنین دو کاتالوگ بزرگ منتشر کرده است: «کاتالوگ مهرها، سنگ‌های نقش‌برجسته و مُهرهای گلی ساسانی در کتابخانه ملی و موزه لوور، جلد اول: مجموعه عمومی» (پاریس، ۱۹۹۳) و «هنر مهرنگاری در مجموعه‌های لیدن: موزه سلطنتی سکه‌شناسی هلند» (لیدن، ۱۹۹۶). کتاب او «مهرهای جادویی در ایران ساسانی» (پاریس، ۱۹۹۵) سهمی ارزشمند در زمینه شمایل‌نگاری و شناسایی مهرهای جادویی دارد.

فرانتس گرنه (متولد ۱۹۵۲)، باستان‌شناس و متخصص فرهنگ شرق ایرانی و آسیای مرکزی، از سال ۱۹۷۷ تا ۱۹۸۱ مدیر مشترک کاوش‌های آی خانم بود. پایان‌نامه او درباره تاریخ آداب و رسوم تدفین در سغد و باختر، به عنوان آداب و رسوم تدفین در آسیای مرکزی مستقر از فتح یونان تا اسلامی شدن (پاریس، ۱۹۸۴) منتشر شده است.
در پایان باید اشاره کرد که وجود چندین مجله منتشر شده توسط مؤسسات فرانسوی، از جمله مجلات تخصصی در باستان‌شناسی یا زبان‌شناسی (MDAF، MDAFI، CDAFI، BSL و غیره) و همچنین مجله گسترده‌تر استودیا ایرانیکا که انتشار آن در سال ۱۹۷۲ زیر نظر اوبن و ژینیو آغاز شد و مکمل کتابشناختی آن، چکیده‌های ایرانشناسی، که در سال ۱۹۷۸ زیر نظر دو فوشکور آغاز شد، مکان‌های مناسبی برای انتشار تحقیقات توسط محققان ذکر شده در لیست طولانی اما به هیچ وجه جامع ما فراهم کرده است.

### آمریکا
دانشگاه کلمبیای نیویورک بزرگ‌ترین مرکز ایران‌شناسی آمریکا در قرن بیستم بوده‌است. دانشنامهٔ ایرانیکا به سرپرستی احسان یارشاطر در این مرکز پاگرفت. مراکز ایران‌شناسی دیگری هم سپس‌تر در دانشگاه‌های بزرگی مانند استنفورد تأسیس شد.

### ایران
پورداود که آغاز تدریس زبان‌های باستانی را در ایران کلید زده بود در سال ۱۳۲۳ انجمن ایران‌شناسی را تأسیس کرد. سرانجام مطالعات ایرانشناسی در داخل ایران متمرکزتر شد و با تأسیس دانشگاه و پژوهشگاه ایران مرکز اصلی مطالعات ایرانشناسی در دنیا گشت و ایران‌شناسان ایرانی نامداری پیدا شدند. در ایران سازمانی به نام بنیاد ایران‌شناسی در حوزه پژوهش‌های ایران‌شناختی فعالیت می‌کند. این سازمان در سال ۱۳۷۶ تأسیس شد. بنیاد ایران‌شناسی، کوشش در ساماندهی فعالیت‌ها و گسترش آن‌ها به منظور شناختن و شناساندن جلوه‌های تمدن و فرهنگ ایران اسلامی و تاریخ آن را هدف اصلی خود می‌داند. همچنین از سال ۱۳۸۱، مجله‌ای با عنوان پژوهش‌های ایران‌شناختی توسط مرکز نشر دانشگاهی در همین حوزه منتشر می‌شود که به زبان آلمانی است. دانشگاه تهران رشته ایران‌شناسی را در گرایش عمومی آن در مقطع کارشناسی ارشد ذیل گروه فرهنگ و زبان‌های باستانی در دانشکده ادبیات و علوم انسانی ارائه می‌کند. در تاریخ چهارم اسفند ۱۳۹۹ جمع کثیر و قابل توجهی از دانشجویان و دانش آموختگان رشته ایران‌شناسی دانشگاه تهران طی نامه ای سرگشاده به محمودنیلی احمدآبادی رئیس این دانشگاه به‌طور صریح و جدی خواستار تأسیس و ایجاد بخشی مستقل با عنوان ایران‌شناسی در دانشکده ادبیات و علوم انسانی دانشگاه تهران شدند.
دانشگاه شهید بهشتی نیز با همکاری بنیاد ایران‌شناسی، در مقطع کارشناسی ارشد این رشته در چهار گرایش آن دانشجو می‌پذیرد.

## مجلات و دانشنامه‌های ایران‌شناسی
| نام                                                       | نام                                   | ناشر                          | زبان نشریه               | سرویراستار                         |
| لاتین                                                     | فارسی                                 | ناشر                          | زبان نشریه               | سرویراستار                         |
| --------------------------------------------------------- | ------------------------------------- | ----------------------------- | ------------------------ | ---------------------------------- |
| IRANISTIK                                                 | پژوهش‌های ایران‌شناختی                  | مرکز نشر دانشگاهی             | آلمانی                   | امید طبیب‌زاده                      |
| IRANSHENASI                                               | ایران‌شناسی (مجله)                     | -                             | فارسی                    | جلال متینی                         |
| sasanika                                                  | ساسانیکا                              |                               | انگلیسی                  | تورج دریایی                        |
| Encyclopædia Iranica                                      | دانشنامه ایرانیکا                     | Bibliotheca Persica Press     | انگلیسی                  | تورج دریایی                        |
| Encyclopaedia Islamica                                    | دائرةالمعارف بزرگ اسلامی              | مرکز دائرةالمعارف بزرگ اسلامی | فارسی                    | سید محمدکاظم موسوی بجنوردی         |
| The Encyclopaedia of Iran                                 | دانشنامه ایران                        | مرکز دائرةالمعارف بزرگ اسلامی | فارسی                    | سید محمدکاظم موسوی بجنوردی         |
| _                                                         | دانشنامه جهان اسلام                   | بنیاد دائرةالمعارف اسلامی     | فارسی                    | غلامعلی حداد عادل                  |
| Encyclopaedia of Islam                                    | دانشنامه اسلام                        | انتشارات بریل                 | انگلیسی، آلمانی، فرانسوی |                                    |
| Abstracta Iranica                                         | چکیده‌های ایرانشناسی                   |                               | فرانسوی، انگلیسی، فارسی  | شارل هانری دوفوشه‌کور               |
| Iran-nameh                                                | ایران‌نامه                             | بنیاد مطالعات ایران           | فارسی                    |                                    |
| Iranica Antiqua                                           | ایرانیکا آنتیکوآ                      |                               |                          |                                    |
| Indo-Iranian Journal                                      | ژورنال هندو-ایرانی                    |                               |                          |                                    |
|                                                           | نامه فرهنگستان                        |                               |                          |                                    |
|                                                           | مجله زبانشناسی                        |                               |                          |                                    |
| Indo-Iranica                                              | هندو-ایرانیکا                         |                               |                          |                                    |
| Iran: Journal of the British Institute of Persian Studies | ایران: مجله انجمن ایرانشناسی بریتانیا |                               | انگلیسی                  | کلیفورد ادموند باسورث، کامرون پتری |
| Iranistische Mitteilungen                                 |                                       |                               |                          |                                    |
| Acta Iranica                                              | آکتا ایرانیکا                         | انتشارات بریل                 | انگلیسی، فرانسوی، آلمانی |                                    |
| Studia Iranica                                            | استودیا ایرانیکا                      | انتشارات پیترز                | انگلیسی، فرانسوی         |                                    |
| Persica (journal)                                         | پرسیکا (مجله)                         | انتشارات پیترز                | انگلیسی، فرانسوی، آلمانی |                                    |
| Iranian Studies                                           | مطالعات ایرانی (نشریه)                | انتشارات دانشگاه کمبریج       | انگلیسی                  | سوسن سیاوشی                        |
| Irano-Judaica                                             | ایرانو جودائیکا                       | انتشارات بریل                 | انگلیسی                  |                                    |

## لاتین
1. ↑  Geoffrey Duchet
2. ↑  Lichtenstein
3. ↑  S. Viteh
4. ↑  De Hellenistica
5. ↑  Indo-Scythian Teory
6. ↑  James Parsons
7. ↑  The Remains of Japhet, Being Historical Enquiries into the Affinity and Origin of the European Languages
8. ↑  Uber das Konjugationssystem der sanskritsprache vergleichung mit jenem der griechischen lateinischen, perischen und germanischen Sparache
9. ↑  Vergleichende Grammatik Des Sanskrit, Zend, Griechischen, Litthauischen, Altslawischen, Gothischen und Deutschen
10. ↑  Grundriss der verglesichenden Grammatik der indogermanischen Sprachen
11. ↑  Lycian
12. ↑  M. E. Stone

## وبگاه‌ها
- مؤسسه مطالعات و پژوهش‌های سیاسی
- مؤسسه مطالعات ایران بایگانی‌شده  در ۱۶ مارس ۲۰۱۴ توسط Wayback Machine